# Geschichte der Ingenieurwissenschaften

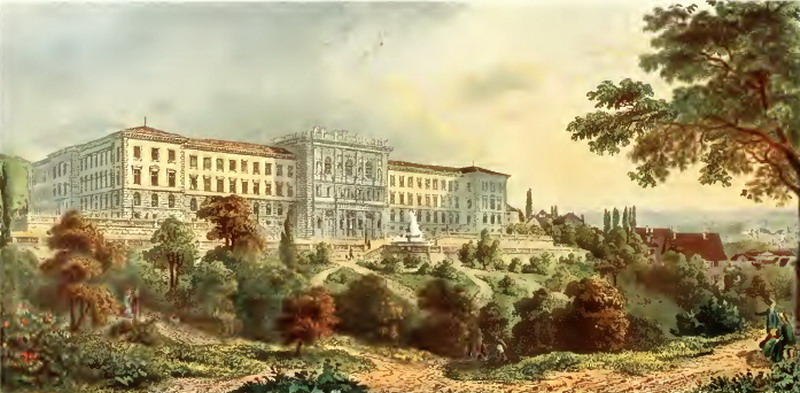
Die technische Hochschule Zürich ist eine von vielen Hochschulen, die im 19. Jahrhundert nach dem Vorbild der Ecole Polytechnique gegründet wurden. Bild von 1865

Die Geschichte der Ingenieurwissenschaften reicht mehrere tausend Jahre zurück. Als institutionalisierte Wissenschaften entstanden die Ingenieurwissenschaften im 18. Jahrhundert in Frankreich und Deutschland.
In den frühen Hochkulturen Mesopotamiens vor etwa 6000 Jahren wurden bereits an Tempel- und Palastschulen erste Ingenieure als Beamte ausgebildet. Im antiken Griechenland entstanden erste Wissenschaften, darunter die Mechanik, die für viele Ingenieurwissenschaften als Technische Mechanik eine Grundlagendisziplin ist. Ein großer Teil des technischen Wissens wurde über verschiedene Handwerkszweige weitergegeben, die sich im Laufe der Zeit spezialisierten. Aus dem antiken allgemeinen Schmied wurden Schwert-, Pfannen- oder Hufschmiede. Im Mittelalter entstanden mit den Zünften auch Institutionen, die sich mit dem handwerklich-technischen Wissen befassten.
In der Renaissance kam es zum Aufblühen der Technik: Ingenieure wie Leonardo da Vinci studierten Bücher zur Mechanik und schufen viele neue Maschinen. Ab etwa 1550 begannen sie, technische Fachliteratur zu verfassen. Im 17. und 18. Jahrhundert wandten sich die Naturwissenschaften verstärkt der Technik zu: Technik wurde als angewandte Naturwissenschaft verstanden. In Frankreich wurden Schulen für Ingenieure gegründet, darunter auch die École polytechnique. Im 19. Jahrhundert wurden im deutschsprachigen Raum viele Ingenieurschulen gegründet. Einige von ihnen wurden zu Technischen Hochschulen aufgewertet, erhielten um 1900 das Promotionsrecht und waren damit wissenschaftlich den Universitäten gleichgestellt.
Im 20. Jahrhundert bildeten sich zahlreiche neue Disziplinen – meist Spezialisierungen bestehender Gebiete oder an Schnittstellen zwischen bestehenden Gebieten. Gleichzeitig kam es zu einem verstärkten Verwissenschaftlichungsprozess, der durch computergestützte Technologien, wie CAD, CIM, CNC oder der Finite-Elemente-Methode verstärkt wurde.

## Forschungsfeld und Abgrenzung
Der Begriff Wissenschaft hat zwei wichtige Bedeutungen:
- Einerseits als Menge allen Wissens, bei den Ingenieurwissenschaften also das Wissen über Technik und
- andererseits als soziales System, bei den Ingenieurwissenschaften also die Ingenieure, Forschungsinstitute, Technische Universitäten.

Eine Geschichte der Ingenieurwissenschaften befasst sich demnach mit dem Wissensstand über Technik in verschiedenen Epochen und mit den verschiedenen Forschern und Forschungsinstitutionen.
Zu einer umfassenden Darstellung gehören auch verschiedene Einflüsse von und auf die Ingenieurwissenschaften auf andere Bereiche. Die größten Wechselwirkungen gibt es mit der Technik selbst, die oft von Ingenieuren verbessert wurde. Andererseits hat neue Technik oft auch die Entwicklung der Wissenschaft vorangetrieben. Aus den Automobilen ist beispielsweise die wissenschaftliche Disziplin der Fahrzeugtechnik entstanden. Aber auch die politische, philosophische, gesellschaftliche oder wirtschaftliche Umwelt wirkten auf die Ingenieurwissenschaften mal fördernd und mal hemmend und wurden auch ihrerseits von ihnen beeinflusst. Die Geschichte der Ingenieurwissenschaften hat zahlreiche Berührungen zur Geschichte der Naturwissenschaften; insbesondere im 17., 18. und teilweise auch im 19. Jahrhundert wurde die Technik als angewandte Naturwissenschaft verstanden und die Naturwissenschaften selbst verstanden sich als anwendungsorientierte Wissenschaft. Die damals entstandenen Gebiete der Mechanik, der Thermodynamik und der Elektrotechnik werden bis heute von Ingenieuren und Naturwissenschaftlern gemeinsam bearbeitet. In etwa ab Mitte des 19. Jahrhunderts gingen sie vermehrt getrennte Wege: Die Naturwissenschaften beschäftigten sich mit den technisch weniger bedeutenden Gebieten wie Quantenmechanik oder Relativitätstheorie und betonten viel stärker die Theorie vor der Anwendung. Diese wurde verstärkt in den Ingenieurwissenschaften betont.
Genauere Details zu den einzelnen ingenieurwissenschaftlichen Disziplinen sind den entsprechenden Artikeln überlassen. Hier wird die fachlich übergreifende Geschichte aller oder zumindest der wichtigsten Disziplinen dargestellt.

## Frühe Hochkulturen
Bereits in der Steinzeit machten Menschen erste technische Erfahrungen. Die Herstellung von Werkzeugen gilt in der Anthropologie gar als Unterscheidungsmerkmal zwischen Mensch und Tier. In diesem Zusammenhang ist vom Homo faber die Rede, vom „werkzeugmachenden Menschen“. Erste Werkzeuge waren zunächst einfache Faustkeile, später spezielle Werkzeuge zum Bohren, Sägen, Schaben, Fischen oder Jagen. Die Anfänge der Produktionstechnik reichen damit bis in die Anfänge der Menschheit zurück. In der neolithischen Revolution gingen die Menschen vom Jagen und Sammeln über zu Ackerbau und Viehzucht. In Mesopotamien entstanden die ersten Hochkulturen der Hethiter, Assyrer, Babylonier und Perser.

### Technik in Mesopotamien und Ägypten

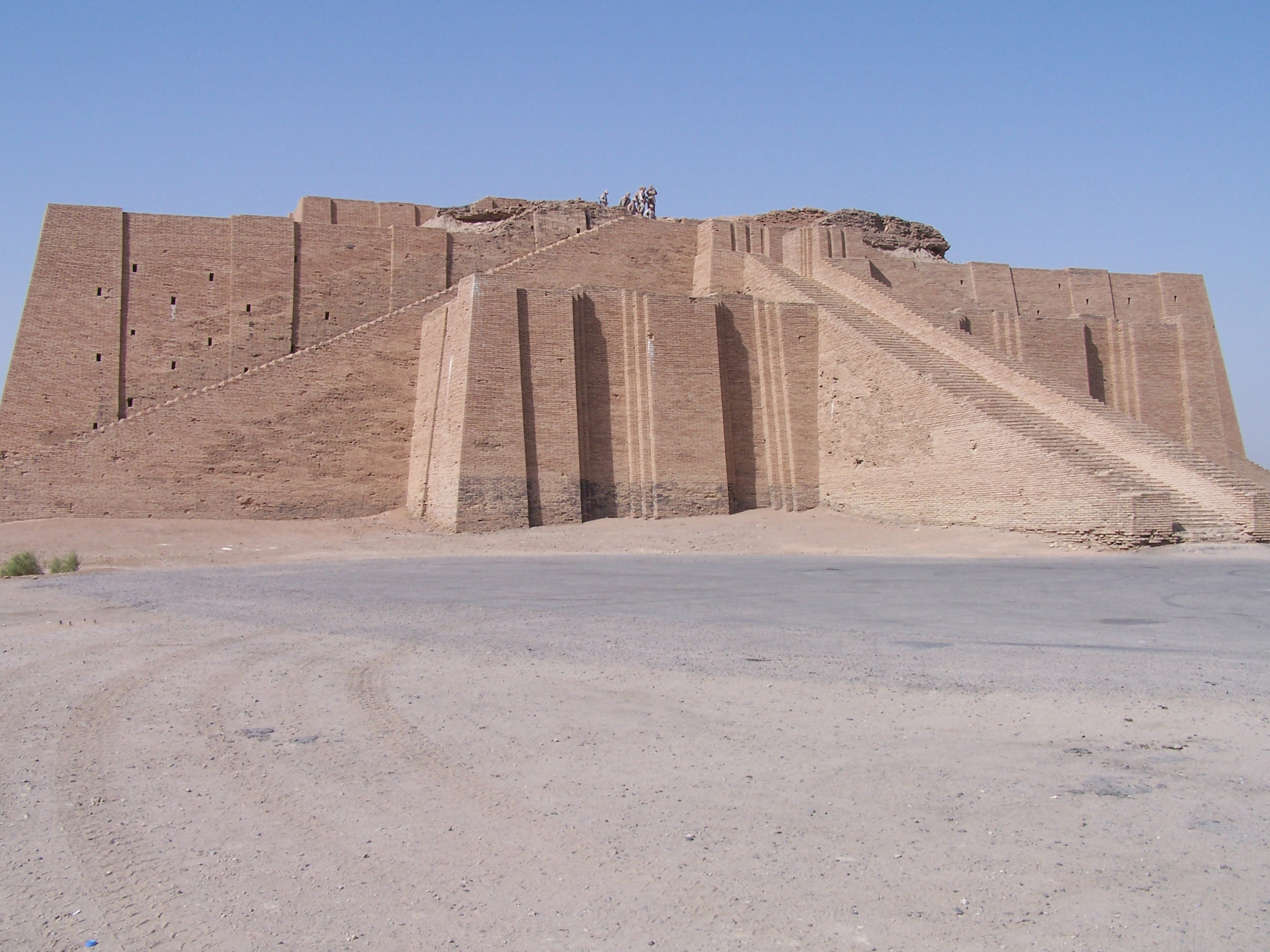
Zikkurat von Ur, ca. 2000 v. Chr.

Man betrieb Kupferminen in Stollen, die bereits 20 m unter Tage führten. Das Kupfererz wurde anschließend in Hochöfen zu Kupfer geschmolzen und mit Zinn zu Bronze legiert, die der Bronzezeit ihren Namen gab. Damit waren grundlegende Verfahren der Metallurgie bekannt. Außerdem wurden das Wagenrad, die Töpferscheibe und der Pflug erfunden.
In den ersten Großstädten baute man Straßen und Brücken, für die Wasserversorgung baute man Aquädukte und auch riesige Repräsentationsbauten entstanden, wie die Paläste von Persepolis oder die ägyptischen Pyramiden. Zu ihrem Bau nutzte man Rampen und Krane. Anwendungen der schiefen Ebene und der Winde waren damit bereits bekannt.
Im militärischen Bereich nutzte man Belagerungsgeräte zum Erobern von Städten, die bereits mit Mauern, wie den sprichwörtlichen Mauern von Babylon, umgeben waren. Diese wurden von Baumeistern sorgfältig geplant und instand gehalten, wie man aus erhaltenen Bauplänen weiß. Sie enthielten unter anderem Maßstäbe und Abmessungen, den Zustand der Mauern und der Substrukturen sowie der Innen- und Außenschalen.
Die Herkunft der Technik wird noch nicht einer wissenschaftlichen Durchdringung der Welt zugeschrieben. In vielen überlieferten Geschichten werden Erfindungen wie der Hakenpflug oder auch die Schrift gelegentlich sogenannten Kulturheroen zugeschrieben, letztendlich gehen sie jedoch immer auf göttlichen Rat und Plan zurück. Der Gott Enki gilt beispielsweise als genial-pragmatischer Erfinder.

### Ansehen von Handwerk und Ingenieuren

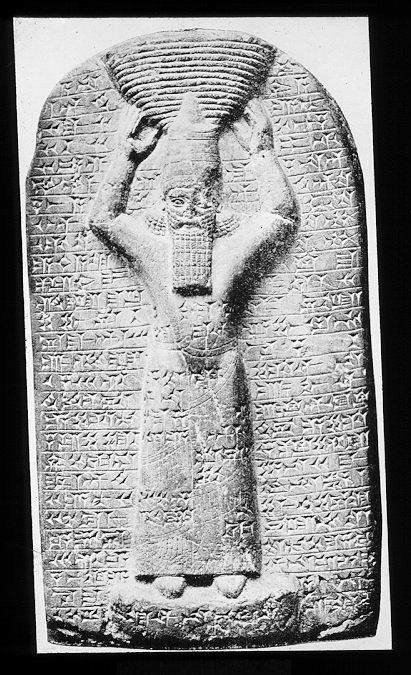
Der assyrische König Assurbanipal als Korbträger

Die altorientalischen Könige stellten sich oft und über die gesamte Epoche hinweg als mustergültige Ingenieure dar. In Inschriften auf großen Bauwerken rühmen sie sich ihres technischen Sachverstandes, loben aber auch den Einsatz der Arbeiter, die sie den Inschriften zufolge reich beschenkten. Viele Abbildungen der Könige zeigen sie als Korbträger oder beim Tragen von Ziegeln. Ein solch hohes Ansehen körperlicher Arbeit und technischen Könnens steht im Gegensatz zur späteren griechisch-römischen Geringschätzung selbiger.

### Ausbildung der Ingenieure
An Palast- und Tempelschulen wurden Ingenieure ausgebildet in Lesen und Schreiben der Keilschrift und im Rechnen. Weitere Gebiete waren Mathematik und Messtechnik. Berechnet wurden die Neigung von Wasserkanälen, der Erdaushub von Ausschachtarbeiten, Gewicht und Belastbarkeit von Mauern und die Neigung von Rampen. Die Ausbildung auf Staatskosten dauerte mehrere Jahre und die Absolventen waren danach im Staat als hohe Verwaltungsbeamte tätig. Eine Trennung zwischen militärischem und zivilem Bereich gab es noch nicht: Ingenieure die in Friedenszeiten Paläste, Brücken oder Kanäle planten und deren Bau überwachten, hatten in Kriegszeiten hohe Kommandopositionen inne.

### Wissenschaft
Die altorientalischen Kulturen hatten bereits ein hohes Niveau in der Astronomie und Mathematik entwickelt. Letztere war durch praktische Probleme geprägt, wie die Berechnung von Flächen um Ackerland nach Überschwemmungen des Nils aufzuteilen oder die Grundflächen von Bauwerken zu bestimmen. Falls die exakten Formeln nicht bekannt waren, gab man sich auch mit Näherungslösungen zufrieden, was auch in der modernen Ingenieurwissenschaft typisch ist. Für die Kreisfläche nutzte man beispielsweise A=(8/9 d)² mit d als Durchmesser, was für die Kreiszahl den Wert 3,1605 ergibt, während der exakte Wert bei 3,141... liegt. Erst in der griechischen Antike kam es zur Trennung von Theorie und Praxis.

## Antike
In der griechischen und römischen Antike wurde die Eisenverarbeitung von den Hethitern übernommen. Im Gegensatz zu Kupfer das auch in metallischer Form in der Natur vorkommt, muss man Eisen erst aus Erzen erschmelzen. Das neue Material gab der Eisenzeit seinen Namen und wurde für Werkzeuge und Waffen verwendet, da es härter und fester ist. Eisen konnte jedoch nur unter hohem Kraftaufwand im heißen Zustand geschmiedet und noch nicht gegossen werden und verdrängte die Bronze daher nur allmählich. In der gesamten Antike wurden viele große Bauwerke errichtet, wie Tempel oder das Kolosseum. Die Römer bauten zahlreiche Straßen, Brücken und Aquädukte. Wichtige technische Erfindungen waren der Flaschenzug für Kräne, die archimedische Schraube zur Entwässerung von Bergwerken, das Zahnrad und die Schraube. Die antike Gesellschaft war durch Ackerbau und Sklavenwirtschaft geprägt; Maschinen wurden nur selten eingesetzt. Die Wissenschaften blühten auf, insbesondere Mathematik, Mechanik, Astronomie und Philosophie. Bis in die Neuzeit hatten sie aber nur noch ein Interesse an reiner Erkenntnis. Die Umsetzung in Technik oder andere Anwendungen galt als Überlisten der Natur.

### Technik in der Antike

Griechisch-römischer Kran mit Flaschenzug

In der griechisch-römischen Zeit kam es zu einer relativ langsamen Weiterentwicklung der Technik, die sich meist auf Detailverbesserungen bekannter Technologien beschränkte. Größere Steigerungen der Produktivität wie in den frühen Hochkulturen durch Rad und Pflug gab es ebenso wenig wie die Erschließung neuer Energiequellen. Wasserräder waren zwar bekannt, wurden aber erst im Mittelalter großflächig genutzt. Als Grund wird die weit verbreitete Sklavenarbeit angesehen, die billiger war als Maschinen, sowie das daraus folgende Desinteresse der Wissenschaft an der Praxis.
Aus der archaischen Zeit Griechenlands (vor 500 v. Chr.) sind viele kleine Bronzestatuetten erhalten, die noch per Vollguss hergestellt wurden. Eine wichtige Neuerung war der Hohlguss, bei dem das Innere des Werkstückes hohl ist und somit Material spart. Größere Bronzestandbilder wurden auf diese Weise gegossen. Helme und Rüstungen wurden aus einem einzigen Stück Bronze mit dem Hammer kalt getrieben. Eisen konnte man dagegen nur im glühenden Zustand schmieden, aber noch nicht gießen, da die Öfen noch nicht die benötigte Temperatur von etwa 1500 °C erreichten. Römische Bergwerke erreichten Tiefen von etwa 200 m und wurden mit archimedischen Schrauben entwässert, die von Sklaven bedient wurden.
Die antiken Architekten schrieben bereits Bücher über den Bau ihrer Werke und den dabei aufgetretenen Schwierigkeiten. Zwar ist keines dieser Bücher erhalten, Vitruv und Plinius sammelten sie jedoch und werteten sie in erhaltenen Büchern selbst aus. Die Römer achteten besonders auf ihre Infrastruktur und errichteten viele Kilometer an Kanälen und Straßen, sowie zahlreiche Brücken, Aquädukte und Häfen. Sie entwickelten auch die Bauweise mit Rundbögen und Gewölben und konnten damit größere Räume überspannen. Die Tragfestigkeit konnte noch nicht berechnet werden, aber die Bauten zeigen, dass ein grundsätzliches Verständnis für die Kraftverläufe und -verhältnisse vorhanden war.
Eine besondere Rolle spielte die Wasserversorgung, die durch Aquädukte sichergestellt wurde. Durch den Tunnel des Eupalinos, der Wasser aus der Nähe von Samos in die Stadt leitete, lassen sich die Fähigkeiten der Bauingenieure rekonstruieren. Der Tunnel liegt vollständig unterirdisch und wurde von beiden Seiten aus vorangetrieben. Als man auf undurchdringliches Gestein stieß, musste die geplante Strecke verlassen werden. Um sicherzustellen, dass sich die beiden Stollen wieder trafen, waren umfangreiche Kenntnisse der Geometrie nötig.
Im griechischen Theater wurden zahlreiche Maschinen benutzt, die Figuren bewegten oder die Kulisse veränderten. Da sie auf den Zuschauer den Eindruck erweckten, sie würden sich von selbst bewegen, nannte man sie Automaten. Im Militärwesen wurde das Katapult erfunden und durch systematische Experimente verbessert. Im Bauwesen nutzte man Krane mit Flaschenzug und Laufrad. Gegen Ende der Antike gab es erste Wassermühlen.

### Handwerk und Wirtschaft
Die antike Wirtschaft war geprägt durch Ackerbau und Sklavenhaltung. Handwerker waren zum Teil frei, zum Teil ebenfalls Sklaven. Maschinen wurden nur in geringem Umfang genutzt. Für die Antike sind eine ganze Reihe verschiedener Berufe bezeugt, die eine frühe Form von Arbeitsteilung und Spezialisierung darstellen. Es gab beispielsweise Schmiede, die sich auf Gold, Silber, Werkzeuge, oder Sicheln spezialisiert hatten.
In der frühen Antike hatte das Handwerk noch einen relativ hohen Stellenwert. Odysseus ist beispielsweise stolz darauf, dass er sein Ehebett selbst gezimmert hat. Im 4. Jahrhundert v. Chr. verliert die körperliche Arbeit jedoch schnell an Ansehen. Arbeit wird den Sklaven und den Fremden überlassen und gering geschätzt. Sowohl bei den Griechen Platon und Aristoteles als auch bei den Römern Cicero und Seneca wird Lohnarbeit verachtet, da sie in Abhängigkeit zu anderen ausgeführt wird. Als gesellschaftliche Rechtfertigung für die Befreiung von körperlicher Arbeit gilt vor allem die Politik, aber auch Philosophie, Literatur und Wissenschaft.

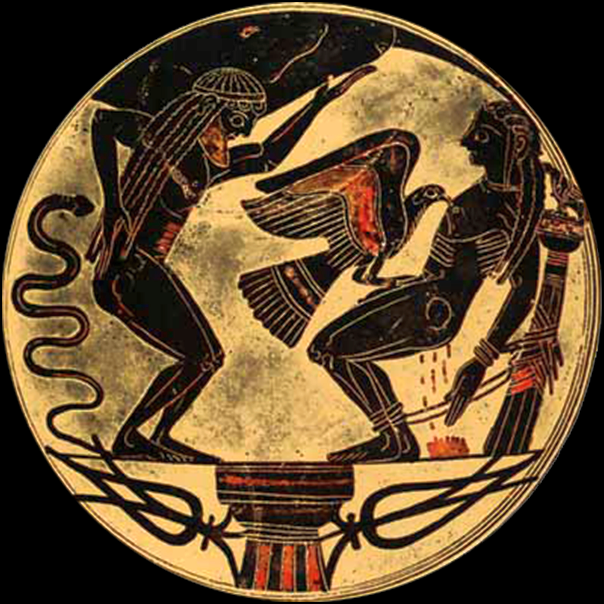
Der gefesselte Prometheus; links sein Bruder Atlas (Trinkschale aus Cerveteri, um 560/550 v. Chr., Vatikanische Museen, Rom)

Mythologisch wird die Herkunft der Technik auf Prometheus zurückgeführt, der den Menschen sämtliche Techné gelehrt habe. Dafür wurde er zur Strafe von Zeus an einen Felsen gefesselt, bis ihn Herakles wieder befreite. Das vielzitierte Werk von David S. Landes The unbound Prometheus (Der entfesselte Prometheus) zur Industriellen Revolution spielt darauf an.
Die Begriffe Technik, Technologie gehen auf das griechische techne zurück, das ursprünglich „flechten, weben“ bedeutete, aber bald für alle möglichen Arten menschlichen Schaffens. So wurden die Tätigkeiten eines Zimmermannes oder Schmiedes ebenso als techne bezeichnet wie die eines Arztes; selbst die mathematische Beweisführung oder körperliche Liebe wurde so bezeichnet und manchmal auch mit Kunst übersetzt: Handwerkskunst, medizinische Kunst oder Beweiskunst. In diesem Sinne wurde es als Gegenbegriff zu natürlich verstanden. Die Technik war etwas das der Mensch „künstlich“ erschaffen hat. Über das lateinische ars wie bei den septem artes liberales den sieben freien Künsten, oder den Artes mechanicae den mechanischen Künsten, gelangte es in die Neuzeit. Hier wurde auch das deutsche „Kunst“ häufig im Sinne des modernen „Technik“ benutzt, beispielsweise in Begriffen wie Wasserbaukunst, Windkunst (Bau von Windmühlen) oder Künstleringenieur.
Aristoteles ordnete die verschiedenen techne zwischen dem Erfahrungswissen und dem wissenschaftlichen Wissen ein. Ein Architekt steht bei ihm auf einer höheren Stufe als ein Handwerker, weil Letztere nur aufgrund von Erfahrung arbeiten, während Erstere die Ursache ihres Schaffens angeben können. Damit machte Aristoteles erstmals eine Unterscheidung zwischen Baumeister und Handwerker.

### Mechanik

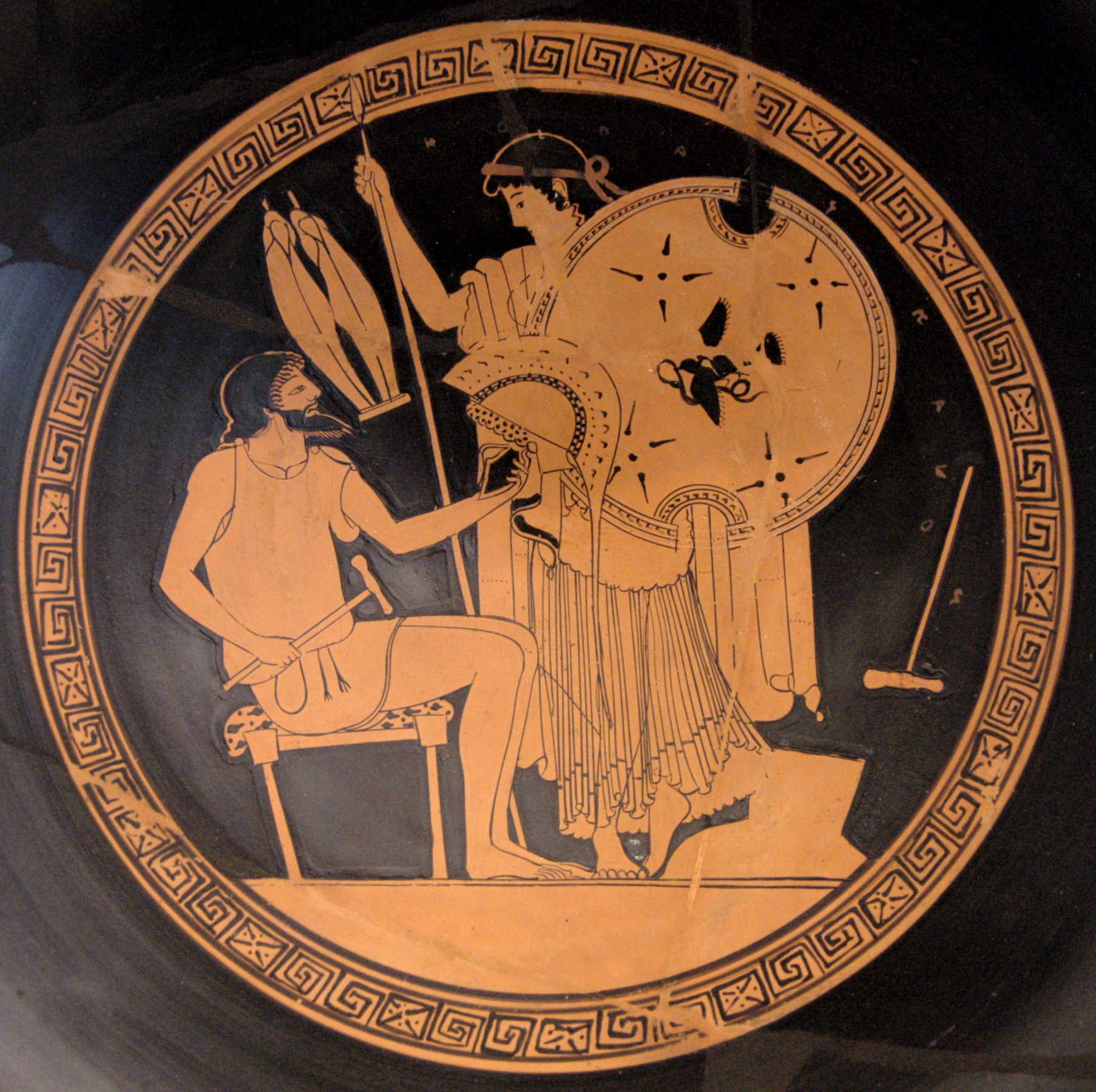
Der Schmiedegott Hephaistos übergibt Thetis die Rüstung für Achill. Attisch-rotfiguriger Kylix, 490–480 v. Chr.

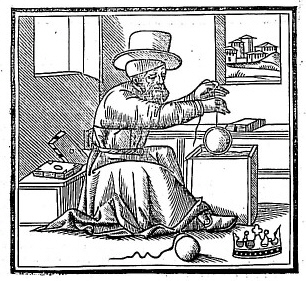
Archimedes bei seinem Experiment zur Wasserverdrängung. Bild aus einem Buch von 1547 n. Chr.

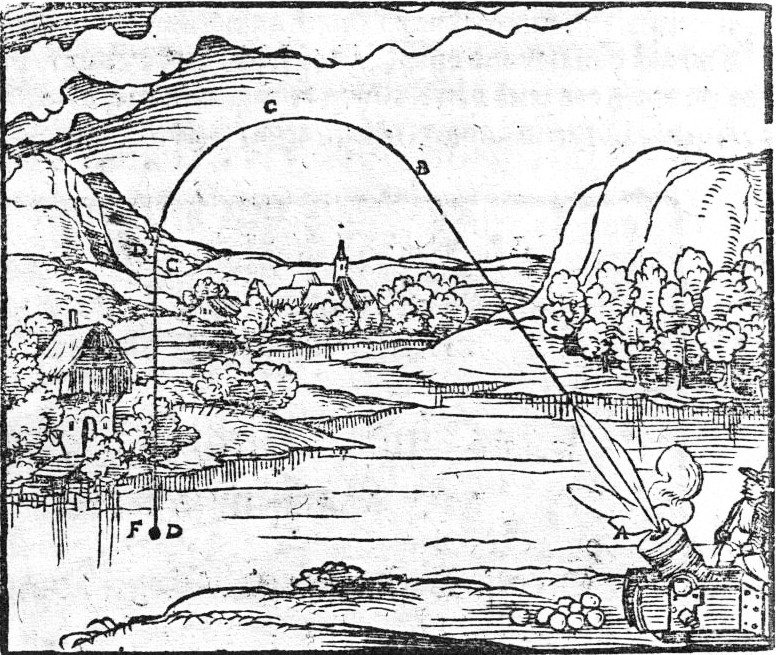
Flugbahn einer Kanonenkugel gemäß erweiterter Impetustheorie. Bild aus einem Werk Walther Hermann Ryffs gedruckt 1582 n. Chr. in Basel.

Die Technische Mechanik ist diejenige Disziplin, aus der die Verwissenschaftlichung der Technik hervorgegangen ist. Das griechische Wort mechané bedeutete ursprünglich „List“ oder „Hilfsmittel“. Mithilfe einer mechané befreite man sich typischerweise aus einer Notlage. Als Odysseus von dem Kyklopen gefangen wird, spitzt Odysseus dessen Keule an und blendet ihn damit, was als mechané bezeichnet wird. Ebenso als der Schmiedegott Hephaistos Ares mithilfe von Ketten fängt. Ab dem 5. Jahrhundert v. Chr. bezeichnet man mit dem Begriff auch alle Arten von Maschinen, wie Krane oder die Automaten im Theater. Seine ursprüngliche Bedeutung als „List“ verlor der Begriff jedoch nie und schimmerte immer ein wenig durch wenn man sich einer Maschine bediente: Die Natur wird überlistet.
Dieser Gegensatz zwischen der Natur auf der einen Seite und den künstlich erschaffenen Maschinen auf der anderen geht auf Platon und Aristoteles zurück und bestimmte das wissenschaftliche Verständnis für die nächsten zwei Jahrtausende. Aristoteles zufolge hat jeder Körper einen „natürlichen“ Ort, an den er aus „innerem“ Antrieb hinstrebe: Luft nach oben, Erde nach unten. Dem gegenüber stehen die „künstlichen“ oder „gewaltsamen“ Bewegungen der Maschinen, die einem Körper von außen aufgezwungen werden. Wenn mittels einer Maschine ein kleines Gewicht ein großes hebe, so wird die Natur dadurch überlistet. Ein Stein, dem eine äußere Gewalt durch einen Werfer mitgeteilt werde, folge diesem Zwang jedoch nur so lange wie dieser künstliche Antrieb unmittelbar oder mittelbar anhalte. Danach verhalte er sich spontan wieder seiner Natur entsprechend, falle also senkrecht nach unten mit konstanter Geschwindigkeit. Die Ausführungen Aristoteles’ wurden im Mittelalter im Wesentlichen beibehalten und zur Impetustheorie ausgebaut. Erst Galileo Galilei fand die korrekte mathematische Beschreibung des freien Falls: mit steigender Geschwindigkeit und konstanter Beschleunigung.
Ktesibios baute eine Wasserorgel, eine Luftpumpe und eine Wasseruhr und gilt daher als Begründer der Hydraulik. Philon von Byzanz schrieb ein teilweise erhaltenes Werk zu diesen Themen. Heron baute den Heronsball, eine Kugel, die sich durch Dampfkraft drehen konnte. Sie wurde jedoch wie die meisten Maschinen eher als Spielzeug betrachtet; die Energie wurde nicht genutzt, um Arbeit zu verrichten. Außerdem schrieb er ein Werk über die Mechanik, in dem er die einfachen Maschinen beschreibt: Hebel, Winde, Keil, Rolle und Schraube. Für letztere sind zwei Anwendungen angegeben: In Verbindung mit einem Stift, der im Gewinde hin und her gleitet, oder zusammen mit einem Zahnrad. Eine Schraubenmutter wird nicht erwähnt.
Der bedeutendste Mechaniker, der seiner Zeit teilweise weit voraus war, ist Archimedes. Er soll die Hebelwaage, die Winde mit Untersetzung und die archimedische Schraube erfunden haben, also Erfindungen, die auch tatsächlich eingesetzt wurden. Er hat zum ersten Mal das Hebelgesetz korrekt formuliert und auch die Hydrostatik begründet, laut Legende, als er überprüfte, ob eine Krone aus reinem Gold besteht, indem er ihre Wasserverdrängung ermittelte.
Die antiken Mechaniker hatten damit erfolgreich die Grundlagen einer neuen Wissenschaft gelegt, die erst in der Neuzeit übertroffen wurde. Wenig war allerdings neu: Hebel und Rolle waren beispielsweise schon lange bekannt, aber nicht wissenschaftlich analysiert und mathematisch beschrieben. Die große Leistung der Antike liegt darin, dass sie komplexe Maschinen auf einige wenige und vor allem einfache Maschinen zurückführen und dadurch erklären konnte.

### Wissenschaft und Philosophie

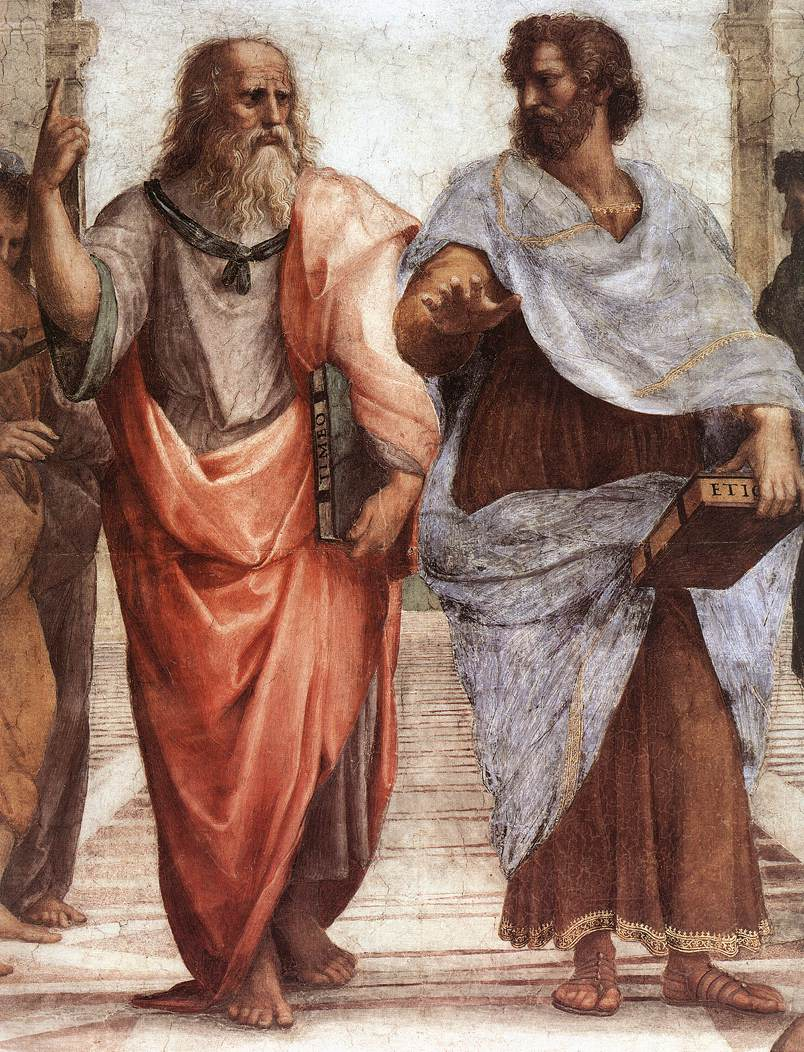
Platon und Aristoteles. Platon zeigt nach oben zum Himmel und die vom Irdischen losgelösten Ideen. Aristoteles nach unten zur materiellen Welt. Bildausschnitt aus Die Schule von Athen von 1511 n. Chr.

Die Griechen waren die ersten Menschen, die überhaupt Wissenschaft betrieben. Sie strebten dabei meist nach reinem Erkenntnisgewinn und erbrachten große Leistungen in der Mathematik, der Philosophie und der Mechanik. Eine Umsetzung in praktische Anwendungen kam selten vor – das Verständnis der Technik als angewandte Naturwissenschaft ist neuzeitlichen Ursprungs. In der Antike sah man einen großen Gegensatz zwischen der natürlichen Umwelt und der Technik, die künstlich geschaffen wurde. Eine Übertragung naturwissenschaftlicher Erkenntnisse schien unmöglich und es herrschte eine Trennung vor zwischen Theorie und Praxis.
Die wissenschaftlichen Gebiete sind noch grundsätzlich anders gegliedert: Alle Gebiete, für die eine mathematische Beschreibung vorliegt, werden der Mathematik zugeordnet. Dies betrifft neben der Arithmetik und Geometrie auch die Musik, die Astronomie und die Mechanik, die heute Teilgebiet der Physik ist. Die Physik selbst, in der Antike auch als Naturphilosophie bekannt, ist nicht mathematisiert und behandelt alle Bereiche, die sich mit der Umwelt befassen. Die Bewegungslehre des Aristoteles zählt zu diesem Gebiet. Großen Einfluss auf das antike Verständnis der Welt hatten Platon und Aristoteles. Erster teilte die Welt in einen Bereich über dem Mond und einen unter ihm. Am Himmel bewegten sich die Planeten mit mathematischer Exaktheit auf Kreisbahnen, auf der Erde dagegen herrsche eine geradlinige Bewegung vor, die sich nicht mathematisch beschreiben lasse. Großen Einfluss hatte auch Platons Ideenlehre, die er im berühmten Höhlengleichnis veranschaulicht. Seine Unterscheidung in die Ideen einerseits und der eigentlich wahrnehmbaren materiellen Welt andererseits hemmte das Vorankommen der Natur- und Technikwissenschaften, war aber in der Mathematik sehr fruchtbar: Die Griechen ordneten die überlieferten mathematischen Erkenntnisse neu und axiomatisierten sie. Dadurch konnten sie beispielsweise den Satz des Pythagoras – der schon lange bekannt war – durch logisches Schlussfolgern beweisen.
Die antiken Vorstellungen sollten die nächsten zwei Jahrtausende vorherrschend sein. Sie wurden über den Neuplatonismus ins christliche Mittelalter getragen, bewahrt und meist erst in der Neuzeit kritisch hinterfragt. Den Gegensatz zwischen Himmel und Erde überwand letztendlich Newton, indem er sowohl die Bewegung der Planeten als auch den Fall eines Apfels auf der Erde auf die Gravitation zurückführte. Galilei fand allerdings die Fallgesetze nur, weil er von störenden Einflüssen abstrahierte, sie in Gedanken einfach entfernte und so zu dem Phänomen gelangte, das man im platonischen Sinne als Idee bezeichnet.

## Mittelalter
Im Mittelalter wurden viele Klöster, Burgen und Kathedralen gebaut. Auch die Militärtechnik verbesserte sich – neben den Burgen vor allem auf dem Gebiet der Katapulte und Tribocke. Die seit der Spätantike bekannten Wind- und Wassermühlen verbreiteten sich in ganz Europa und wurden zu einer wichtigen Energiequelle. Sie trieben oft Getreidemühlen an, aber auch Hammerwerke und andere Maschinen. Die Mühlenbauer waren Experten auf dem Gebiet der Mechanik und waren beim Entstehen des Maschinenbaus wichtig.

### Technik im Mittelalter

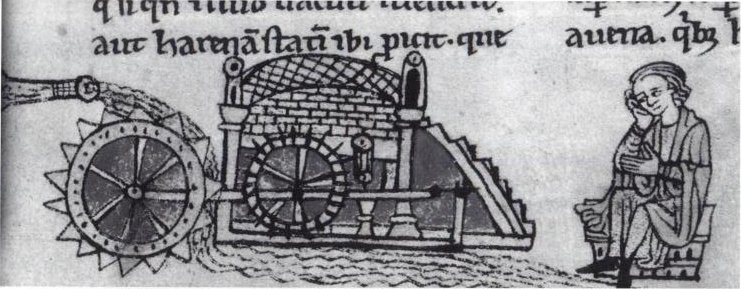
Mittelalterliche Darstellung einer Hammerschmiede, die von einem Wasserrad über eine Schubstange angetrieben wird. Die mit ihrem Bau beschäftigten Mühlenbauer gelten als Vorläufer der Maschinenbauer. Darstellung in einem Manuskript aus dem 13. Jahrhundert, British Library, Cotton MS Cleopatra C XI, fol. 10.

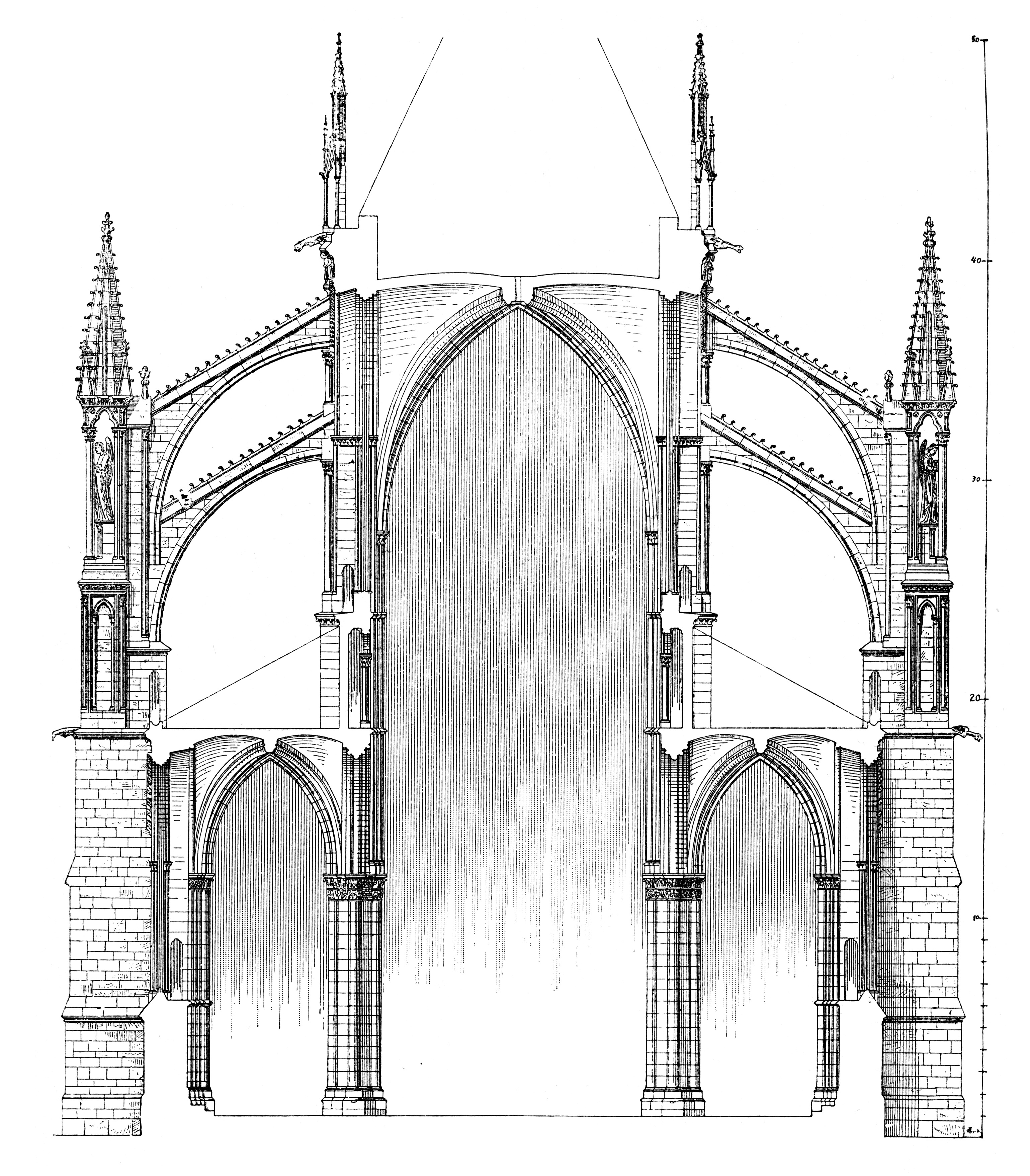
Schnitt durch das Langhaus der Kathedrale von Reims: Oberhalb der Seitenschiffe nehmen zwei übereinanderliegende Strebebögen den Schub des Mittelschiffsgewölbes auf und leiten ihn auf die Strebepfeiler in den Außenwänden. Darstellung aus einem Buch über Kunstgeschichte von 1908.

Im Mittelalter kam es zu einer langsamen, aber kontinuierlichen Weiterentwicklung der Technik.
Die Erfindung des Kummets erhöhte die nutzbare Zugkraft des Pferdes um ein Vielfaches. Hufeisen und Steigbügel begünstigten die Entstehung schlagkräftiger Ritterheere. Räderpflug und Dreifelderwirtschaft erhöhten die Arbeitsproduktivität in der Landwirtschaft. Die Eisenverarbeitung machte ebenfalls Fortschritte: Drähte wurden nun gezogen und nicht mehr aufwendig gedreht, die Öfen erreichten die benötigten Temperaturen für die Herstellung von Gusseisen. Mit dem Glühen, Aufkohlen und Frischen standen Verfahren zur Verfügung, die den Kohlenstoffgehalt von Eisen und damit Härte, Festigkeit, Schmied- und Gießbarkeit beeinflussen. Erklärt wurden diese Verfahren allerdings durch die „Reinigende Kraft des Feuers“. Erst im 18. Jahrhundert fand man heraus, dass der Kohlenstoffgehalt die Unterschiede der verschiedenen Eisenwerkstoffe erklärt.
Im frühen Mittelalter wurden vor allem Klöster ausgebaut, später dann die Städte. Die Entdeckung von Spitzbogen, Kreuzrippengewölbe und Strebepfeilern, die die Kräfte besser weiterleiten, ermöglichte den gotischen Baustil mit großen Fenstern. Ein berühmtes Bauwerk ist beispielsweise die Kathedrale Notre-Dame. Militärisch waren die Burgen von großer Bedeutung, die das Kriegswesen änderte: Große Feldschlachten gab es kaum noch, vorherrschend war die Belagerung. Hierzu wurden die antiken Katapulte zum Tribock weiterentwickelt.
Mit den neuen Windmühlen und den aus der Antike bekannten, aber kaum genutzten Wassermühlen wurden zwei neue Energiequellen erschlossen, die die Muskelkraft ersetzen konnten. Sie breiteten sich rasch über ganz Europa aus und wurden hauptsächlich zum Antrieb von Getreidemühlen genutzt, aber auch zur Entwässerung von Bergwerken oder zum Antrieb von Maschinen oder Hammerwerken.
Sie besitzen große Bedeutung für die Entstehung des Maschinenbaus: Die Mühlenbauer waren herumziehende Handwerker, die sich mit mechanischen Problemen und Übertragungselementen wie Zahnrädern oder Wellen gut auskannten. Sie gelten als Vorläufer der Maschinenbauer der Neuzeit. Die Ausbreitung der Mühlen selbst erreichte ebenfalls erst in der Neuzeit ihren Höhepunkt; in Deutschland erst 1880, also lange nach Erfindung der Dampfmaschine.

### Handwerk, Zünfte und Wirtschaft
Durch die vom Christentum begünstigte Abschaffung der Sklaverei, hatte die Arbeit wieder ein höheres Ansehen. Im frühen Mittelalter widmete man sich in den Klöstern vor allem der Arbeit und dem Gebet. Arbeit wurde schließlich zum Beruf, zur Berufung durch Gott. Dieses Ansehen begünstigte auch einige technische Entwicklungen: Hufeisen und Kummet waren beispielsweise technisch recht einfache Neuerungen, die aber eine große Wirkung auf die Arbeitsproduktivität hatten.
Ab dem 12. Jahrhundert nahm die Bedeutung der Städte zu. Hier bildeten sich die Zünfte aus, die auf die Qualität der Produkte und der Ausbildung der Handwerke achteten. Sie sind somit eine frühe Form institutionalisierten Wissens. Die Arbeitsteilung nahm langsam weiter zu: Aus dem antiken Rüstungsschmied wurde ein Plattner und Rüstungspolierer. In vielen Gewerben kam es zu technischen Neuerungen, die die Arbeit erleichterten, darunter das Spinnrad und die Wippendrehbank, die sich im Gegensatz zur älteren Schnurzugdrehbank alleine bedienen ließ.
Ingenieure und Baumeister waren meist erfahrene Handwerker – eine formale Ausbildung gab es noch nicht. In Urkunden des 11. Jahrhunderts taucht auch erstmals die lateinische Bezeichnung ingeniator auf, die es vorher nicht gab. Sie geht zurück auf ingenium (Geist, scharfer Verstand) und wanderte bis zum Spätmittelalter in die romanischen Sprachen z. B. französisch ingénieur oder italienisch ingegnere. Im Deutschen wurden sie allerdings lange als „Baumeister“ oder „Werkmeister“ bezeichnet.

### Wissenschaft, Philosophie und Religion

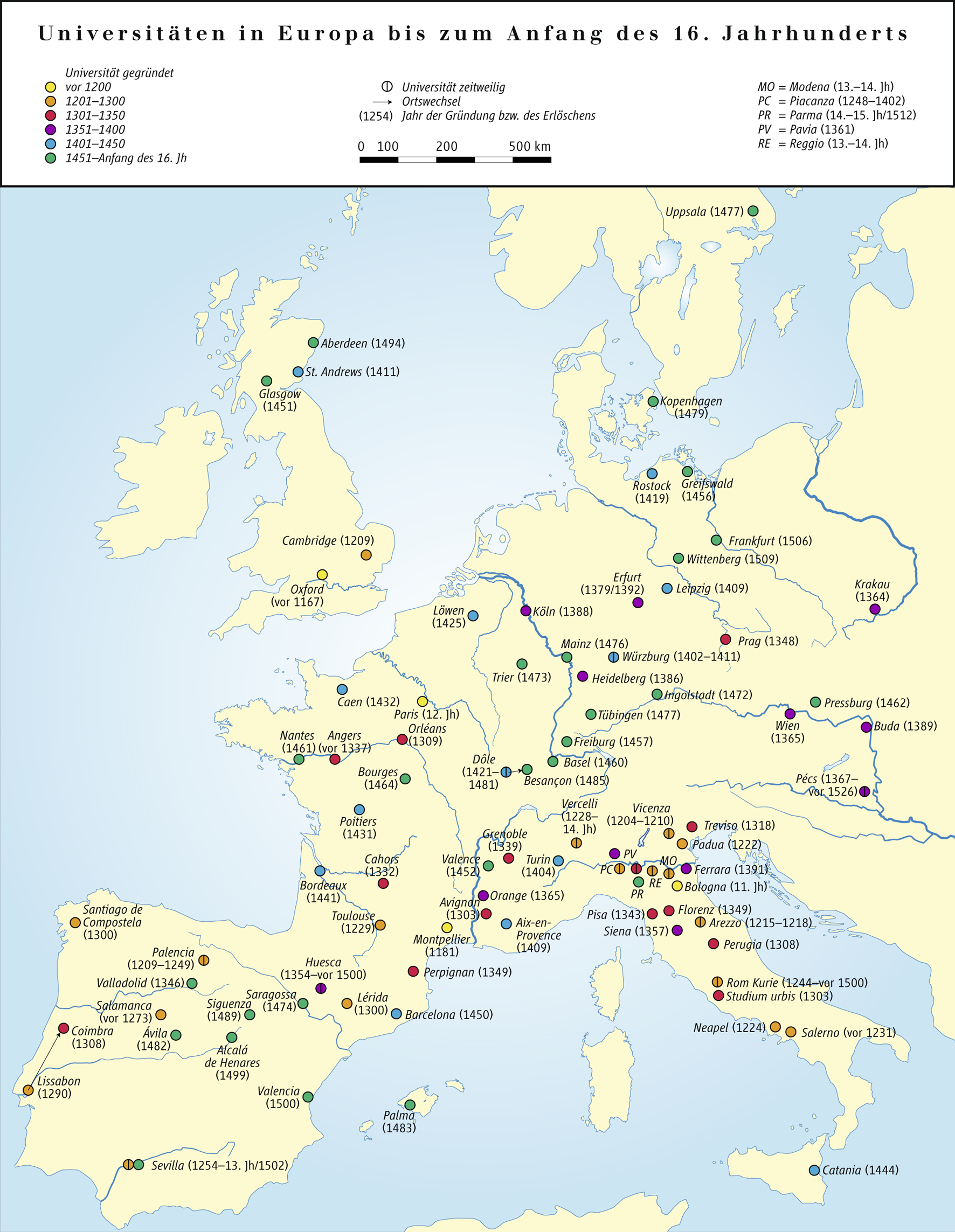
Karte mit Gründungsdaten mittelalterlicher Universitäten

Die antiken Ideen wanderten über den Neuplatonismus ins frühe Christentum, wo sie von den frühen Kirchenvätern wie Augustinus neu ausgelegt wurden. Insbesondere wurde Gott viel stärker berücksichtigt. Er habe beispielsweise sowohl Himmel als auch Erde erschaffen. Wenn sich also am Himmel in der Bewegung der Planeten Ordnung finden lasse, so gelte dies genauso für den Bereich der Erde. Die Technik in Form der sieben mechanischen Künste galt als von Gott gegeben als Ausgleich für die Mängel, die durch die Vertreibung aus dem Paradies entstanden. Sie bestanden aus Textilverarbeitung, Handwerk, See- und Landhandel, Garten- und Landbau sowie Ackerbau, Nahrungsgewerbe, Medizin und Ritterspielen.
Ab dem 12. Jahrhundert wurden zahlreiche Universitäten in Europa gegründet, an denen die septem artes, die sieben freien Künste, gelehrt wurden. Es handelte sich um das Trivium aus Grammatik, Rhetorik und Dialektik bzw. Logik und um das Quadrivum aus Arithmetik, Geometrie, Musik und Astronomie. Ihr Studium bereitete auf ein anschließendes Studium der Medizin, Theologie oder Jurisprudenz vor. Da die Universitäten christlich und eher geisteswissenschaftlich geprägt waren, konnten sich in der Neuzeit die Naturwissenschaften nur schwer etablieren. Stattdessen wurden neue Akademien speziell für Naturwissenschaften gegründet, was sich dann im 19. Jahrhundert mit den Ingenieurwissenschaften wiederholen sollte.

## Renaissance
In der Renaissance entwarf Leonardo da Vinci eine Vielzahl von Maschinen, die ihrer Zeit teilweise weit voraus waren. Ab Mitte des 16. Jahrhunderts entstanden die sogenannten Maschinenbücher, in denen Ingenieure sich in lateinischer Sprache an Fürsten wandten, aber oft auch in lebenden Sprachen an ihre Kollegen. Gebildete Ingenieure wandten sich auch den wiederentdeckten antiken Schriften zur Mechanik zu und nutzten ihre Erkenntnisse. Im 17. und 18. Jahrhundert wandten sich Gelehrte und Wissenschaftler mehr den praktischen Problemen zu. Viele Gebiete der Physik, insbesondere die Mechanik, wurden nun mathematisch weiterentwickelt. Galileo Galilei beschäftigte sich beispielsweise mit den Fallgesetzen und fand eine mathematische Formulierung. Es kam immer öfter vor, dass naturwissenschaftliche Erkenntnisse in technische Neuerungen umgesetzt werden konnten. Im 18. Jahrhundert wurden insbesondere in Frankreich erstmals Institutionen für Ingenieure geschaffen: Zunächst wurden die Militäringenieure zu Korps zusammengefasst, später wurden zahlreiche Spezialschulen für Artillerie, Festungsbau, Bergbau sowie Straßen- und Brückenbau gegründet. 1794 wurde dann die Ecole Polytechnique gegründet, die den Wendepunkt für die Verwissenschaftlichung der Ingenieurwissenschaften während der Industrialisierung einläutete.

### Technik in der Renaissance

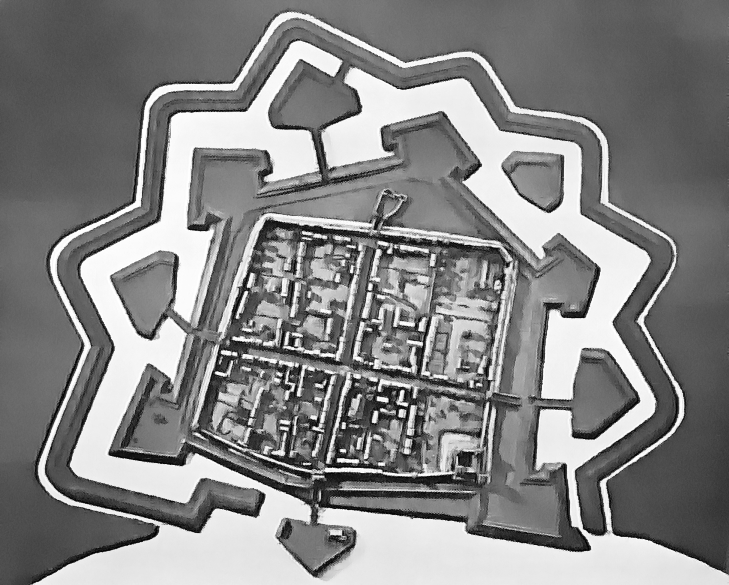
Festung Orsoy (Ausbau um 1650)

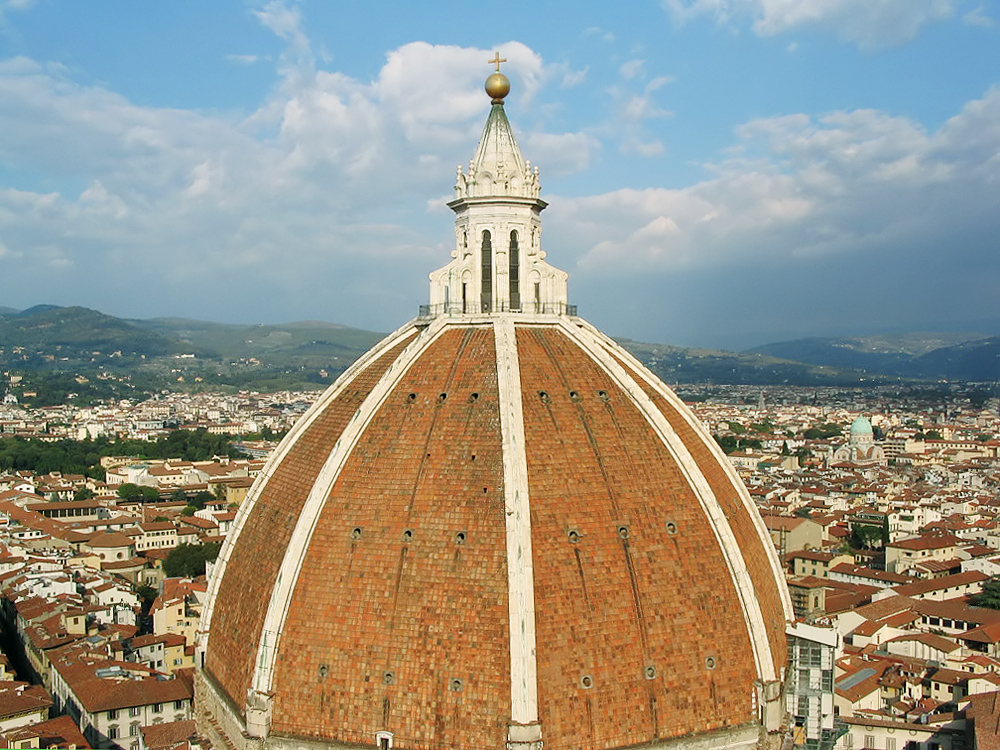
Brunelleschis Kuppel

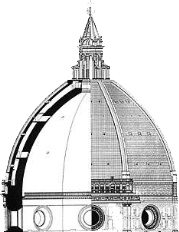
Risszeichnung der Kuppel des Domes von Florenz

Die alten Burgen mit ihren hohen, aber dünnen Mauern boten nur noch wenig Schutz gegen die neuen Kanonen. Die neuen Festungen wurden flach und mit dicken Mauern gebaut; ihre spezielle Ästhetik ist nur aus der Vogelperspektive oder auf den Bauplänen zu erkennen: Sie hatten oft einen sternförmigen Grundriss, für dessen Konzeption umfangreiche Kenntnisse der Geometrie und des Vermessungswesens erforderlich waren. Dennoch waren sie vor allem zweckmäßig. Sie hatten keine toten Winkel und hielten dem Beschuss stand. Der Festungsbau entwickelte sich zu einem eigenständigen Wissensgebiet. Die mit der Artillerie beschäftigten Büchsenmeister verstanden sich auf die Herstellung von Kanonen, das Richten, ihre Wartung und den Umgang mit Schießpulver. Die Fürsten verlangten oft die Niederschrift von Rezepten, damit diese erhalten blieben für den Fall, dass der Büchsenmeister in der Schlacht fallen würde. Auch die Artillerie wurde zu einem eigenständigen Wissensgebiet. Wissenschaftler beschäftigten sich hier unter anderem mit der Frage nach der mathematischen Beschreibung der Geschossflugbahn.
Die von Feinmechanikern gebauten mechanischen Räderuhren wurden ständig weiterentwickelt; und ihre Genauigkeit erhöhte sich von einer Abweichung von 15 Minuten pro Tag auf 15 Sekunden. Sie galten als Inbegriff der damals modernen Technik und wurden auch von Wissenschaftlern untersucht. Huygens konnte zeigen, dass die Schwingungsdauer eines Pendels vom Ausschlag unabhängig ist, falls es sich auf einer Zykloiden bewegt und konnte auch eine Uhr bauen, die dies umsetzte.
Zwei wichtige Neuerungen waren die Papierherstellung und der Buchdruck mit beweglichen Lettern von Gutenberg. Beide ermöglichten es, zahlreiche Bücher zu drucken, die sich ein Großteil der Bevölkerung leisten konnte. Anfangs wurde sehr oft die Bibel von Luther gedruckt, ab etwa 1550 kamen zahlreiche technische und naturwissenschaftliche Fachbücher hinzu.
Für das Bauingenieurwesen sind zwei Bauwerke von besonderer Bedeutung. Der Dom von Florenz war zu Beginn des 15. Jahrhunderts beinahe fertig. Es fehlte nur noch die Kuppel, die wegen des für damalige Verhältnisse gewaltigen Durchmessers von 45 Metern unmachbar schien. Man fand keine Möglichkeit, ein Lehrgerüst in den benötigten Abmessungen zu errichten. Brunelleschi fand jedoch durch theoretische Überlegungen heraus, dass er die Kuppel ohne Gerüst würde bauen können, falls sie eine elliptische Form bekäme. Hierin zeigte sich bereits ein langsamer Übergang vom Erfahrungswissen der Baumeister hin zu theoretischem Wissen auf Seiten der Ingenieure. Den Wendepunkt für das Bauingenieurwesen brachte die Renovierung des Petersdomes 1742. Hier vertraute man erstmals auf die Berechnungen von Mathematikern auf der Grundlage der Mechanik, die den Einbau von weiteren Zugringen als Verstärkung für das baufällige Gebäude als ausreichend erachteten. Den Vorschlag der erfahrenen Baumeister, die ganze Kuppel abzutragen, verwarf man.
Für eine ganze Reihe von Maschinen gab es Konstruktionszeichnungen und -ideen, die jedoch in der Praxis nicht verwirklicht wurden oder auch nicht verwirklicht werden konnten. Dazu zählen viele Maschinen von Leonardo da Vinci, die Turbine und Vorläufer der Dampfmaschine. Maschinen wurden nicht mehr nur nach ihrer prinzipiellen Funktionsfähigkeit bewertet, sondern auch nach ihrem Wirkungsgrad. Viele Versuche wurden unternommen, ein Perpetuum mobile zu bauen. Erst 1775 konnte man zeigen, dass eine solche Maschine grundsätzlich nicht existiert.

### Handwerk, Manufakturen und Wirtschaft
Die Wirtschaft war noch stark durch Handwerk und Zünfte bestimmt. Letztere wirkten sich inzwischen hemmend auf die technische Entwicklung aus. Man befürchtete den Verlust von Arbeitsplätzen und verbot Neuerungen. Vielfach hatten die Zünfte den Staat auf ihrer Seite.
Der Staat hatte auch durch den in Kontinentaleuropa vorherrschenden Merkantilismus großen Einfluss auf die Wirtschaft. Durch Förderung der Gewerbe wurde versucht, den Staatshaushalt langfristig zu verbessern. Dazu nutzte man Infrastrukturmaßnahmen wie den Bau von Straßen, Brücken und Kanälen, um den Handel zu erleichtern, gründete Schulen für Bautechnik und beauftragte Wissenschaftler mit der Lösung von Problemen aus der Praxis. Diese sollten ihre Ergebnisse veröffentlichen und so die Wirtschaft direkt fördern. Im Bergbau, der große wirtschaftliche Bedeutung hatte, war das Problem der Entwässerung dringend. Die steigende Bedeutung dieses Problems war für Wissenschaftler Motivation, sich mit Hydrostatik und -dynamik zu beschäftigen. Man machte große Anstrengungen, die Entwässerung maschinell zu bewerkstelligen, was nach vielen Fehlschlägen 1698 zu einer dampfgetriebenen Pumpe und 1712 zur ersten Kolbendampfmaschine führte. Für die Ausbildung der französischen Ingenieure, die im Auftrag des Staates sich um Bergbau, Straßen- und Brückenbau, Festungen und Artillerie kümmerten, wurden im 18. Jahrhundert Schulen gegründet.
Mit der Manufaktur entwickelte sich eine neue Art der Produktionsstätte. In ihnen herrschte ein hohes Maß an Arbeitsteilung, was zu höherer Produktivität führte. Berühmt ist das Beispiel des englischen Ökonomen Adam Smith, das die Stecknadelherstellung beschreibt. Durch die Zerlegung der Produktion in einzelne Arbeitsgänge – Draht abschneiden, anspitzen, Kopf aufsetzen – konnte die produzierte Menge um ein Vielfaches gesteigert werden. Die neue Produktionsweise lohnte sich aber nur, wenn auch eine entsprechend hohe Nachfrage nach standardisierten, also gleichen, Produkten vorhanden war. Da im Militär ein solcher Bedarf nach Waffen, Munition, Uniformen und sonstiger Ausrüstung vorhanden war, gründete oft der Staat selbst neue Manufakturen. Erst zu Beginn des 19. Jahrhunderts wurde mit der École Centrale des Arts et Manufactures (etwa: Zentralschule für Technik und Manufakturen) eine entsprechende Ingenieurschule gegründet.
Die Feinmechanik war ein neuer Gewerbezweig, der sich mit der Herstellung von Uhren und Messinstrumenten befasste, die meist aus Messing bestanden, das sich leichter bearbeiten lässt als Eisen, aber gleichzeitig präzisere Maschinen erlaubt als beim Einsatz von Holz. Die Feinmechaniker bauten auch erste Werkzeugmaschinen, die besonders auf Präzision ausgelegt waren. So hatten ihre Drehbänke Werkzeughalter, die sich über Kurbeln bewegen ließen. Schmiede konnten Eisen nur relativ ungenau bearbeiten, konnten aber größere Werkstücke herstellen. Schlosser befassten sich mit der Feinbearbeitung von Eisenteilen, was normalerweise durch Feilen geschah. Diese Gewerbe wirkten dann in der Industrialisierung zusammen und begründeten so den industriellen Maschinenbau, der schließlich die ingenieurwissenschaftliche Disziplin des Maschinenbaus nach sich zog. Da Wissenschaftler häufiger Messgeräte benötigten, kamen die Instrumentenbauer häufiger mit ihnen in Kontakt und damit auch mit der modernen Forschung. Die Notwendigkeit, Mathematik für den Bau der Instrumente selbst zu nutzen, verstärkten diesen Erfahrungsaustausch. Der Feinmechaniker James Watt sollte im 18. Jahrhundert an der Universität von Glasgow den Auftrag erhalten, ein Modell der atmosphärischen Dampfmaschine nach Thomas Newcomen zu reparieren. Dabei fand er eine entscheidende Verbesserung, die der Dampfmaschine zum Durchbruch verhalf.

### Ingenieure der Renaissance

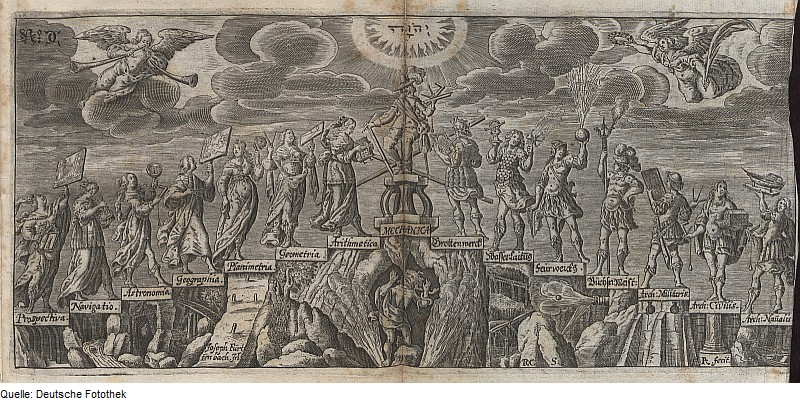
Allegorische Darstellung der mathematischen (links) und praktischen Zweige der Technik. Kupferstich von Joseph Furttenbach von 1644.

Die Ingenieure der Renaissance werden meist als „Künstler-Ingenieure“ bezeichnet. Sie stammen in der Regel aus dem Handwerk, hatten aber schon recht gute Kenntnisse in wissenschaftlichen Gebieten, die sie sich im Selbststudium aneigneten. Dazu zählen insbesondere verschiedene mathematische Gebiete, wie das Messwesen, die Geometrie oder Mechanik. Die Gebildeteren unter ihnen lasen auch die antiken Werke von Vitruv, Heron oder Archimedes. Die meisten arbeiteten an Fürstenhöfen und kamen so mit Adligen und Gelehrten in Kontakt und pendelten zwischen diesen und der handwerklichen Praxis. Als typischer Vertreter gilt Leonardo da Vinci. Sie bemerkten durch die neuen Anforderungen der Technik, dass das alte überlieferte Erfahrungswissen nicht mehr ausreichte, und begannen selbstständig, die wissenschaftlichen Grundlagen ihrer Fachgebiete zu erforschen. Da Vinci machte beispielsweise materialtechnische Untersuchungen und auch einige Experimente. Einerseits nutzten sie damit die Methoden der Gelehrten, grenzten sich andrerseits aber von ihnen ab, indem sie betonten, dass praktisches Wissen und Erfahrung unerlässlich sei. Der italienische Kriegsingenieur Buonaiuto Lorini betonte, dass mathematisch exakte Flächen oder Linien in der Praxis nicht vorkämen. Hier liege der Unterschied zwischen dem theoretischen Mathematiker und dem praktischen „Mechaniker“.
Ab etwa 1550 breitete sich eine technische Fachliteratur aus. Während bisher das Fachwissen noch persönlich weitergegeben wurde, entwickelte sich nun eine Formalisierung und Kanonisierung des Wissensbestandes eines Ingenieurs. Faulhaber behandelte in seinem Buch Die Ingenieurs Schul von 1630 neben Geometrie, Topographie, Geographie, Trigonometrie, Logarithmen und Arithmetik, auch die Optik, Musik, die Architektur, die auch schon nach militärischem und zivilem Bauwesen unterschieden wurde, die Astronomie und die Mechanik. Diese Gebiete wurden oft immer noch zur Mathematik gezählt. In dem mathematischen Lehrbuch von Christian Wolff wurden 1710 neben heutigen mathematischen Gebieten auch Artillerie, Hydrostatik, perspektivisches Zeichnen und Chronologie behandelt.
Die technische Fachliteratur hatte auch Auswirkungen auf das Selbstverständnis der Ingenieure: Sie sahen sich erstmals als zusammengehörige Gruppe und entwickelten ein Standesbewusstsein. Vormals waren die Tätigkeitsgebiete zu verschieden und persönliche Bekanntschaften wichtiger als die Zugehörigkeit zu einer abstrakten Gruppe. In ihren Büchern betonten sie immer ihr eigenes geistiges Tun, das auf Wissenschaft beruhe, und grenzten sich so gegenüber dem Handwerk ab. Außerdem betonten sie, dass sie Neues schaffen und zum Wohle der Allgemeinheit handeln würden.
Im 17. Jahrhundert wurden die Militäringenieure, die sich mit dem Bau von Festungen oder der Artillerie befassten, zu eigenständigen Corps zusammengefasst. Damit kam es erstmals zu einer Institutionalisierung sowie zu einer Trennung zwischen militärischem und zivilem Bauwesen. Die Ausbildung erfolgte zunächst innerhalb der Corps, aber schon bald wurden mehrere Schulen gegründet. Vorreiter dieser Entwicklung war Frankreich.

### Technische Literatur
Nach der Wiederentdeckung der antiken Schriften durch die Humanisten wurden auch die alten technischen Werke von Archimedes, Heron, Vitruv oder Plinius neu aufgelegt und insbesondere von interessierten Ingenieuren gelesen. Diese begannen auch selbst Bücher zu schreiben. Im 14. und 15. Jahrhundert waren sie kaum verbreitet und auch sehr teuer. Ab Mitte des 16. Jahrhunderts breiteten sie sich schnell aus. Einige von ihnen wandten sich an Adlige Leser und beschrieben ausgefallene Mechanismen, die wegen ihrer unnötigen Kompliziertheit und ihren riesigen Abmessungen kaum funktionsfähig gewesen wären. Andere richten sich an Ingenieure oder die Öffentlichkeit als Leser. Sie waren in den jeweiligen Landessprachen verfasst – also nicht auf Latein – und enthielten zahlreiche Abbildungen. Die Funktionsweise wurde mit beigegebenen Texten erläutert. Es handelte sich allerdings nicht um Anleitungen zum Nachbau. Dazu fehlten Maße, Materialangaben oder die Übersetzungsverhältnisse von Getrieben. In ihren privaten Unterlagen notierten die Ingenieure diese Informationen jedoch sehr akribisch, wie man aus zahlreichen erhaltenen Nachlässen weiß. Diese Zurückhaltung sollte das Wissenskapital der Ingenieure schützen: Sie wollten dadurch verhindern, dass ihr persönliches Wissen zum Allgemeinwissen wurde. Die Motivation zum Schreiben der Bücher lag im Wunsch nach sozialer Anerkennung und Prestige begründet. Manche Bücher schickten sie auch als Empfehlung an Fürsten, wenn sie sich als Ingenieur anbieten wollten. Allmählich wurden diese häufig als Maschinen- oder Mühlenbücher bezeichneten Werke immer präziser. Man ging zur neu entdeckten Zentralperspektive über, ab etwa 1700 fand man dann bemaßte Grund- und Aufrisse als Parallelprojektion. Außerdem begann man, wirtschaftliche Aspekte zu berücksichtigen, insbesondere den Wirkungsgrad. Die meisten Autoren beschrieben den damaligen Stand der Technik und fügten teilweise auch neues Wissen hinzu und nutzten ansatzweise schon wissenschaftliche Theorien. Auf diesem systematisch geordneten Wissen konnte man dann im 19. Jahrhundert aufbauen und die Verwissenschaftlichung der Ingenieurwissenschaften vorantreiben.
Das Werk Delle Fortificationi von Lorini behandelt Festungen und Kanonen. Alberti schrieb 1452 De re architectura. Das Werk behandelt Architektur und Bauwesen. Er schließt sich weitgehend antiken Autoren wie Vitruv an, gibt aber auch Neues an, wie eine Theorie des Kuppelbaus oder mathematische Regeln für den Gewölbebau, die aber noch sehr einfach sind. Biringuccio veröffentlichte 1540 sein mehrbändiges De la Pirotechnia, das Metallurgie, Herstellung von Kanonen und Feuerwerke behandelt, also alles was im weitesten Sinn mit Feuer zu tun hat. Das zehnbändige Werk De re Metallica über den Bergbau von Georg Agricola, das 1556 posthum erschienen ist, sticht besonders hervor. Zahlreiche Maschinen und Verfahren werden sehr genau beschrieben und realistisch abgebildet. Besson schrieb 1569 Theatrum instrumentarum et machinarum, das erste Maschinenbuch der Neuzeit. In Brancas La Maschine von 1629 ist die erste Abbildung einer Turbine enthalten. Erst gegen Ende des 19. Jahrhunderts war die Technik weit genug vorangeschritten, um funktionsfähige Exemplare zu bauen. Das Werk Schauplatz der Maschinen von Jakob Leupold aus dem Jahre 1727 gilt als das letzte große Maschinenbuch vor der Industrialisierung. Es enthält zahlreiche sachlich-nüchterne Abbildungen, die durch ihre Bemaßung den Nachbau der Maschinen erlauben. Bélidor verband in seiner architecture hydraulique von 1753 bereits theoretisches und praktisches Wissen und nutzte die neue Infinitesimalrechnung zur Lösung hydraulischer Probleme.

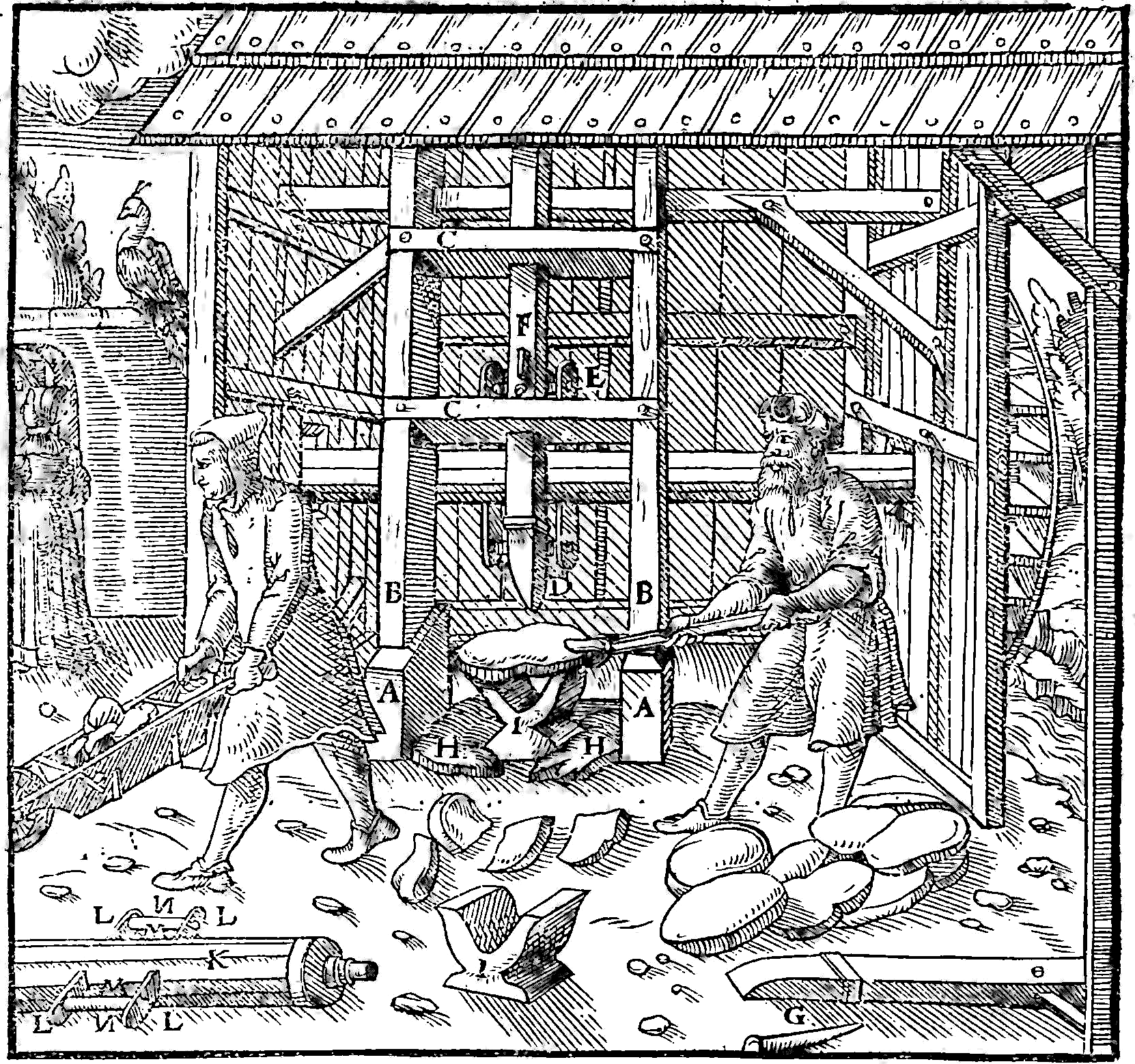
Maschine von 1556. Aus De re metallica.
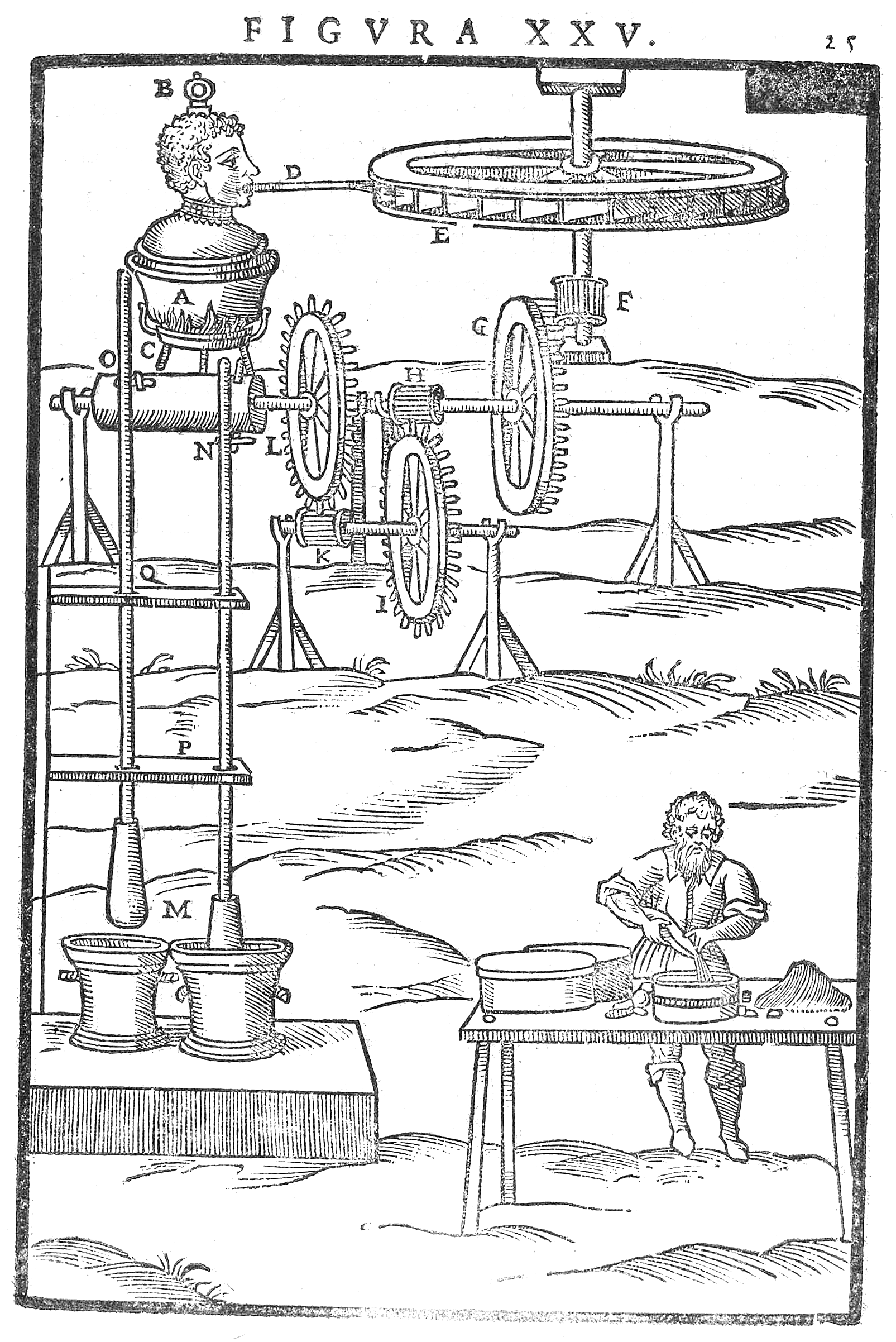
Dampfmaschine, Branca, 1629.
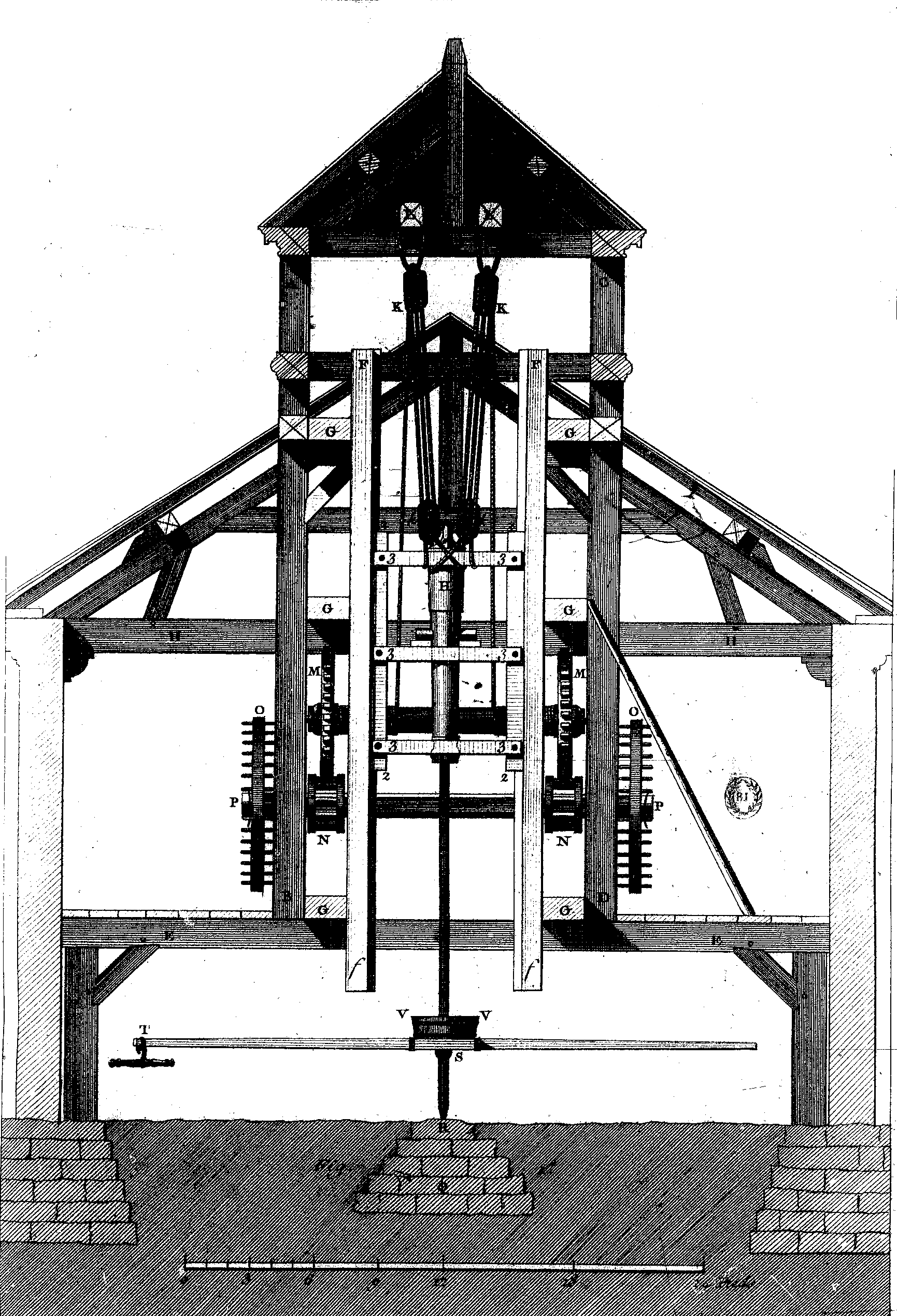
Kanonenbohrwerk in bemaßter Parallelprojektion aus der Encylopédie von Diderot, 18. Jhd.

### Philosophie

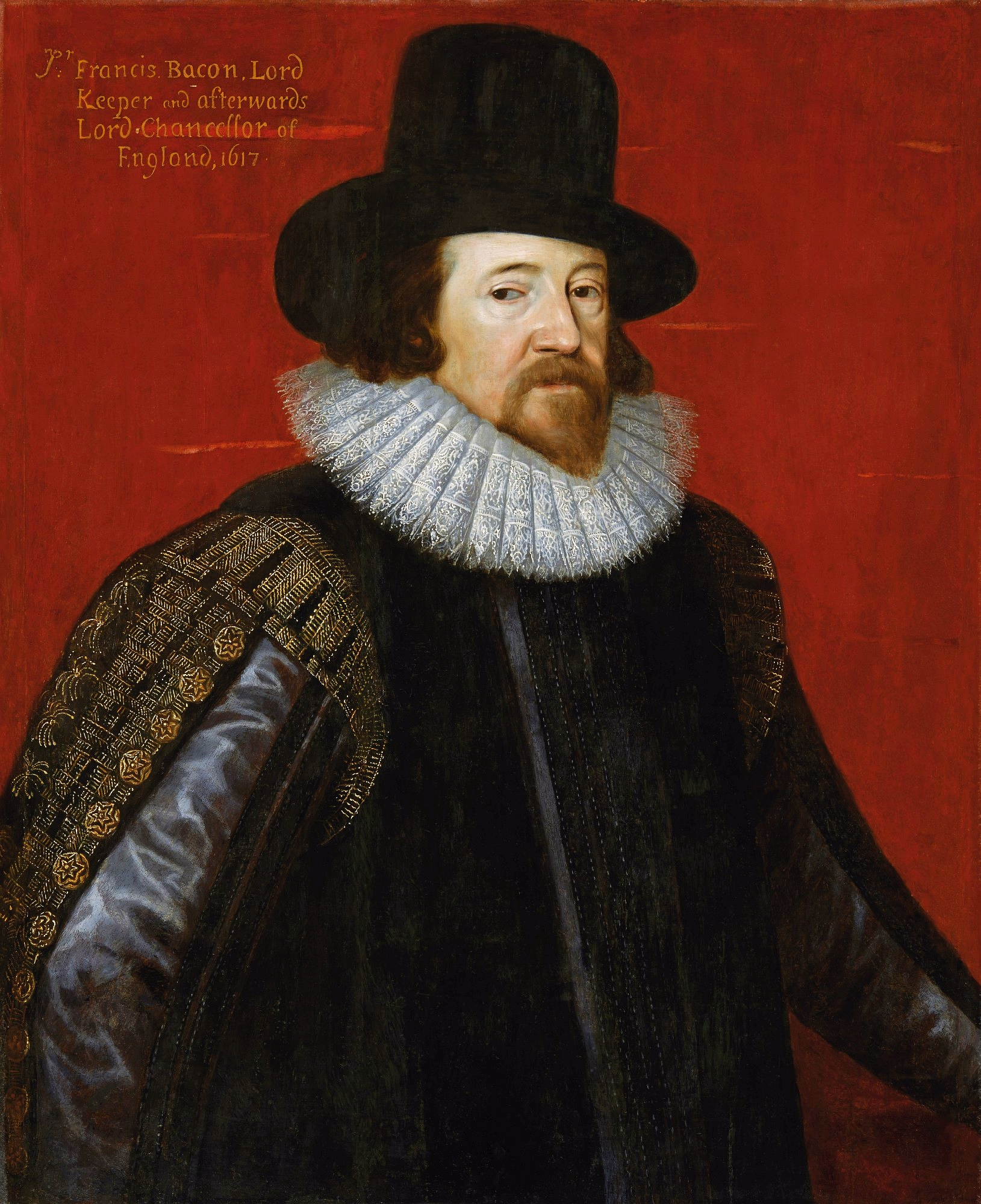
Francis Bacon, führte Experiment, Empirismus und Induktion in die Wissenschaft ein. Gemälde von Frans Pourbus dem Jüngeren, 1617.

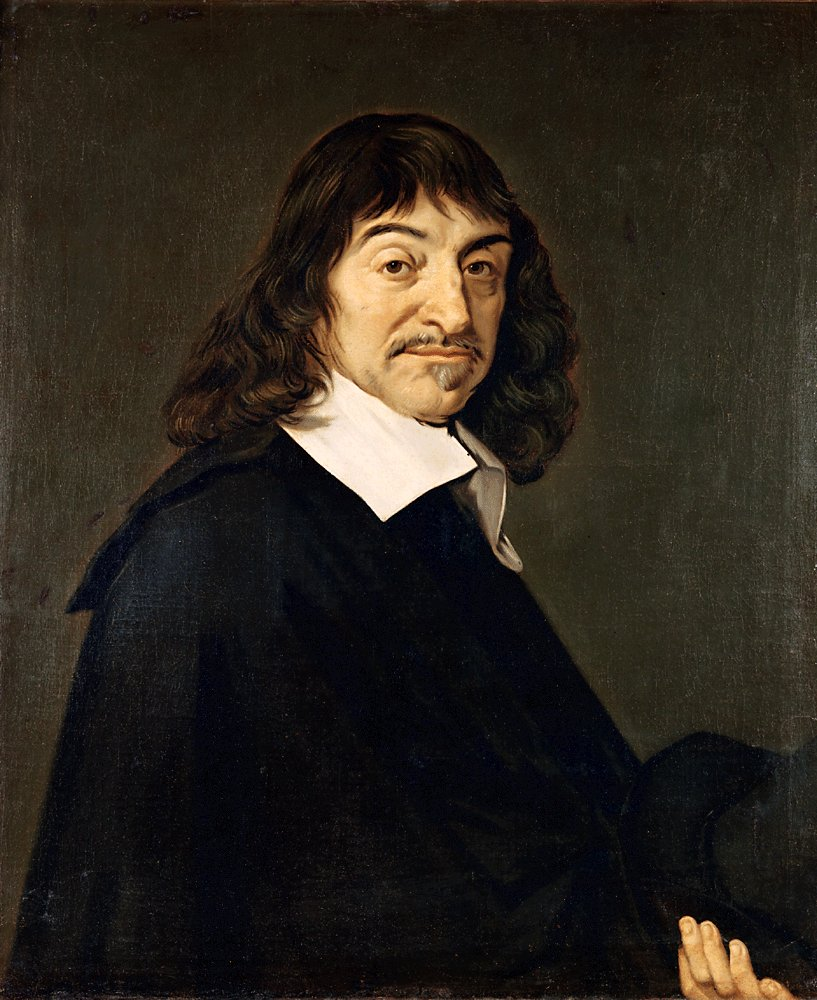
René Descartes setzte sich für die Mathematisierung der Naturwissenschaften und den Rationalismus ein. Gemälde von Frans Hals, 1649–1700.

Für das Verständnis von Wissenschaft und Technik und ihrem Verhältnis zueinander sind Francis Bacon und René Descartes von besonderer Bedeutung.
Der englische Staatsmann Bacon griff in seiner Schrift Novum Organum die vorherrschende Wissenschaft der Scholastiker an. Sie beriefen sich auf antike Autoren wie Aristoteles oder Ptolemaios, den Begründer des geozentrischen Weltbildes, und akzeptierten sie als Autoritäten. Ausgehend von ihren als wahr akzeptierten Aussagen wurden durch logisches Schließen weitere Aussagen gewonnen. Diese Methode wird als Deduktion bezeichnet. Bacon setzte die von ihm propagierte Induktion dagegen. Ausgehend von konkreten Naturbeobachtungen und Experimenten solle man zu neuen Erkenntnissen kommen. Die Wahrheiten würden in den Dingen selbst liegen und nicht in irgendwelchen Büchern. Der zugrunde liegende philosophische Theorieansatz wird daher als Empirismus (von lateinisch empiricus, der Erfahrung folgend) bezeichnet. Damit wurde die bisherige Methode der Handwerker, die schon immer von der Erfahrung her dachten, in die Wissenschaft aufgenommen und die Trennung von Theorie und Praxis beseitigt. Von Bacon stammt auch der Spruch „Wissen ist Macht“, wobei er sich ausdrücklich auf naturwissenschaftliches Wissen bezog. Es solle dann zum Nutzen des Menschen eingesetzt werden. Die 1660 gegründete Royal Society berief sich in ihren Statuten ausdrücklich auf Bacon und setzte sich für die Erforschung der Naturwissenschaften durch Experimente und die Förderung der Gewerbe ein.
Der französische Philosoph, Mathematiker und Naturwissenschaftler Descartes war dagegen Verfechter der mathematisch-deduktiven Methode und des Rationalismus. Er begünstigte damit die Mathematisierung der Naturwissenschaften. Von ihm stammt auch die mechanische Naturauffassung, die die Welt wie ein Uhrwerk betrachtet. Natur und Technik bilden nun keinen Gegensatz mehr, weshalb es nun auch möglich war, Technik zu nutzen, um über die Natur etwas zu erfahren. Verschiedene Messgeräte, Fernrohre in der Astronomie und Mikroskope in der Biologie wurden nun genutzt. Durch Nutzung der Technik könne der Mensch sich zum Benutzer und Herren der Natur machen. Naturwissenschaft wurde betrieben, um die Naturvorgänge für den Menschen nutzbar zu machen und um die neuen Erkenntnisse in technischen Fortschritt umzusetzen. Viele Wissenschaftler ließen sich daher von Problemstellungen der technischen Praxis bei ihren Forschungen leiten.
Der deutsche Universalgelehrte Leibniz machte „Theorie und Praxis“ zu seinem Wahlspruch und gab ihn der von ihm gegründeten Sozietät der Wissenschaften. Hier zeigt sich deutlich der vorherrschende Anspruch der Wissenschaft, Probleme der Praxis zu lösen.

### Wissenschaft in der Renaissance

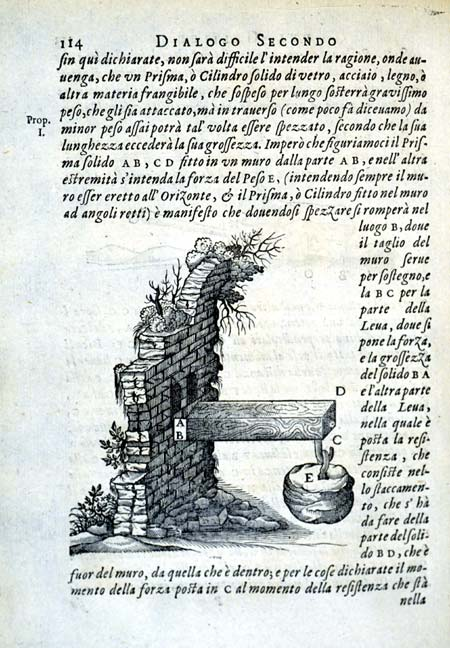
Illustration eines durch eine äußere Last belasteten Balkens in Galileis Discorsi.

Die Mathematisierung der Physik wurde von Galilei begonnen. Aus theoretischen Überlegungen heraus konnte er zeigen, dass bei konstanter Beschleunigung die von einem frei fallenden Objekt zurückgelegte Strecke proportional zum Quadrat der Zeit ist. Anschließend überprüfte er die so gewonnenen Fallgesetze durch Experimente. Neben dem freien Fall untersuchte er auch die Flugbahn geworfener Objekte, die er zutreffend als Parabel identifizierte. Damit war auch eine mathematische Beschreibung von Geschossflugbahnen gefunden. Galilei abstrahierte allerdings von störenden und schwer zu beschreibenden Einflüssen wie Luftwiderstand und Drall. Damit setzte er neben die seit der Antike bekannte Statik die neue Kinematik, die Lehre von den Bewegungen, die dabei Kräfte oder Beschleunigung nicht berücksichtigt. Diese berücksichtigt die Dynamik und die Kinetik, die durch Newton begründet wurde durch seine nach ihm benannten Axiome und das Gravitationsgesetz. Durch Letzteres wurde die Bewegung der Planeten um die Sonne und der Fall eines Apfels auf der Erde auf die gleiche Ursache zurückgeführt und der platonische Gegensatz zwischen Himmel und Erde endgültig überwunden.
Zur Beschreibung der verschiedenen dynamischen Probleme wurde von Newton und Leibniz die Infinitesimalrechnung entwickelt, einem Gebiet, das heute in vielen technischen Gebieten angewendet wird. Die Beschleunigung eines Körpers lässt sich beispielsweise als Ableitung der Geschwindigkeit darstellen. Grundsätzlich begriffen die meisten Mathematiker ihre Disziplin deutlich anwendungsorientiert und betrieben sie sehr pragmatisch. Man war auf schnelle Fortschritte aus und sicherte die Begriffe durch exakte Definitionen nur so weit ab, wie dies gerade notwendig war. Sogar Euler ließ Differentiale noch Null werden.
Euler war auf zahlreichen theoretischen und praktischen Gebieten der Mathematik und Mechanik tätig. Er übersetzte das Buch Grundsätze der Artillerie und fügte ausführliche Kommentare hinzu. Seine Turbinentheorie war seiner Zeit weit voraus und überstieg die mathematischen Kenntnisse der damaligen Ingenieure. Sie war jedoch so vollständig, dass sie ein Ingenieur um 1900 ohne Probleme verwenden konnte. Euler entwickelte auch eine neue Schiffstheorie, die erstmals seit der Hydrostatik des Archimedes Neuerungen brachte. Er unterschätzte jedoch in seiner Theorie die Wechselwirkung zwischen Schiff und Wasser. Auch auf dem Gebiet der Hydrodynamik steuerte er Neues bei und wendete auch hier die Infinitesimalrechnung an. Seine Abhandlung über Optik wurde unmittelbar in der Praxis angewandt zum Bau verbesserter Linsen. Er befasste sich auch mit Knickproblemen und der Beschreibung eines einseitig eingespannten Balkens, einem Standardproblem der Festigkeitslehre, das bereits von Galilei formuliert wurde. Auf dem Gebiet der Festigkeitslehre war auch Hooke tätig, der die Dehnung eines Drahtes als proportional zur mechanischen Spannung beschrieb. Der Zusammenhang wurde ihm zu Ehren als Hookesches Gesetz benannt.
Auf dem Gebiet der Pneumatik beschäftigten sich Persönlichkeiten wie Torricelli oder Pascal. Otto von Guericke fand heraus, dass der atmosphärische Luftdruck Arbeit verrichten kann. Berühmt wurde sein Experiment mit den Magdeburger Halbkugeln. Anwendungen fanden sich zunächst keine, auf den neuen Erkenntnissen Guerickes baute jedoch Thomas Newcomen auf, als er die erste funktionierende Dampfmaschine baute, bei der Unterdruck durch Kondensation von Wasser erzeugt wird und durch das entstehende Vakuum den Umgebungsdruck die Arbeit verrichten lässt.
Für Untersuchungsgegenstände wie Licht, Wärme, Elektrizität und Magnetismus gab es lange keine mathematischen Beschreibungen. Diese Phänomene wurden durch zahlreiche Experimente untersucht und werden daher den sogenannten „Baconschen Wissenschaften“ zugerechnet. Beim Licht wurde lange Zeit diskutiert, ob es sich um eine Welle handelt, wie die Experimente Huygens nahelegten, oder um Teilchen, wie die von Newton vermuten ließen. Heute hat man mit dem Welle-Teilchen-Dualismus diesen Gegensatz überwunden. Durch die Erforschung dieser Bereiche wurden die physikalischen Gebiete der Thermodynamik (Wärmelehre) und der Elektrostatik begründet, auf denen dann im 19. Jahrhundert die ingenieurwissenschaftlichen Disziplinen der technischen Thermodynamik und der Elektrotechnik hervorgegangen sind.
Obwohl man sich zu Beginn der Renaissance einen unmittelbaren Fortschritt der Technik durch naturwissenschaftliche Forschung erhoffte, war dies nur selten der Fall, vor allem auf Gebieten, die besonders dringend waren, wie die Entwässerung von Bergwerken. Dennoch wurden hier wichtige theoretische Grundlagen gelegt, auf denen die Ingenieurwissenschaften später aufbauen konnten. Diese Anwendungsprobleme hatten verschiedene Ursachen. Zum einen fehlten den Ingenieuren und Handwerkern die nötigen Kenntnisse in Mathematik und Latein als Sprache der Wissenschaft, um die neuen Erkenntnisse verstehen zu können. Zum anderen mangelte es den Wissenschaftlern oft am Bewusstsein dafür, was technisch überhaupt machbar ist. Ihre Idealisierungen, wie das Abstrahieren von Reibung, Luftwiderstand oder Materialkonstanten, machten eine erste mathematische Behandlung einerseits überhaupt erst möglich, erschwerten andererseits aber die Anwendung derselben.

#### Akademien
Die neuen Naturwissenschaften konnten sich an den alten Universitäten kaum etablieren, da sie zu sehr der alten scholastischen Tradition verhaftet waren und der Einfluss der Kirche die naturwissenschaftliche Forschung hemmte. Deshalb wurden im 17. und 18. Jahrhundert zahlreiche neue Akademien gegründet, die sich der Forschung widmeten und sich dabei oft auf Bacon beriefen.
In England schlossen sich deshalb 1660 einige Gelehrte, Kaufleute, Techniker und Adlige zur Royal Society zusammen. Trotz des Namens (Königliche Gesellschaft) handelte es sich um eine Vereinigung von Privatleuten, die sich aus Mitgliedsbeiträgen und Spenden finanzierte. Laut Hooke, einem ihrer Sekretäre, ging es ihr darum, „das Wissen von den natürlichen Dingen und von allen nützlichen Gewerben, Manufakturen, mechanischen Praktiken und Erfindungen durch Experimente zu vermehren.“ Die Society gab eine eigene Zeitschrift heraus, die Philosophical Transactions. Ihre Beiträge behandelten etwa zur Hälfte naturwissenschaftliche Grundlagenforschung und Themen aus dem gewerblich-technischen Bereich. Papin, Savory und Newcomen veröffentlichten hier beispielsweise ihre Neuerungen bezüglich der Wärmekraftmaschinen. Nachdem Newton 1703 die Präsidentschaft übernommen hatte, gingen die technischen Beiträge rapide zurück, man konzentrierte sich auf die Naturwissenschaften. Der Technik widmete sich dann die 1754 gegründete Society of Arts.
Im deutschsprachigen Raum wurde von Leibniz im Jahr 1700 die Sozietät der Wissenschaften gegründet, deren Vorsitz er übernahm. Zu ihrem Motto wurde Leibniz’ Wahlspruch „Theorie und Praxis“, was sich auch im neuen Mitglied Jakob Leupold zeigte. Er war Ingenieur und konnte eine Handwerkerlehre sowie ein abgebrochenes Mathematikstudium vorweisen.
1666 wurde nach dem Vorbild der englischen Society vom französischen Minister Colbert die Académie des Sciences gegründet, um die Gewerbe zu fördern. Ihre Wissenschaftler wurden vom Staat bezahlt und konnten sich im Normalfall nach eigener Entscheidung ihren Forschungen widmen. Da diese sich meist eher der Grundlagenforschung widmeten, blieb ein schneller Fortschritt in den Gewerben weitestgehend aus. Manchmal wurden die Wissenschaftler aber auch vom Staat mit besonderen Aufgaben betraut, wie der Landesvermessung Frankreichs oder der Prüfung von Maschinen und Geräten. Die Académie sollte entscheiden, ob es sich um neue und nützliche Erfindungen handelte. Gallon veröffentlichte alle 377 eingereichten Erfindungen in 6 Bänden und wollte dadurch ihre Anwendung befördern.
Zwei Veröffentlichungen der Académie sind als Großunternehmen besonders hervorzuheben. Die Description des arts et métiers (Beschreibung der Techniken und Gewerbe) von Bignon und Réaumur und die Encyclopédie ou Dictionnaire raisonné des sciences, des arts et des métiers (Enzyklopädie der Naturwissenschaften, der Techniken und der Gewerbe) von Diderot und d'Alembert.
Die „Descriptions“ gingen auf einen Auftrag Colberts zurück, die vorhandenen Gewerbe und Manufakturen zu untersuchen, genaue Zeichnungen und Verfahrensbeschreibungen anzufertigen und durch ihre Veröffentlichung die Wirtschaft zu fördern. 1695 begann man mit der Arbeit, die erst nach dem Tode Réaumurs beendet wurde. Zwischen 1761 und 1789 wurden 121 Bände mit über 1000 Kupferstichen veröffentlicht. Réaumur selbst war als Wissenschaftler auf vielen Gebieten tätig und erfand die nach ihm benannte Temperaturskala und ein Verfahren zur Herstellung von verbessertem Stahl, das er veröffentlichte. Trotzdem setzte es sich noch nicht durch, möglicherweise weil die Hüttenbesitzer nicht lesen konnten.
Die „Encyklopädie“ wurde zwischen 1751 und 1780 in 21 Bänden und über 3100 Kupferstichen veröffentlicht und sollte das gesamte Wissen der Menschheit abbilden. Ein großer Teil war der Technik gewidmet. Im Gegensatz zu den „Descriptions“ ging die „Encyklopädie“ über die bloße Darstellung der Technik hinaus und bettete sie in den gesamtgesellschaftlichen Kontext ein. Man konnte viele berühmte Wissenschaftler und Gelehrte, wie Voltaire als Autor gewinnen. In ihr fanden sich viele kritische Stimmen, die schließlich zur Französischen Revolution beitrugen.

#### Verhältnis von Wissenschaft und Praxis
Die Wissenschaft und die Praxis, also ihre Anwendung, stehen in einem vielfältigen Verhältnis zueinander. In der Renaissance begannen die Handwerker und Ingenieure, sich mit wissenschaftlichen Theorien zu befassen, und die Wissenschaftler wollten Probleme der Praxis lösen, waren dabei jedoch nicht immer erfolgreich. Euler sollte die Wasserversorgung für die Wasserspiele und Springbrunnen von Sansouci planen. Die Anlage wurde nach seinen Berechnungen gebaut, lieferte aber keinen Tropfen Wasser. Leibniz versuchte im Harz eine Windmühle mit senkrechter Welle zu bauen, war aber nicht in der Lage, den örtlichen Handwerkern seine Pläne verständlich zu machen. Die Konstruktion war, nach modernen Untersuchungen, an sich funktionsfähig. Als der französische König Ludwig XIV. für die Wasserspiele in Versailles eine Anlage benötigte, die Wasser im nahegelegenen Marly einen 162 m hohen Berg hinaufpumpte, wandte sich der zuständige Minister Colbert an die Académie des Sciences. Huygens und Papin schlugen vor, durch Explosion von Schießpulver die nötige Energie zu gewinnen. Die Experimente in Anwesenheit des Ministers zeigten, dass diese Idee wenig erfolgversprechend war. Er wandte sich schließlich an die Öffentlichkeit und beauftragte den Zimmermann Rennequin Sualem mit dem Bau. Dieser hatte bereits eine ähnliche Anlage gebaut, konnte aber weder lesen noch schreiben. Die Wasserhebeanlage von Marly bestand aus 14 Wasserrädern und 221 Pumpen und galt als technisches Meisterwerk, das viele Besucher anzog.
Die weitere Entwicklung der Dampfmaschinen gibt einen guten Einblick in das Verhältnis zwischen Theorie und Praxis der damaligen Zeit. Papin machte erste Versuche, einen Kolben mit Dampf zu bewegen, kam aber über eine Versuchsapparatur nicht hinaus. Die erste funktionsfähige Dampfmaschine war die Pumpe des englischen Ingenieurs Savery, die von ihm „The miner's friend“ (Der Freund des Bergarbeiters) genannt wurde. Unter den schwierigen Bedingungen des Bergbaus war sie jedoch kaum zu gebrauchen und setzte sich nicht durch. Erst der englische Schmied Newcomen baute eine brauchbare Kolbendampfmaschine, die zum Abpumpen von Grubenwasser im Bergbau verwendet wurde, aber nur eine geringe Energieeffizienz besaß.
Trotzdem gab es auch unter Ingenieuren und Praktikern einen ausgeprägten Glauben an die Wissenschaft. So waren viele von ihnen von der Korrektheit der Galileischen Wurfparabel überzeugt, obwohl man sie bei praktischen Untersuchungen mit Kanonen nicht bestätigen konnte. Hier spielten Drall und Luftwiderstand eine erhebliche Rolle, also zwei Größen, von denen Galilei abstrahiert hatte. In Deutschland setzten sich auch lange Zeit die langrohrigen Kanonen durch, da ihre Überlegenheit wissenschaftlich erwiesen sei, obwohl die kurzläufigen schwedischen Geschütze eindeutig die besseren Ergebnisse lieferten.
Die Hessen-Grossmann-These von Boris Hessen und Henryk Grossmann besagt, dass die theoretische Mechanik nicht aus der Theorie heraus entstand, sondern durch die Beschäftigung mit den damals vorhandenen Maschinen, insbesondere diejenigen, die in der Produktion verwendet wurden, sowie den Uhren. Hessen formulierte auch die Umkehrung seiner These: Weil es noch keine Dampfmaschinen und elektrischen Maschinen (Elektromotor oder Generator) gab, verharrten auch die Thermodynamik und die Elektrizitätslehre auf sehr bescheidenem Niveau. Wichtige wissenschaftliche Durchbrüche erfolgten erst, als die jeweiligen Maschinen bereits vorhanden waren. Außerdem behauptet Grossmann einen indirekten wirtschaftlichen Einfluss auf die Entstehung der Mechanik: Während in der Antike der Wunsch nach einer Produktionsausweitung zu einem Wunsch nach mehr verfügbaren Sklaven führte, führte im späten Mittelalter und der frühen Neuzeit derselbe Wunsch zu verbesserten Produktionsmitteln. Ebenso führte der Wunsch nach geringen Transportkosten unter anderem zum Bestreben, den Fahrwiderstand von Schiffen zu verringern. Erst hier entstand dann die wissenschaftlich formulierbare Frage nach der optimalen Geometrie des Schiffes und fand ihre Beantwortung durch die Hydromechanik.

### Formalisierung der Ausbildung

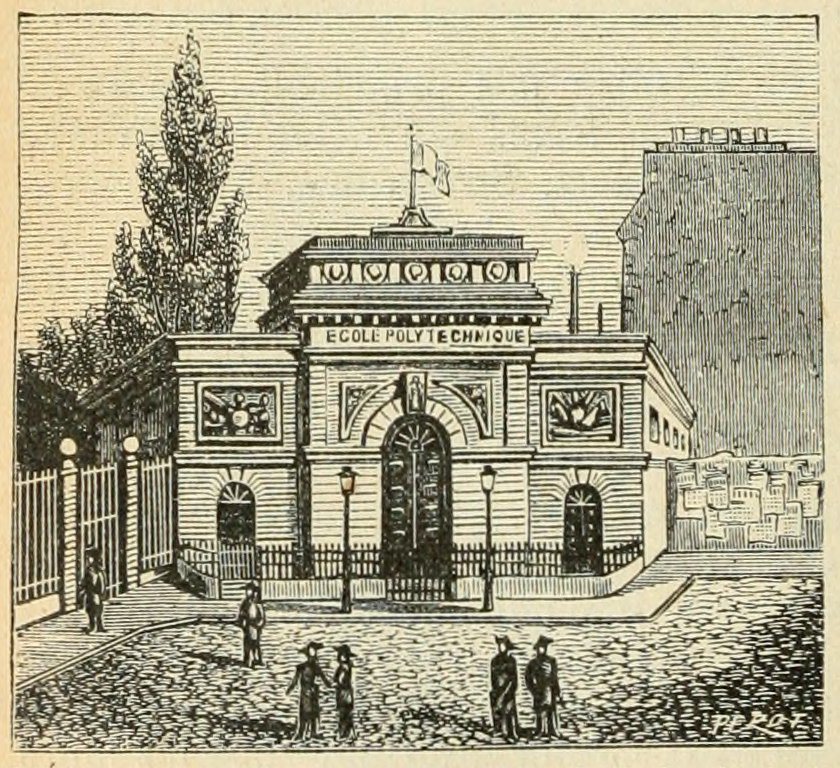
Bild der Ecole Polytechnique von George Bruno 1877.

Die kontinentaleuropäischen Staaten nahmen wegen des dort vorherrschenden Absolutismus als Staatsform und Merkantilismus als Wirtschaftsform großen Einfluss auf Wirtschaft und Militär. Viele Fürsten ließen ihre Territorien vermessen. Dazu zählt die berühmte Landesaufnahme Bayerns 1554–1568 oder die Landesvermessung Frankreichs. Sie wurde von der Pariser Akadémie seit 1668 in über hundertjähriger Arbeit durchgeführt. Der Festungsbaumeister Vauban leitete im 17. Jahrhundert unter dem Finanzminister Colbert den Bau hunderter Festungen in ganz Frankreich. Der Canal du Midi sollte in Südfrankreich neue Handelswege bieten und so die Wirtschaft unterstützen, um dadurch letztendlich den Staatshaushalt zu verbessern. Mit 240 km Länge und über 200 Schleusen war sein Bau das größte Bauprojekt seit der Antike. Aus den gleichen Gründen wurde der Bau von Straßen und Brücken in Frankreich vorangetrieben, wodurch sich die Reisezeiten spürbar verkürzten. Im deutschsprachigen Raum kam es nur in viel kleineren Maßen zu ähnlichen Bauprojekten. Da der Dreißigjährige Krieg große Teile des Landes verwüstet hatte und vielen Menschen das Leben kostete, konnte man sich außerhalb der Städte gepflasterte Straßen kaum leisten. Im liberalen England mischte sich der Staat kaum in die Belange der Wirtschaft ein und überließ Bauvorhaben privaten Initiativen.
Im 17. Jahrhundert wurden die Artillerieingenieure der einzelnen Regimenter zu „Corps d'Artillerie“ zusammengefasst. 1675 fasste Vauban die französischen Festungsbaumeister zu einem eigenen Korps zusammen, dem Corps des ingénieurs du génie militaire (etwa: Korps der Militärpioniere), das um 1700 bereits etwa 300 Ingenieure enthielt. Sie waren auf den zahlreichen Festungen stationiert und kümmerten sich um Verwaltung und Instandhaltung. Neue Festungen wurden kaum noch gebaut. Durch den Bedeutungsverlust der Festungen in den napoleonischen Bewegungskriegen wurden sie immer häufiger zum Straßenbau und für die Militärlogistik eingesetzt. Um 1800 betrug ihre Anzahl etwa 8000. Die Ausbildung erfolgte zunächst noch innerhalb der Corps. Nach einer Lehrzeit von ein bis zwei Jahren gab es Prüfungen, die für eine Auslese sorgten.
Die zivilen Baumeister wurden 1716 zum Corps des ingénieurs des ponts et chaussées (etwa: Korps der Straßen- und Brückenbauingenieure) zusammengefasst. Damit kam es zu einer Trennung zwischen militärischem und zivilem Ingenieurwesen. Die 20 bis 200 Ingenieure waren in drei Hierarchiestufen gegliedert und den einzelnen Steuerdistrikten zugeordnet, wo sie neue Bauvorhaben planten.
Verschiedene Regimenter der Artillerie richteten zunächst vorübergehend und ab 1720 ständig Schulen für die Ausbildung des Nachwuchses ein. Damit wurde die Technik zum weltweit ersten Mal in Schulen unterrichtet und die Lücke zwischen technischem Erfahrungswissen und literarisch-wissenschaftlicher Bildung begann sich zu schließen. Der Unterricht enthielt sowohl theoretische Elemente wie Mathematik und Zeichnen, als auch praktische Elemente. Der Unterricht fand teilweise auch im Feld statt. Viele Bürgerliche und Kleinadlige nutzten diese Schulen für eine Karriere im Militär, da hier und bei den Festungsbaumeistern mehr auf persönliche Eignung geachtet wurde als im übrigen Militär, wo es mehr auf adlige Herkunft und Empfehlungsschreiben ankam. Napoleon war beispielsweise Absolvent einer Artillerieschule. Um 1800 lag die Anzahl der Artillerieingenieure wegen des hohen Bedarfs in den napoleonischen Kriegen bei etwa 1000.
1747 wurde mit der École nationale des ponts et chaussées (Brücken- und Straßenschule) die erste Schule für zivile Bauingenieure gegründet, um die Ausbildung der Ingenieure zu vereinheitlichen. Die Unterrichtsdauer war nicht genau festgelegt und lag zwischen zwei und sieben Jahren. Der Unterricht war vielfältig und beinhaltete unter anderem Infinitesimalrechnung, Zeichnen, Kartographie, Schwimmen und Reiten. Es gab auch Experimente, beispielsweise über die Festigkeit von Baumaterialien. Die etwa 500 Ingenieure des Corps stammten zu einem viel größeren Teil aus dem Bürgertum als im militärischen Ingenieurwesen.
Ein Jahr später wurde die École royale du génie (Königliche Schule für Militärpioniere) in Mézières für die Militäringenieure gegründet. Der Unterricht dauerte ein bis zwei Jahre und hatte von allen Schulen das höchste mathematisch-naturwissenschaftliche Niveau.
Die École des Mines wurde 1783 nach dem Vorbild der deutschen Bergakademien gegründet, die damals wie der gesamte deutsche Bergbau als besonders fortschrittlich galten. Hier wurden besonders oft moderne Verfahren und Techniken eingesetzt.
1794 schließlich wurde die École polytechnique gegründet, die für die Ingenieurwissenschaften besondere Bedeutung hat. Sie ist einerseits die letzte Ingenieurschule des Ancien Régime und besitzt von diesen das höchste wissenschaftliche Niveau. Sie ist aber auch die erste Schule eines völlig neuen Typs. Hier wurden in zwei Jahren Unterricht die gemeinsamen mathematisch-naturwissenschaftlichen Grundlagen gelegt für ein weiteres Studium an einer der Spezialschulen für Festungsbau, Artillerie, Bergbau usw. Diese Spezialschulen wurden nun als École d'Application (Anwendungsschule) bezeichnet. Das eigentlich Neue war nicht etwa, dass man Mathematik und Naturwissenschaften als Grundlage der Ingenieurwissenschaften begriff, sondern die Erkenntnis, dass die verschiedenen Ingenieurdisziplinen hier eine gemeinsame Basis haben. Diese Teilung in Grundlagen- und Anwendungsfächer hat sich in ingenieurwissenschaftlichen Studiengängen bis ins 21. Jahrhundert bewährt. Nach dem Vorbild der École Polytechnique entstanden im 19. Jahrhundert im deutschsprachigen Raum zahlreiche sogenannte polytechnische Schulen, aus denen schließlich die Technischen Hochschulen wurden.

## Industrialisierung
In England kam es Mitte des 18. Jahrhunderts zur Industriellen Revolution. Thomas Newcomen baute 1712 die erste funktionierende Dampfmaschine, die in der zweiten Hälfte des Jahrhunderts durch James Watt entscheidend verbessert wurde und sich ab etwa 1800 schnell ausbreitete. Mit dem neuen Puddelverfahren konnte man Stahl in großen Mengen herstellen, der für den Bau von Dampfmaschinen, Textilmaschinen, Lokomotiven und Schienen sowie Werkzeugmaschinen genutzt wurde.
Im Laufe des 18. Jahrhunderts wurden in Frankreich zahlreiche Schulen für Ingenieure gegründet, die sich unter anderem mit dem Straßen- und Brückenbau, dem Bergbau, dem militärischen Festungsbau, oder mit Artillerie beschäftigten. 1794 wurde die École polytechnique gegründet, in der die gemeinsamen mathematischen und naturwissenschaftlichen Grundlagen der verschiedenen Disziplinen unterrichtet wurden. Absolventen besuchten nach ihrem Abschluss eine der vorgenannten Spezialschulen. Für den Bedarf der Industrie wurde die École Centrale des Arts et Manufactures gegründet, die für höhere Positionen in Unternehmen ausbildete, und mehrere École des Arts et Métiers, die für mittlere Positionen (Meister-Ebene) ausbildeten.
Um den großen Vorsprung in der Industrialisierung gegenüber England aufzuholen, kam es in Deutschland im 19. Jahrhundert zu zahlreichen Gründungen sogenannter Polytechnischer Schulen, die sich an der französischen École Polytechnique orientierten. Bereits um 1870 hatten sie den Stand der Ausbildung in England überschritten, die dort zwar handwerklich-praxisnah, aber unsystematisch erfolgte. Die deutschen polytechnischen Schulen, deren Ausbildungsleistung sich rasch in den Erfolgen der deutschen Eisen- und Stahlindustrie und des Maschinenbaus niederschlug, wurden gegen Ende des 19. Jahrhunderts zu Höheren technischen Lehranstalten (später Ingenieurschulen) und teils zu Technischen Hochschulen aufgewertet. Letztere erhielten um die Jahrhundertwende zum 20. Jahrhundert schließlich das Promotionsrecht und waren damit den älteren Universitäten gleichgestellt. Einige von ihnen, wie die TH Charlottenburg, entwickelten eine europaweite Ausstrahlung, u. a. nach Russland, dessen wichtigster Handelspartner Deutschland war. Viele Technische Hochschulen wurden später in Universitäten oder technische Universitäten umgewandelt.

### Technik

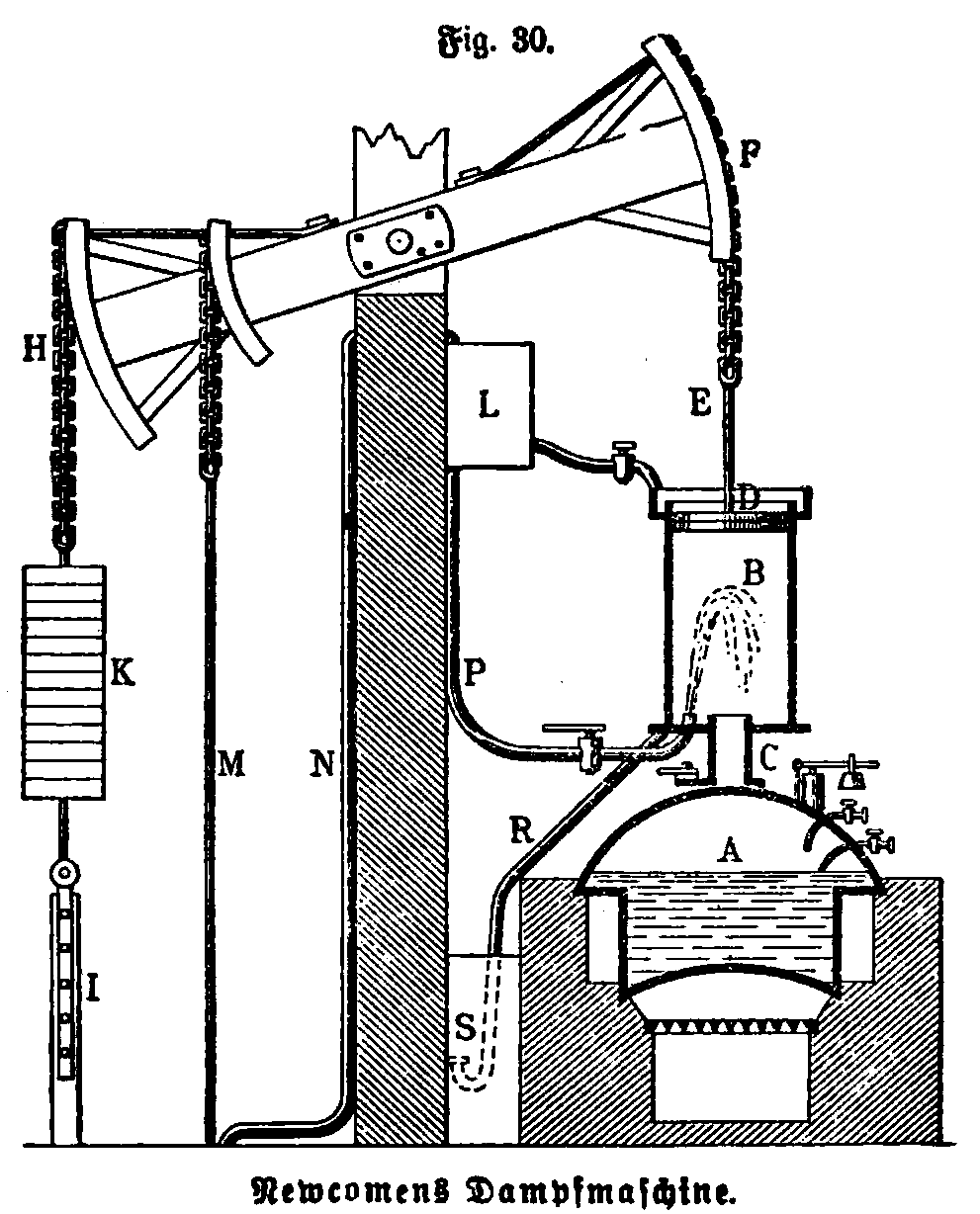
Atmosphärische Dampfmaschine nach Newcomen

Zu Beginn der Industrialisierung waren für den Maschinenbau drei Typen von Maschinen besonders wichtig: Erstens die Textilmaschinen wie die Spinnmaschinen (Spinning Jenny) oder die Webmaschinen. Zweitens die Dampfmaschinen, darunter die atmosphärische Kolbendampfmaschine von Newcomen und die doppelt wirkende Kolbendampfmaschine von Watt. Drittens die Werkzeugmaschinen zu denen Drehbänke, Fräs-, Hobel-, Stoß- und Bohrmaschinen gehören sowie Maschinenhämmer. Sie wurden alle ohne besondere theoretische Kenntnisse oder Beihilfe von Wissenschaftlern von sogenannten Tüftler-Ingenieuren erfunden, die meist aus dem Handwerk kamen. Auch Verbesserungen wurden von Praktikern vorgenommen: Smeaton variierte systematisch die Abmessungen der Newcomenschen Dampfmaschine und konnte ihren Wirkungsgrad so erheblich erhöhen. Diese Maschinen waren im Maschinenbau, der ab etwa 1800 an den polytechnischen Schulen entstand, dann Hauptgebiet der neuen Ingenieurwissenschaft. Textil- und Werkzeugmaschinen waren Teil der mechanischen Technologie, einem Vorläufer der Fertigungstechnik. Die Dampfmaschinen wurden in der technischen Thermodynamik näher untersucht.
Die bisher übliche Holzkohle wurde durch Steinkohle verdrängt, die aber wegen ihrer Verunreinigung neue Verfahren der Metallurgie und des Eisenhüttenwesens erforderte. Daraus entstand schließlich das neue Puddeleisen, Tiegelgussstahl und die Kohleverkokung die ebenfalls von Praktikern stammen. In der Hochindustrialisierung kamen noch weitere Verfahren hinzu, die die Qualität und Wirtschaftlichkeit der Stahlherstellung noch weiter verbesserten: Das Bessemer-, Thomas- und Siemens-Martin-Verfahren. Hier ist ein Übergang hin zu wissenschaftlichen Neuerungen erkennbar. Ein großer Teil des Stahls wurde für den Brücken- und Eisenbahnbau verwendet, der auch wissenschaftlich untersucht wurde. In der Maschinendynamik befasste man sich beispielsweise mit verschiedenen Schwingungserscheinungen an Dampflokomotiven.
Der bei der Steinkohleverkokung abfallende Teer weckte das Interesse der Chemiker, die das neue Gebiet der Teerchemie begründeten und aus Teer nun Farben und Medikamente herstellen konnten. Weitere chemische Neuerungen, die alle von der Chemie als Wissenschaft ausgingen und schnell in der chemischen Industrie Anwendung fanden, waren Sprengstoffe, Dünger und Kunststoffe. In diesem Zusammenhang spricht man auch von einer „Science-based technology“, von einer Technologie, die von der Wissenschaft ausgeht. Hierzu gehört insbesondere auch die neue Elektrotechnik. Hier wurden neue wissenschaftliche Erkenntnisse sehr schnell in technische Neuerungen umgesetzt. Gauß meinte dazu: „Die Wissenschaft zieht die Anwendung nach sich wie ein Magnet das Eisen.“ Zu Beginn des 19. Jahrhunderts nutzte man Elektrizität für Telegraphen, später auch für die Stadtbeleuchtung. Zum Durchbruch der Elektrotechnik verhalf das dynamoelektrische Prinzip von Siemens. Damit war es möglich, die mechanische Energie von Dampfmaschinen über einen Generator in elektrische Energie umzuwandeln, über Leitungen nahezu verlustfrei zu übertragen und mit Elektromotoren wieder zu nutzen. Die bisher üblichen Batterien wurden damit überflüssig. Ab etwa 1880 wurde die wirtschaftliche Branche der Elektrotechnik immer bedeutender. Etwa zeitgleich entstand auch das neue ingenieurwissenschaftliche Gebiet der Elektrotechnik.

### Fabriken und Wirtschaft
Durch die neuen Maschinen kam es zum epochenmachenden Übergang von der Hand-Werkzeug-Technik zur Maschinen-Werkzeug-Technik, den bereits Zeitgenossen als Industrielle Revolution empfanden. Aufstrebende Branchen waren zunächst das Textilgewerbe, der Maschinenbau, der Bergbau (Kohle und Erze) und die Schwerindustrie. Später kamen die Chemieindustrie und die industrielle Elektrotechnik dazu.
Die Industrialisierung ging von England aus, das mehrere Jahrzehnte Vorsprung vor allen übrigen Ländern hatte. Sie führte zu einer politischen und wirtschaftlichen Vormachtstellung Englands. In den anderen europäischen Staaten bemühte sich daher der Staat durch Wirtschaftsförderung, den Rückstand möglichst rasch einzuholen. Als wichtigstes Instrument galt damals die Gründung von Ingenieurschulen und die Förderung von Wissenschaft und Bildung. Die Gründung von ingenieurwissenschaftlichen Institutionen ging fast immer von der Regierung aus und nicht von einer bürgerlichen Gesellschaft.
Die Verwissenschaftlichung dieser Branchen lässt sich beispielhaft im Maschinenbau darstellen. Zu Beginn der Industrialisierung waren es bestehende Handwerksbetriebe und Manufakturen, die Maschinen beschafften und oftmals auch für den Eigengebrauch selbst bauten und so die ersten Fabriken gründeten. In der zweiten Phase wurden von Ingenieuren neue Betriebe direkt als Fabrik gegründet – also ohne den Umweg über Handwerksbetriebe. Die Ausbildung der Ingenieure war je nach Staat verschieden. In England und Amerika waren es Personen, die sich in Fabriken hochgearbeitet hatten vom Hilfsarbeiter, über Vorarbeiter und Fabrikleiter, wodurch sie viel Erfahrung gesammelt hatten. In Deutschland und Frankreich waren es Absolventen der Ingenieurschulen, wie Borsig oder Maffei. In der Hochindustrialisierung wurden dann besondere Konstruktionsbüros gebildet, in denen wissenschaftlich ausgebildete Ingenieure eine Anstellung fanden. Um 1900 herum begannen die Betriebsingenieure, die mit der Produktion betraut waren, sich mit den wissenschaftlichen Grundlagen ihres Tuns zu beschäftigen und mit der Frage, wie die Produktion wirtschaftlicher gestaltet werden kann. Die daraus hervorgehende Rationalisierungswelle gipfelte bei Taylors „wissenschaftlicher Betriebsführung“ und führte in der Industrie zu neuen Abteilungen, in denen sich Ingenieure mit der Arbeitsvorbereitung beschäftigten. Dadurch wurde auch das ingenieurwissenschaftliche Gebiet der Betriebswissenschaft begründet, einem Vorläufer der Fertigungstechnik. Etwa zeitgleich entstand in Deutschland auch die Industriebetriebslehre, ein Teilgebiet der neuen Betriebswirtschaftslehre.
In den letzten Jahrzehnten des 19. Jahrhunderts gingen viele Industrieunternehmen dazu über, selbst Forschung zu betreiben. Taylor beispielsweise erforschte die wissenschaftlichen Grundlagen des Spanens und erfand auch den Schnellarbeitsstahl. Typisch waren eigene Forschungsabteilungen jedoch für die chemische und elektrotechnische Industrie, wo man auch dazu überging, Naturwissenschaftler einzustellen.

### Wissenschaft
Zu Beginn des 19. Jahrhunderts war Frankreich noch immer die führende Wissenschaftsnation. An der 1794 gegründeten École polytechnique waren viele berühmte Naturwissenschaftler und Mathematiker tätig. Die Ingenieurwissenschaften wurden nach wie vor als angewandte Naturwissenschaft betrachtet. In England dagegen sammelten die Ingenieure viele praktische Erfahrungen mit neuen Werkstoffen, wie Stahl und Beton, neuen Maschinen oder Konstruktionen. Während die meisten wissenschaftlichen Erkenntnisse aus Frankreich kamen, wo Descartes großen Einfluss hatte, stammen beinahe alle technischen Innovationen aus England. Zeitgenossen drückten es einfacher aus: „Die Franzosen formulieren, was die Engländer einfach tun.“ Im Laufe des Jahrhunderts wurde Deutschland zur führenden Wissenschaftsnation. In den Ingenieurwissenschaften etablierte sich ein Mischsystem aus dem praktisch orientierten englischen System und dem mathematisch-naturwissenschaftlichen System aus Frankreich, wobei man mehrfach zwischen den beiden Extremen schwankte. In England, Frankreich, und den Vereinigten Staaten begann man gegen Ende des Jahrhunderts, das deutsche System nachzuahmen.

#### Technische Mechanik
Die klassische Mechanik, als Teilgebiet der Physik wurde von Galilei und Newton begründet und von d'Alembert und Legendre weiterentwickelt. Als Begründer der eigentlichen Technischen Mechanik gelten jedoch die Franzosen Coulomb, Navier, Coriolis und Poncelet.
Coulomb war auf dem Gebiet der Baustatik tätig und beschäftigte sich mit der Gewölbe- und Balkenbiegetheorie, der Bestimmung des Erddrucks gegen Futtermauern und dem nach ihm benannten Reibungsgesetz. Er löste auch 1773 das galileische Biegeproblem. Seine Erkenntnisse wurden jedoch in der Praxis noch nicht angewandt. Erst durch die neuen Spezialschulen gelangten sie in die Ausbildung der Baumeister.
Navier gelang es, die verschiedenen Theorien und Forschungsergebnisse zu einem Lehrgebäude zusammenzufügen. Sein Buch über die Mechanik bildete die Grundlage für die Baustatik und die Festigkeitslehre. Er untersuchte eine Vielzahl an Konstruktionen, schälte aus ihnen die für die ingenieurwissenschaftliche Berechnung wesentlichen Eigenschaften heraus und gab Lösungen für die zu Grunde liegenden Gleichungen an. Wo er keine exakten Lösungen fand, gab er Näherungslösungen an, mit denen man auf der sicheren Seite lag – ein typisch ingenieurwissenschaftliches Vorgehen.
Coriolis und Poncelet waren auf dem Gebiet der Dynamik tätig und den damit verbundenen Problemen sich bewegender Maschinenteile, wie sie in Mühlen, Dampfmaschinen oder Turbinen auftreten. Sie führten das Konzept der „Lebendigen Kraft“ ein, als Produkt aus Masse und dem Quadrat der Geschwindigkeit, später nutzte man die Hälfte davon, was genau der kinetischen Energie entspricht. Damit war man in der Lage, aus theoretischen Überlegungen heraus den Wirkungsgrad von Maschinen zu bestimmen.
Durch die Verwendung von langen stählernen Stäben als Konstruktionsmaterial, wurden sogenannte Fachwerkkonstruktionen häufiger verwendet. Ihre Berechnung war jedoch mit den herkömmlichen Methoden sehr aufwändig. Daher wurde das neue Gebiet der graphischen Statik entwickelt. Hier waren Culmann (Culmannsche Gerade), Mohr (Mohrscher Spannungskreis) und Cremona (Cremonaplan) tätig. Am Beispiel der Fachwerke zeigt sich auch, dass es nicht die Aufgabe der Ingenieurwissenschaften ist, bestimmte Details, von denen die Naturwissenschaften in ihren Theorien abstrahierten, wieder einzufügen, da sie sonst vollkommen unzweckmäßig werden würden. Stattdessen ist oft eine spezifisch technische Abstraktion nötig. Culmanns Leistung bestand darin, dass er die einzelnen Stäbe eines Fachwerkes als starre Körper betrachtete, die in den Verbindungsstellen gelenkig gelagert sind. Dadurch vereinfacht sich die gesamte Berechnung beträchtlich bei praktikabler Genauigkeit.

#### Technische Thermodynamik

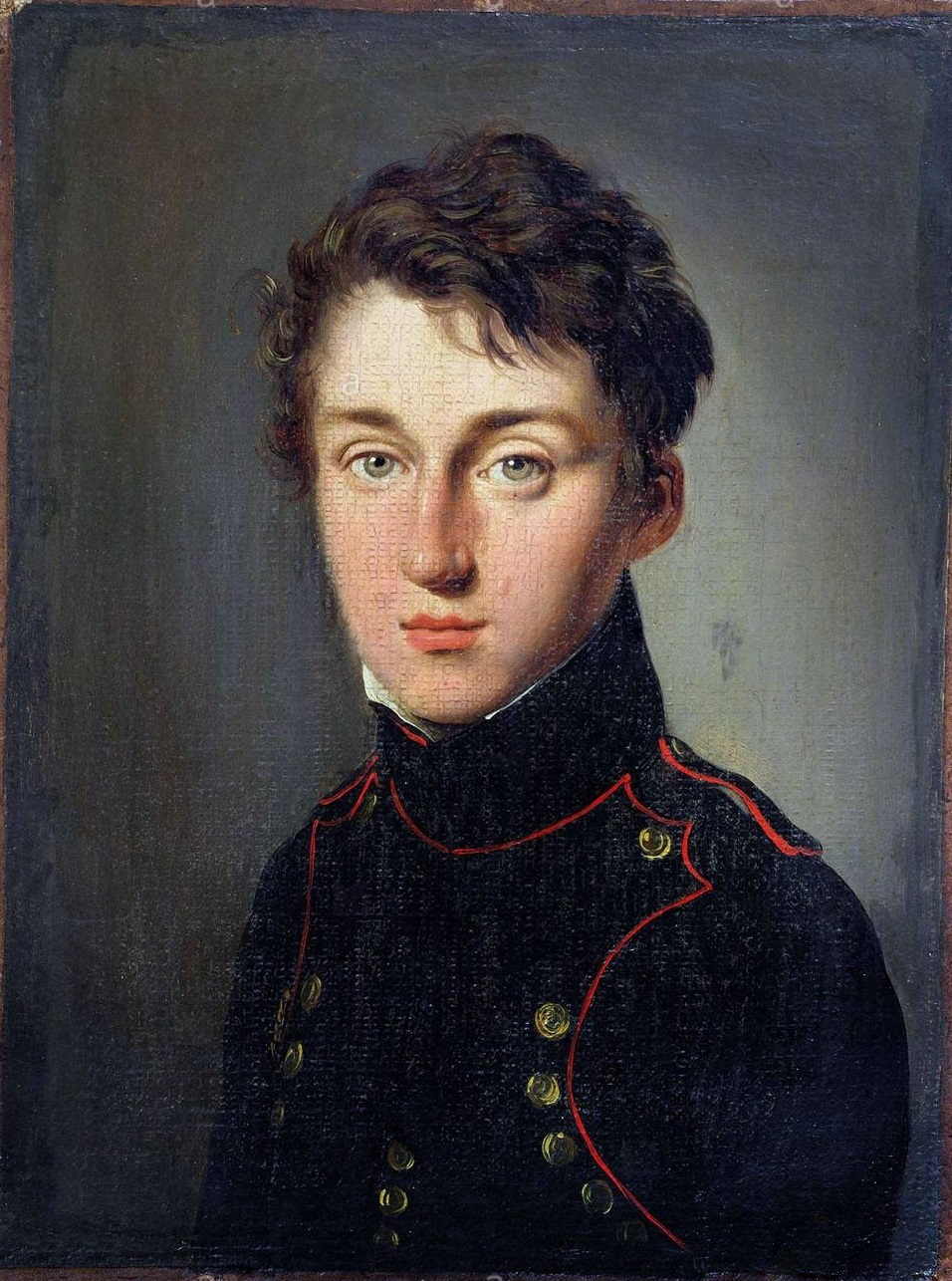
Sadi Carnot. Gemälde von Louis-Léopold Boilly, 1813.

Sadi Carnot veröffentlichte 1824 sein Werk Die bewegende Kraft des Feuers, in dem er die steigende Bedeutung der Dampfmaschinen hervorhob und allgemeine Betrachtungen über sie anstellte. Er fand den nach ihm benannten idealen Kreisprozess und die Bedingungen für einen Kreisprozess mit Arbeitsmaximum. Julius Robert Mayer fand heraus, dass Wärme eine besondere Form von Energie ist und fand auch eine Gleichung zu ihrer Umrechnung. Von Rudolf Clausius stammen die beiden Hauptsätze der Thermodynamik. Die Entwicklung der Thermodynamik ging also von den bereits vorhandenen Maschinen aus, deren Funktionsweise nachträglich untersucht wurde. Häufig wird es etwas einfacher ausgedrückt: Die Dampfmaschine hat für die Thermodynamik mehr getan als umgekehrt.
Zeuner schrieb 1859 sein Buch Grundzüge der Wärmetheorie, in dem er die bisherigen einzelnen Forschungsergebnisse sammelte und systematisch ordnete. Das Material wurde für die Zwecke der Ingenieure aufbereitet und enthielt zahlreiche Tabellen, mit denen man vorhandene Maschinen beurteilen oder neue konstruieren konnte.
Zeuners Schüler Linde untersuchte bei Kühl- und Eismaschinen das Verhältnis zur entzogenen Wärme und aufgewendeter Energie und stellte dabei fest, dass sie weit hinter dem theoretisch möglichen Wirkungsgrad zurückblieben. Ausgehend von dieser Erkenntnis konnte er verbesserte Maschinen konstruieren. In den Vorlesungen Lindes hörte Rudolf Diesel vom geringen Wirkungsgrad der Dampfmaschinen und versuchte, den idealen Kreisprozess zu verwirklichen. Dies gelang ihm zwar nicht, der von ihm gebaute Verbrennungsmotor hatte jedoch einen deutlich höheren Wirkungsgrad als die bisherigen Dampfmaschinen.

#### Produktionstechnik

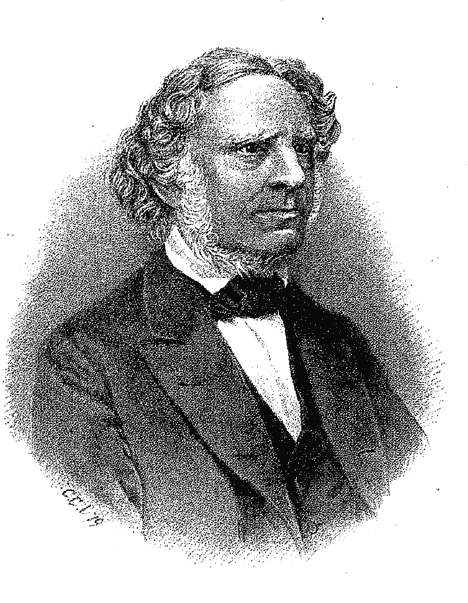
Karl Karmarsch. Stahlstich aus seinem Werk Erinnerungen aus meinem Leben, 1879.

Vorläufer der Produktionstechnik gehen zurück bis zum Fach „Technologie“. Es wurde an Universitäten im 18. Jahrhundert unterrichtet im Rahmen von Studiengängen zur Kameralistik. Die Studenten sollten später als Verwaltungsbeamte tätig werden und erhielten Beschreibungen über die verschiedenen Gewerbe, ihre Werkzeuge, Maschinen und Verfahren, und sollten dies im Sinne einer guten Wirtschaftsförderung nutzen. Als im 19. Jahrhundert bei der Ausbildung der Beamten immer mehr Wert auf Jura gelegt wurde, verlor das Fach Technologie an den Universitäten langsam an Bedeutung und wanderte zu den polytechnischen Schulen.
1815 kam es in der Wiener Schule unter den Technologen Johann Joseph von Prechtl und Georg Altmütter zur Trennung in mechanische Technologie (Fertigungstechnik) und chemische Technologie (Verfahrenstechnik). In der chemischen Technologie ging es nicht nur um die verschiedenen chemischen Reaktionen und sonstige chemische Grundlagen, sondern auch darüber hinausgehende Betrachtungen und Methoden zur Prozessführung, zum Energie- und Stofftransport und den benötigten Apparaten und Anlagen. In der mechanischen Technologie ist Karl Karmarsch von besonderer Bedeutung. Er sammelte die verschiedenen Verfahren, Werkzeuge und Maschinen, fand in kritisch-vergleichenden Arbeiten ihre Ähnlichkeiten und Gemeinsamkeiten, ordnete sie in seinem Werk Handbuch der mechanischen Technologie systematisch an und schuf so die Grundlage der Fertigungstechnik. Die heutige Systematik geht jedoch auf Otto Kienzle aus den 1960er-Jahren zurück. Etwa ab 1870 kamen viele neue Verfahren auf, die eine eigenständige wissenschaftliche Forschung nötig machten. Karl Ernst Hartig führte beispielsweise Kraft- und Arbeitsmessungen an Werkzeugmaschinen durch und Friedrich Kick machte Formänderungsversuche.

#### Materialprüfung und Laboratorien
Diverse Achsbrüche bei Eisenbahnen und Dampfkesselexplosionen waren Anlass für materialtechnische Untersuchungen über Festigkeitskennwerte. Wöhler machte Versuche mit Radachsen während der Fahrt sowie seine Dauerfestigkeitsversuche, die die Basis für weitere Untersuchungen darstellten, über verschiedene Belastungsfälle wie ruhender, schwellender und wechselnder Belastung. Bauschinger machte Messungen zu Materialkennwerten aller gebräuchlichen Werkstoffe im Maschinenbau und im Bauingenieurwesen und überprüfte, ob die Idealisierungen der Elastizitätstheorie und der Festigkeitslehre zulässig waren.

#### Elektrotechnik
Im Rahmen der naturwissenschaftlichen Fächer an den polytechnischen Schulen wurden schon Vorlesungen zu elektrotechnischen Phänomenen wie Galvanismus und Elektromagnetismus gehalten. Als ab etwa 1880 die Bedeutung der Elektrotechnik deutlich zunahm, machte sich Siemens persönlich dafür stark, eigenständige Lehrstühle einzurichten. Die ersten Professoren waren Dietrich in Stuttgart, Kittler in Darmstadt und Slaby in Berlin. Die Elektrotechnik bildete zunächst innerhalb der Fakultäten für Maschinenbau eigenständige Abteilungen, erst später wurden eigene Fakultäten gegründet. Schwerpunkt bildete die Starkstromtechnik mit den auf dem von Siemens gefundenen elektrodynamischen Prinzip beruhenden Generatoren und Elektromotoren.

#### Ingenieurwissenschaftliche Forschung
Im letzten Drittel des 19. Jahrhunderts bildeten sich drei verschiedene Typen von Forschungsinstituten heraus: Die Technischen Hochschulen, die sich sowohl mit Forschung als auch mit der Lehre befassten, die privaten Forschungsinstitute, die vor allem auf angewandte Forschung ausgerichtet waren und staatliche Forschungsinstitute wie die Physikalisch-Technische Reichsanstalt (PTR) oder die Kaiser-Wilhelm-Gesellschaft, die sich ausschließlich mit der Forschung befassten und meist Grundlagenforschung betrieben, aber auch wie die PTR für Industrieförderung, Normung oder andere Aufgaben zuständig waren, die weder die private Wirtschaft noch einzelne Hochschulen bewältigen konnten.

### Fachsprache und Vereine
In vielen Ländern gründeten Bürger Vereine, um die lokale oder nationale Wirtschaft zu fördern, und waren dazu vor allem auf dem Gebiet der Bildung tätig. Sie gaben Zeitschriften heraus, förderten den Erfahrungsaustausch, legten Sammlungen an, hielten Vorträge, schrieben Preisaufgaben aus und gründeten oft Schulen für die breite Bevölkerung, da dieser Bereich des Bildungswesens von staatlicher Seite häufig vernachlässigt wurde. Da in diesen Vereinen oft viele Gewerbetreibende und einfache Bürger waren, ging es ihnen meist um eine eher praxisorientierte Ausbildung.
Durch die Zeitschriften und Vereine wurde die Herausbildung eines technischen Fachvokabulars begünstigt. Aus komplizierten Umschreibungen bildeten sich zahlreiche Begriffe heraus: Für „Gleis“ waren beispielsweise Riegelweg (vgl. englisch Railway), eiserne Kunststraße, Eisenweg und Schienenweg gebräuchlich. Häufig ging der Trend von deutschen zusammengesetzten Worten (Komposita) hin zu Fremdworten, häufig lateinischen Ursprungs. So wurde der Dampfwagen zunächst durch das englische locomotion verdrängt und später durch das französische locomotive. Der Begriff wurde dann eingedeutscht zum heutigen Lokomotive.
Die Ingenieurvereine dagegen waren Vereinigungen der Ingenieure, wobei damals noch unklar war, wer genau dazugehörte. Der Verein Deutscher Ingenieure als wichtigster Vereinigung wurde von Absolventen der Berliner Gewerbeakademie gegründet, stand aber auch allen anderen offen, die sich in irgendeiner Weise der Technik verpflichtet sahen. In England gab es die Society of Civil Engineers und die Institution of Civil Engineers für die Eisenbahn- und Bauingenieure, sowie die Institution of Mechanical Engineers für die Maschinenbauer. In Amerika gab es ähnliche Vereine gleichen Namens. In Frankreich schlossen sich die Absolventen der Ecole Polytechnique zu einem Verein zusammen und die Absolventen der diversen Ecoles des Arts et Métiers zu einem weiteren.

### England
England war das Ausgangsland der industriellen Revolution. Lange Zeit war die historische Forschung davon ausgegangen, dass wissenschaftliche Erkenntnisse keine besondere Rolle dabei spielten. Im Zentrum der Forschung und der Technikgeschichte standen lange einzelne Personen und Erfindungen. Kaum einer der frühen englischen Ingenieure hatte eine höhere formale Bildung. Thomas Newcomen, der Erfinder der ersten Dampfmaschine, war Schmied, James Watt, von dem die entscheidende Verbesserung stammt, war Feinmechaniker. Einige hatten nicht einmal eine abgeschlossene Lehre vorzuweisen. Die moderne Geschichtsforschung hat dieses Bild wieder relativiert: Zwar hatten die Ingenieure keine formal hohe Ausbildung, aber naturwissenschaftlich-technisches Wissen war auch ohne Schulbesuch in ausreichendem Maße zu erlangen und spielte auch eine größere Rolle als lange angenommen. Newcomen baute auf den Versuchen von Papin und Huygens auf und nutzte die Erkenntnisse Guerickes über den Luftdruck. Watt beschäftigte sich im Selbststudium mit den Eigenschaften von Wasserdampf, insbesondere die Verdampfungsenthalpie, die damals noch „latente Wärme“ hieß, war hier wichtig. Die Ingenieure des 18. und 19. Jahrhunderts befanden sich in einer Gesellschaft, die den leichten Zugang zu wissenschaftlichen Theorien ermöglichte. Die Royal Society machte neue Forschungsergebnisse in ihrer Zeitschrift öffentlich und in vielen Städten bildeten sich kleine Gemeinschaften wie die Lunar Society in Birmingham, wo sich Wissenschaftler, Unternehmer, Ärzte, Handwerker und Erfinder trafen und austauschten. Im gebildeten Bürgertum verbreitete sich eine Fortschrittsideologie, die Technik und Naturwissenschaften sehr positiv gegenüberstand. Jedoch stand das theoretische Wissen nur außerhalb der etablierten Bildungsinstitutionen der Kirchen, Schulen und Universitäten zur Verfügung; eine Ausnahme sind die schottischen Universitäten in Glasgow und Edinburgh.
Ingenieure

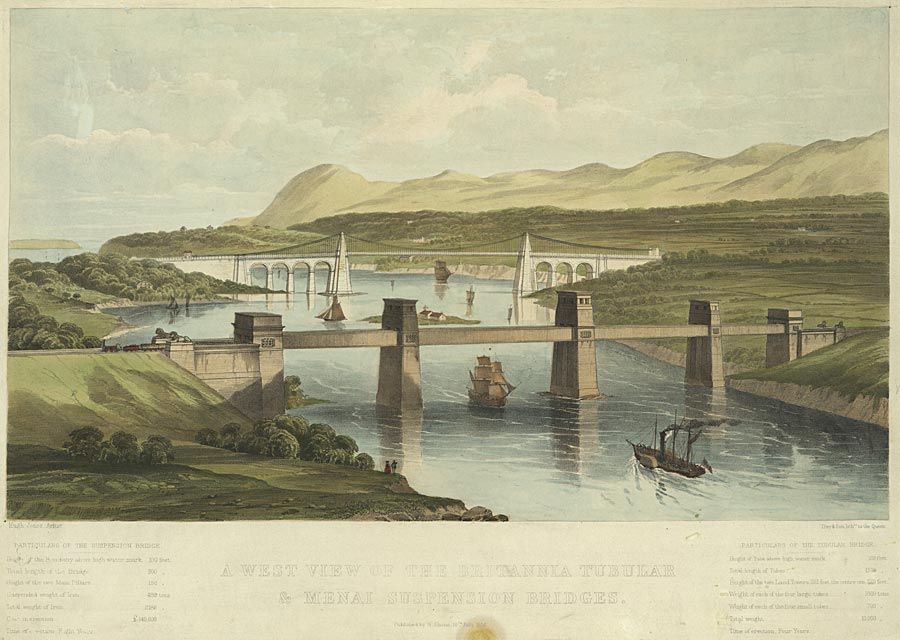
Telfords Menai-Brücke (hinten) und Stephensons Britanniabrücke. Lithographie von Hugh Jones, 1850.

Die Ingenieure waren durchaus in der Lage, dringend benötigte wissenschaftliche Erkenntnisse notfalls auch selbst zu gewinnen. Als Thomas Telford und Robert Stephenson stählerne Brücken bauen wollten, hatte man noch nicht genügend Erfahrungen mit dem neuen Werkstoff. Sie führten die entsprechenden Versuche daher selbst durch. Ihre Brücken waren dann der Anlass für die Wissenschaft, die Theorie der Hängebrücken weiterzuentwickeln. Bei den neuen Dampfschiffen machte man die Erfahrung, dass der Laderaum nicht groß genug ist, um genug Kohle für eine Atlantiküberquerung mitführen zu können. Der große Ingenieur Brunel, der als Nationalheld verehrt wurde und sogar ein Staatsbegräbnis erhielt, wies darauf hin, dass der Fahrwiderstand eines Schiffes von seinem Querschnitt abhänge und damit vom Quadrat seiner Abmessungen, während das Laderaumvolumen von der dritten Potenz abhänge. Wenn man das Schiff also nur groß genug baute, folgerte er, kann man damit auch den Atlantik überqueren.
Maschinenbau und Shop Culture
In den verschiedenen Maschinenbaufabriken und -werkstätten bildeten sich jeweils spezifische Kulturen und Wissensstände heraus. Das Wissen der Ingenieure hing also vor allem davon ab, in welchen Unternehmen sie gelernt hatten. Die Werkzeugmaschinenfabrikanten Maudslay und Whitworth achteten in ihren Betrieben beispielsweise besonders auf Präzision und bildeten zahlreiche Ingenieure aus. Whitworth war beispielsweise selbst Schüler Maudslays. Daher wird das englische und amerikanische System meist als „Werkstattkultur“ beschrieben und gegen die deutsch-französische „Schulkultur“ abgegrenzt.
Bildung
Da die Industrialisierung sehr zügig voranschritt, war man der Überzeugung, das britische System wäre das bestmögliche. Als man in Frankreich und im deutschsprachigen Raum neue Schulen für die in der Industrie tätigen Ingenieure gründete, wurde dies in England eher belächelt. Brunel riet beispielsweise einem jungen Ingenieur, er solle zwar die französischen theoretischen Bücher durchaus lesen, aber in ein paar Stunden in der Werkstatt eines Schmiedes würde er viel mehr lernen, von dem was er benötige. Der britische Vorsprung in der Industrialisierung war enorm: Mehr als die Hälfte der Weltproduktion von Stahl stammte aus englischen Hütten. Auf vielen anderen bedeutenden Gebieten sah es ähnlich aus. Auf der ersten Weltausstellung in London 1851 präsentierte sich England als „Werkstatt der Welt“. Als die USA und das neue deutsche Kaiserreich ab etwa 1870 England im Industrialisierungsprozess überholten, machten englische Zeitgenossen vor allem die schlechte formale Ausbildung ihrer Ingenieure dafür verantwortlich. Die moderne Forschung war zwar nur zu einem relativ kleinen Teil Ursache für den deutsch-amerikanischen Aufschwung und das Zurückfallen Englands gegenüber diesen Ländern; dennoch wurden in England als Reaktion darauf erste Schulen und Studiengänge gegründet.
Bereits 1850 wurde Rankine Professor für Elektrotechnik an der Universität in Glasgow. 1868 folgte Jenkins in der Universität in Edinburgh. Im selben Jahr wurde ein Studienprogramm am Owen College in Manchester für Ingenieure etabliert. 1881 wurden die Central Institution South Kensington und das Finsbury Technical College gegründet, die schließlich zum Imperial College zusammengeschlossen wurden.
Vereine
Im Englischen kann das Wort Engineer sowohl Ingenieur als auch Mechaniker bedeuten. Um sich von Letzteren abgrenzen zu können, bildeten sich in England verschiedene Ingenieurvereinigungen, die nur Personen aufnahmen, die sich bereits als Ingenieur verdient gemacht hatten. Die von John Smeaton 1771 gegründete Society of Civil Engineers betonte den Gegensatz zu den militärischen Ingenieuren und war ein exklusiver Zirkel mit relativ wenigen Mitgliedern, die durch Kooption aufgenommen wurden. 1818 gründeten Eisenbahningenieure die Institution of Civil Engineers, die wegen Telfords Einfluss ihren Mitgliedern deutlich mehr zu bieten hatte und regen Zulauf zu verzeichnen hatte. Weniger exklusiv war die Institution of Mechanical Engineers, die 1848 gegründet wurde. Die Eisenhüttenleute schlossen sich im Iron and Steel Institute zusammen und die Telegrafie-Ingenieure zur Institution of Electrical Engineers.

### USA
In den USA wurden die Ingenieure zunächst ebenfalls wie in England vor allem in der Praxis ausgebildet. Aus einfachen Vermessungsgehilfen wurden mit der Zeit Vermessungsingenieure. Im Gegensatz zu England gab es jedoch von Anfang an eine kleine Anzahl an Ingenieuren mit guter formaler Ausbildung. Die erste Schule mit großer Bedeutung für das amerikanische Bauingenieurwesen ist die Militärschule in Westpoint, die 1802 gegründet wurde. Die meisten Absolventen gingen in den Staatsdienst, aber einige waren auch beim Ausbau der Kanäle beteiligt. Viele der Lehrer an dieser Schule hatten selbst an der Ecole Polytechnique studiert oder waren zumindest mit ihrem Ausbildungssystem vertraut. Daneben gab es noch ab 1824 das Rensselaer Polytechnic Institute in Troy, N.Y. Hier wurden auch Maschinenbauingenieure ausgebildet. Eine Gründungswelle setzte ab 1845 ein mit der School of Engineering am Union College in Schendactady und dem Polytechnic Institut in Brooklyn. 1846 folgte die Lawrence Scientific School als Zweig der Harvard University und ein Jahr darauf die Sheffield Scientific School in Yale. 1852 gab es eine Ingenieur-Abteilung an der Universität von Michigan. Die erste private Hochschule für Ingenieure ist das Massachusetts Institute of Technology, das international besonderes Ansehen genießt. Bedeutend für den Maschinenbau ist noch das 1870 gegründete Stevens Institut.
Vereine
Zunächst kam es zu Gründungen von lokalen oder regionalen Vereinen. 1852 wurde die American Society of Civil Engineers für die Bauingenieure gegründet, die ab 1867 nach einer Reorganisation an Bedeutung gewann. Sie war ähnlich wie ihr englischer Namensvetter sehr exklusiv. 1871 wurde das American Institute of Mining Engineers gegründet. Faktisch war es jedoch eine Vereinigung der Zechenbesitzer. Beide Vereine hatten den meisten Ingenieuren, die in Betrieben angestellt waren, damit wenig zu bieten. Dies änderte sich 1880 mit der Gründung der American Society of Mechanical Engineers für die Maschinenbauer und des American Institute of Electrical Engineers.

### Frankreich
Zu Beginn des 19. Jahrhunderts war die Ecole Polytechnique die vorherrschende wissenschaftliche Institution. Beinahe alle neuen Erkenntnisse in den Ingenieurwissenschaften stammten von hier. Die Ausbildung war sehr mathematisch-naturwissenschaftlich geprägt und die Absolventen studierten anschließend ein weiteres Jahr an einer der Spezialschulen für Bergbau, Straßen- und Brückenbau, Artillerie oder Festungswesen. Sie waren somit beinahe alle im Staatsdienst tätig.
Für die private Wirtschaft waren sie zu theoretisch ausgebildet, sodass es von privater Seite zu neuen Schulgründungen kam. Die diversen Ecole des Arts et Métiers (etwa: Schule für Technik und Gewerbe) vermittelten ein Wissen, das zur Hälfte aus Theorie und handwerklicher Praxis bestand und damit einem Niveau, das etwa dem eines Handwerksmeisters entsprach. Ein ähnliches Niveau hatten in Deutschland die Gewerbeschulen. Wichtig waren zunächst die drei Schulen in Châlons-sur-Marne (1803), Angers (1811) und Aix-en Provence (1843). Für die höhere Leitungsebene in Unternehmen bildete ab 1829 die Ecole Centrale des Arts et Manufactures (kurz: Ecole Centrale, etwa: Zentralschule für Technik und Manufakturen) aus. Ihre Schüler waren zu 20 % Grundeigentümer, 35 % Großkaufleute, 7 % akademische Berufe und 10 % Handwerker. Damit standen in Frankreich für alle Qualifikationsebenen und technischen Gebiete Ingenieurschulen zur Verfügung.
Als in der zweiten Jahrhunderthälfte die Elektrotechnik und die Chemieindustrie immer wichtiger wurden, wurden entsprechende Spezialschulen gegründet: 1882 die Ecole Municipale de Physique et de Chimie Industrielles und 1894 die École supérieure d’électricité. Außerdem etablierten sich an den alten Universitäten technische Institute, die wichtigsten waren in Grenoble, Nancy, Toulouse, Lille und Lyon. Der Staat unterstützte zwar die Gründung der Institute, war aber nicht bereit, den dauerhaften Betrieb zu finanzieren. Daher richteten diese Institute ihre Forschung und Lehre auf die Bedürfnisse der regional ansässigen Industrien aus, was zu finanzieller Unterstützung und relativ großer Praxisnähe führte. Schätzungen von 1913 zufolge kamen etwa die Hälfte aller Ingenieure von den Ecoles des Arts et Métiers, ein Viertel von den Universitätsinstituten und der Rest von den Grandes écoles, also der Ecole Polytechnique und der Ecole Centrale. Zu Beginn des 20. Jahrhunderts erhielten die Ecoles des Arts et Métiers auch das Recht, zunächst die bessere Hälfte ihrer Absolventen und bald darauf auch alle, offiziell zu Ingénieurs zu graduieren.
Die zivilen Ingenieure der drei Ecole des Arts et Métiers und die der Ecole Centrale schlossen sich 1848 zur Société des ingénieurs civils zusammen und lehnten sich damit namentlich an die Society of Civil Engineers an. In Frankreich waren jedoch die verschiedenen Absolventenvereinigungen wichtiger als die Ingenieurvereine. Die Absolventen der Ecole Polytechnique, die sogenannten Polytechniciens, fanden häufig – neben dem Staatsdienst – in industriellen Forschungslaboren eine Anstellung. Die Centraliciens, die Absolventen der Ecole Centrale waren in der oberen Leitungsebene von Unternehmen beschäftigt und die Gadzarts, die Absolventen der Ecole des Arts et Métiers in der mittleren Ebene. Im Gegensatz dazu fanden in Deutschland die Absolventen der technischen Hochschulen gleichermaßen in Staat und Wirtschaft Arbeit.

### Deutschsprachiger Raum

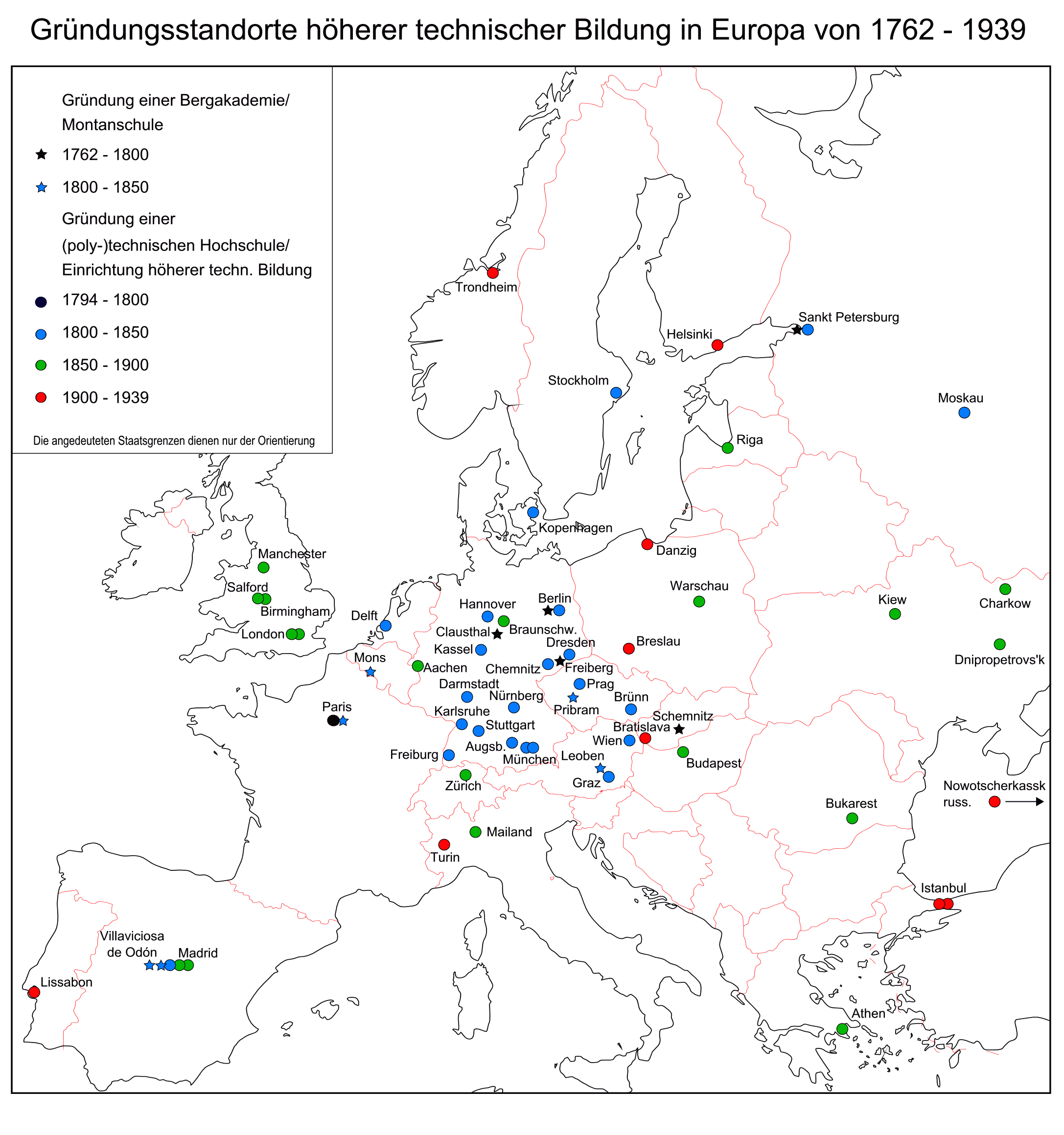
Gründungen höherer technischer Bildung von 1762 bis 1939

Im deutschsprachigen Raum wurden zu Beginn des 19. Jahrhunderts im Zuge der Industrialisierung zahlreiche Schulen gegründet. Fach- und Gewerbeschulen bildeten für ein mittleres Niveau aus und hatten etwa das Niveau der französischen Écoles des Arts et Métiers. Für die höhere Ausbildung wurden die sogenannten polytechnischen Schulen gegründet, die sich auch namentlich an die Ecole Polytechnique anlehnten, ihr Niveau aber selten erreichten. Die erste wurde 1806 in Prag gegründet. Von besonderer Bedeutung war jedoch erst die zweite Gründung: Das Polytechnische Institut Wien. In den 1830er- und 1840er-Jahren folgte auf die Gründung in Karlsruhe eine Gründungswelle in vielen der deutschen Klein- und Mittelstaaten. Die 1855 gegründete Schule in Zürich (heute ETH Zürich) hatte Vorbildwirkung. Sie war wie die Universitäten in Fakultäten gegliedert und beschäftigte auch zahlreiche Mathematiker und Naturwissenschaftler. Bis etwa 1880 erhielten auch die anderen Schulen die Hochschulverfassung und wurden dann auch offiziell in Technische Hochschule umbenannt. Um 1900 erhielten sie das Promotionsrecht und waren damit den älteren Universitäten formal gleichgestellt.

#### Politische, wirtschaftliche und gesellschaftliche Einflüsse
Die Macht des Kaisers im Heiligen Römischen Reich war im 18. Jahrhundert gegenüber den einzelnen deutschen Fürsten gering. Als sich das Reich 1806 auflöste, blieb ein Flickenteppich souveräner Staaten übrig. Diese Zersplitterung erwies sich zwar als politische Schwäche, wurde aber zu einer bildungspolitischen Stärke, da die einzelnen Staaten häufig Schulen und Hochschulen in ihrem Gebiet gründeten, sodass zahlreiche Ausbildungs- und Forschungsmöglichkeiten für Ingenieure vorhanden waren. 1848 kam es in den deutschen Staaten zur Revolution. Die zahlreichen polytechnischen Schulen, die zum Aufstieg des Bürgertums beigetragen hatten, wurden von diesem nun zu „Bürgeruniversitäten“ hochstilisiert und den althergebrachten Universitäten gegenübergestellt. Nach der erfolglosen Revolution wurde 1856 der Verein Deutscher Ingenieure (VDI) gegründet. Der Name war eine kleine Sensation: ein „Deutschland“ gab es damals nicht, sondern nur die einzelnen Staaten wie Preußen oder Bayern. Entsprechend gab es vorher auch nur regionale Vereine wie den Polytechnischen Verein in Bayern.
Die Industrielle Revolution in Deutschland erfolgte mit mehreren Jahrzehnten Verspätung nach England. Der Technologietransfer erwies sich als schwierig, da die englischen Facharbeiter einem Auswanderungsverbot unterlagen und die Maschinen mit einem Exportverbot belegt waren. Die deutschen Staaten förderten daher die Wirtschaftsspionage durch Auslandsreisen deutscher Ingenieure oder indem sie illegal Facharbeiter und Maschinen auf den Kontinent schafften. Maschinen wurden teils deutschen Unternehmen kostenlos zur Verfügung gestellt, allerdings unter der Bedingung, jedem Interessenten die Maschine zu zeigen, damit dieser sie nachbauen konnte. Als wichtigstes Instrument der Wirtschaftsförderung galt allerdings die Gründung technischer Schulen und Hochschulen.
Das 18. Jahrhundert war durch Aufklärung und Rationalismus geprägt; Bildung wurde vor allem als Berufsbildung interpretiert und die praktische Anwendbarkeit und Nützlichkeit des Wissens stand im Vordergrund. Zu Beginn des 19. Jahrhunderts kam mit dem Neuhumanismus eine starke Gegenbewegung auf. Ihr Mitbegründer Wilhelm von Humboldt kritisierte, dass man alles verachte, was nicht nützlich sei, und setzte den neuhumanistischen Bildungsbegriff dagegen, wonach wahre Bildung Menschenbildung sei und sich gerade durch Zweckfreiheit auszeichne.
Ab etwa 1870 kam es zu einigen wichtigen Veränderungen. Das Deutsche Kaiserreich wurde gegründet und durch den Wegfall von Zöllen und anderen Handelsbarrieren wurde ein großer deutscher Binnenmarkt geschaffen, der sich günstig auf die wirtschaftlich-industrielle Entwicklung auswirkte. Dies führte zusammen mit neuen Technologien zur Hochindustrialisierung in Deutschland, in der sich Deutschland endgültig vom Agrar- zum Industriestaat wandelte und auch gemeinsam mit den USA zur führenden Industrienation aufstieg. Die neuen Technologien wurden nicht mehr aus England importiert und nachgemacht, sondern in Deutschland entwickelt. Dazu zählen der Elektromotor von Siemens, die Verbrennungsmotoren von Otto und Diesel oder das Haber-Bosch-Verfahren für die Ammoniak-Synthese. Auch einige Unternehmen stiegen zu weltweit führenden Konzernen auf, insbesondere in der chemischen und Schwerindustrie. In der Bildungspolitik spitzte sich der Konflikt zwischen Ingenieuren und Neuhumanisten zu: Es ging um die Gleichberechtigung zwischen den Technischen Hochschulen, Realgymnasien und Oberrealschulen einerseits und andererseits den Universitäten und neuhumanistischen Gymnasien.

#### Schulen
Gegen 1700 gab es im deutschsprachigen Raum neben den Elementarschulen noch Lateinschulen, die auf ein Universitätsstudium vorbereiteten, Militärakademien für eine militärische Laufbahn und Ritterakademien, die von Adligen besucht wurden. In den folgenden 200 Jahren bildeten sich zahlreiche Schularten heraus; in vielen von ihnen wurden naturwissenschaftlich-technische Fächer unterrichtet, andere versuchten, sie so weit wie möglich aus dem Unterricht herauszuhalten. Für die Frage nach der Zugangsvoraussetzung zu den Technischen Hochschulen spielten auch die Schulen der Sekundarstufe eine große Rolle für die Verwissenschaftlichung der Ingenieurwissenschaften.
Die zahlreichen Schulen wurden damals eingeteilt in allgemeinbildende Schulen und Fachschulen, die nur ein eng umrissenes Fachgebiet unterrichten. Zu ihnen zählen neben den technischen Fachschulen auch Handels- oder Landwirtschaftsschulen.

##### Fachschulen

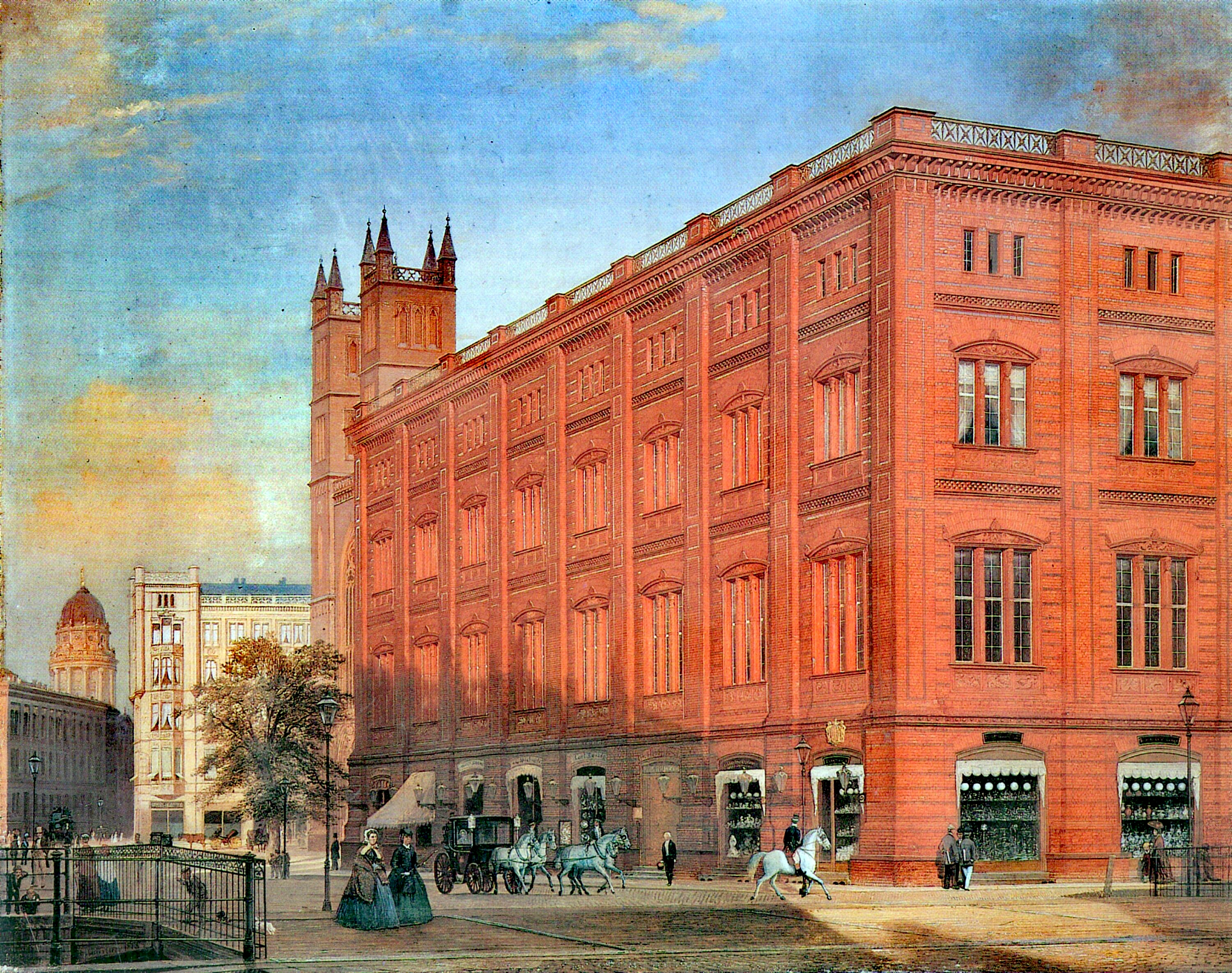
Die Berliner Bauakademie, Gemälde von Eduard Gaertner, 1868.

Der Bergbau gehörte schon immer zu den innovativsten Bereichen. Hier wurde bald ein Niveau an Technologie erreicht, das ohne ein Mindestmaß an theoretischen Kenntnissen nicht mehr zu bewältigen war, etwa der Betrieb von Dampfmaschinen. Zu den ältesten Fachschulen zählen daher die Bergschulen, in denen der Bergbau, die Hüttenkunde, Metallurgie und das Markscheidewesen unterrichtet wurden. Außerdem wurde Mathematik, Physik, Chemie und Zeichnen unterrichtet. Für das Bauwesen gab es Baugewerkschulen, manchmal auch Bauakademie genannt, deren Besuch für angehende Baumeister verpflichtend wurde.
Für das verarbeitende Gewerbe wurden im 19. Jahrhundert zahlreiche Gewerbeschulen gegründet, die sich bezüglich Ausbildungsniveau, Unterrichtskonzepten und ‑inhalten stark unterschieden und im Laufe des Jahrhunderts einen starken Wandel durchmachten. Es gab staatliche und private Schulen, Vollzeitschulen, Abend- oder Wochenendschulen. In Preußen gab es beispielsweise in jedem Regierungsbezirk eine sogenannte Provinzial-Gewerbeschule, die 12- bis 16-jährigen Schülern offenstanden und drei Jahre umfassten. Die besten Absolventen durften anschließend zum Berliner Gewerbeinstitut, um dort ihr Wissen zu erweitern. Die meisten gingen direkt in die Wirtschaft, fanden als Facharbeiter Arbeit und stiegen meist rasch zum Werkmeister auf. In Bayern gab es über 30 ähnliche Gewerbeschulen, die ebenfalls einerseits für die Meisterebene qualifizierten und andererseits ein Studium an polytechnischen Schulen ermöglichten. Viele Gewerbeschulen erhöhten ihr Ausbildungsniveau immer weiter und wurden gegen Ende des 19. Jahrhunderts zu allgemeinbildenden Realschulen oder Oberrealschulen. Das Gewerbeinstitut dagegen wurde mit der Berliner Bauakademie zur Technischen Hochschule zusammengeschlossen. Andere Gewerbeschulen wurden zu Berufsschulen.
Da ab etwa 1870/1880 die Gewerbeschulen sich zu allgemeinbildenden Schulen gewandelt hatten und etwa zeitgleich die Technischen Hochschulen immer theoretischer wurden, gab es eine Ausbildungslücke im Bereich mittlerer, praktisch orientierter, technischer Bildung. Dieses Gebiet wurde durch die neuen Mittelschulen geschlossen, aus denen sich im 20. Jahrhundert die Fachhochschulen entwickelten.

##### Allgemeinbildende Schulen
In ganz Europa waren im 18. Jahrhundert sogenannte Industrieschulen verbreitet. In ihnen lernten kostenfrei die Jungen Werken, Spinnen und Weben und die Mädchen Hauswirtschaft. Faktisch handelte es sich um Betriebe, in denen durch Kinderarbeit produziert wurde. Die Erlöse dienten der Finanzierung der Schulen. Ab etwa 1740 wurden Realschulen gegründet, die sowohl theoretischen als auch praktischen Unterricht anboten und somit den Fachschulen nahestanden. Im 19. Jahrhundert ging der praktische Anteil zurück; unterrichtet wurden mehr Mathematik und Naturwissenschaften. In den Jahrzehnten vor 1800 wurden Philanthropinen gegründet, die zur Aufnahme eines Studiums berechtigten und daher Latein unterrichteten, aber sonst mehr Wert auf neue Sprachen, Mathematik und Naturwissenschaften legten.
In den neuhumanistischen Gymnasien wurde viel Wert auf alte Sprachen (Latein und Altgriechisch), Geschichte, Literatur, Kunst und Musik gelegt, während Technik vollständig aus dem Unterricht gedrängt wurde. Die Naturwissenschaften konnten sich entgegen einigen Bestrebungen – unter anderem des Rektoren eines Gymnasiums und späteren Philosophen Hegels, der sie für überflüssig hielt – im Unterricht halten, möglicherweise jedoch nur, weil sie ihr theoretisches Erkenntnisinteresse inzwischen viel stärker gegenüber der praktischen Anwendung betonten. In Bayern waren im Schulplan von 1804, der die technisch-naturwissenschaftlichen Fächer betonte, die vierjährigen Realschulen und Gymnasien noch formal gleichgestellt. 1808 wurde die Überlegenheit der fortan zum Abitur führenden neuhumanistischen Gymnasien gegenüber den Realschulen festgeschrieben, welche nur zum sogenannten „Einjährigen“ führten. Damit war das Recht verbunden, statt des üblichen dreijährigen Wehrdienstes nur ein Jahr als Soldat dienen zu müssen. Die bürgerliche Oberschicht fand naturwissenschaftlich-technische Bildung nun mehrheitlich überflüssig, teilweise gerade weil sie nutzenorientiert war. Dies hemmte auch die Verbreitung entsprechenden Wissens in den unteren sozialen Schichten.
In der zweiten Jahrhunderthälfte wurden aus den Real- und Gewerbeschulen Oberrealschulen und Realgymnasien, in denen der Anteil von Mathematik, Technik und Naturwissenschaft höher war. Die letzten Jahrzehnte waren geprägt von der Auseinandersetzung über die Gleichrangigkeit zwischen ihnen und den neuhumanistischen Gymnasien. Auf der Schulkonferenz von 1890 versuchte man vergeblich die Oberrealschulen als „Halbheit“ abzuschaffen. Auf der Konferenz von 1900 wurde ihre Gleichrangigkeit beschlossen: Gymnasien erhöhten den Anteil naturwissenschaftlich-technischer Fächer, Realgymnasien und Oberrealschulen bauten den Lateinunterricht aus. Zeitgleich gab es im Hochschulbereich zwei weitere wichtige Entwicklungen: Die Technischen Hochschulen erhöhten das Zugangsniveau zum Abitur und waren mit dem Promotionsrecht den älteren Universitäten gleichgestellt.

#### Hochschulen
Im Hochschulbereich gab es zu Beginn des 18. Jahrhunderts nur die aus dem Mittelalter stammenden Universitäten, an denen keine naturwissenschaftlich-technische Forschung oder Lehre praktiziert wurde. Einzige Ausnahme war das Fach der Technologie, das im Rahmen der Kameralistik unterrichtet wurde. Hier ging es aber mehr um eine Beschreibung der Handwerke, Gewerbe und der hier vorherrschenden Methoden und Werkzeuge, nicht um ihre Anwendung oder Weiterentwicklung. In der zweiten Jahrhunderthälfte wurden drei Bergakademien gegründet: Freiberg 1765, Berlin 1770, Clausthal 1775. Manchmal wird die Bergakademie in Schemnitz im heutigen Slowenien noch dazugezählt, da es damals von den Habsburgern kontrolliert wurde. Im Gegensatz zu den Bergschulen hatten sie ein sehr hohes wissenschaftliches Niveau und waren 1783 auch Vorbild für die Ecole des Mines in Frankreich. Obwohl ein Ausbau um weitere technische Fächer theoretisch möglich gewesen wäre, blieben sie für den weiteren Verlauf der technischen Hochschulbildung ohne Bedeutung. Die 1794 in Frankreich gegründete Ecole Polytechnique entwickelte eine große Ausstrahlung und war dann das ausdrückliche Vorbild, auf das sich im 19. Jahrhundert die zahlreichen deutschen Hochschulen bei ihrer Gründung beriefen. Den dort vorherrschenden Fokus auf Naturwissenschaften und vor allem Mathematik ahmte man allerdings bewusst nicht nach. Zum einen fehlte dazu entsprechendes Lehrpersonal, zum anderen wollte man Technik nicht ausschließlich als angewandte Naturwissenschaft lehren, sondern auch viele praktische Elemente in den Unterricht integrieren.
Den Anfang machte 1806 die Polytechnische Schule in Prag. Von Bedeutung war allerdings erst die zweite Gründung 1815 in Wien. Das Wiener Institut entfaltete eine gewisse Ausstrahlungskraft auf die übrigen deutschen Klein- und Mittelstaaten. Hier wich man auch vom Pariser Vorbild ab und integrierte die eigentlichen technischen Vorlesungen direkt in das Institut, dessen Organisationsstruktur mit ihren „Abteilungen“ durchaus vergleichbar mit den Fakultäten der Universitäten war. 1810, also etwa zur gleichen Zeit, wurde in Berlin die humanistische Universität gegründet, die heutige Humboldt-Universität. Die dritte Gründung war 1825 die Polytechnische Schule in Karlsruhe, die ähnlich wie das Wiener Institut eine den Universitäten ähnliche Organisation besaß und dadurch und durch ihr hohes wissenschaftliches Niveau ebenfalls Vorbildwirkung hatte und eine Gründungswelle auslöste: Bis 1835 wurden polytechnische Schulen in München, Augsburg, Nürnberg, Dresden, Stuttgart, Kassel, Hannover, Darmstadt und Braunschweig gegründet. Auffällig ist hier, dass die meisten in Hauptstädten lagen. Die meisten waren in die drei Hauptgebiete gegliedert: die Bautechnik, did mechanische Technologie (Maschinenbau) und die chemische Technologie (Verfahrenstechnik). Ihr Niveau war allerdings irgendwo zwischen Gymnasium und Hochschule angesiedelt. So wurde fast jeder Schüler aufgenommen und entsprechend der eher niedrigen Vorbildung wurde auch Rechnen, Lesen und Allgemeinbildung in Geschichte und Erdkunde unterrichtet. In der Mitte des Jahrhunderts erhöhten sie ihr Ausbildungsniveau und die Zugangsvoraussetzungen, bis zum Ende des Jahrhunderts war die Infinitesimalrechnung fester Bestandteil des Studiums und das Abitur war die Eintrittskarte dafür. Mit den Schülern der Gewerbeschulen hatte man jedoch gute Erfahrungen gemacht. Diese Erhöhung der Zugangsvoraussetzungen resultierte auch ausschließlich aus dem Wunsch der Ingenieure nach wissenschaftlicher Anerkennung. Und dafür war weniger entscheidend, bis zu welchem Niveau der Unterricht reichte, sondern auf welchem Niveau er begann. Außerdem versuchte man, sich möglichst weit an die bereits anerkannten Naturwissenschaften zu halten und erhöhte vor allem hier und in der Mathematik Umfang und Niveau der Ausbildung. Um diese Theoretisierung machten sich besonders Franz Reuleaux und Franz Grashof verdient.
Die nächste wichtige Gründung erfolgte 1855 in Zürich. Sie hatte eine Hochschulverfassung mit Fakultäten und Senat. Nach ihrem Vorbild wurde es üblich, Mathematiker und Naturwissenschaftler auf Lehrstühle zu berufen. Außerdem wurden die meisten Polytechnischen Schulen bis etwa 1870 zu technischen Hochschulen umorganisiert und bis 1890 auch offiziell in Technische Hochschule umbenannt. Ab 1860 kritisierten die Ingenieure immer mehr, dass die technischen Hochschulen in Preußen dem Handelsministerium unterstanden und als Instrument der Wirtschaftspolitik verstanden wurden und nicht dem Kultusministerium. Nach langem Ringen im sogenannten „Ressortkrieg“ wechselte die Zuständigkeit schließlich. Die nächste wichtige Etappe um die wissenschaftliche Gleichberechtigung war dann das Promotionsrecht, das den Universitäten vorbehalten war. Die Ingenieure und Professoren stilisierten den Konflikt zur „Lebensfrage“ hoch; Kritiker aus dem Gewerbe und auch innerhalb der Ingenieurwissenschaften, denen die Theoretisierung zu weit ging, sprachen von „Doktrianismus“. In den letzten beiden Jahrzehnten wurde die praxisorientierte Strömung stärker und eine eigenständige technische Forschung und dazu eingerichtete Forschungslabore nach amerikanischem Vorbild wurden eingeführt. Dies und die gestiegene wirtschaftliche Bedeutung der Technik für das deutsche Kaiserreich, veranlasste 1899 den Kaiser persönlich, den Streit zu beenden und den Technischen Hochschulen Preußens das Recht zu geben, die beiden akademischen Grade Diplomingenieur (Dipl.-Ing.) und Doktor-Ingenieur (Dr.-Ing.) zu verleihen. Die Schreibweise mit Bindestrich und auf Deutsch war als Eingeständnis an die Forderungen der Universitäten gedacht, zur besseren Unterscheidung ihrer Grade (Dr. med., Dr. phil, also ohne Bindestrich). Die Ingenieure selbst empfanden das Promotionsrecht, mit dem zumindest formal die Gleichberechtigung erreicht war, als „Ritterschlag der Wissenschaft“.

#### Vereine
Unter den technisch orientierten Vereinen gibt es drei größere Gruppen: Die polytechnischen Vereine sind die ältesten und entstanden vor allem im 18. Jahrhundert. Ab Mitte des folgenden Jahrhunderts nahm ihre Bedeutung ab. Die Gewerbevereine waren Zusammenschlüsse der Gewerbetreibenden und entstanden in den Jahrzehnten um 1800. Die letzte Gruppe bilden die Ingenieurvereine, die aus zwei Gruppen bestehen: Den technisch-wissenschaftlichen Vereinen, die sich mit einem bestimmten Fachgebiet befassten, und den berufspolitischen Vereinen, die die berufliche Situation der Ingenieure verbessern sollten. Einige waren auch auf beiden Gebieten tätig.
Die polytechnischen Vereine entstanden noch unter dem Einfluss der Aufklärung und verstanden sich oft als patriotische Bürgerinitiativen, die die heimischen Gewerbe durch technische Bildung fördern wollten, die unter erheblichem Konkurrenzdruck aus England und Frankreich standen. Dazu gaben sie Vereinszeitschriften heraus und wirkten auch durch Lehrsammlungen, Vorträge, Preisaufgaben, und Ausstellungen. Da es noch keine staatliche Aufsicht über Schulen gab, gründeten sie selbst Schulen – tendenziell Real- und Gewerbeschulen – und hatten erheblichen Einfluss auf die Lehrpläne. Mitglieder waren meist Intellektuelle: Vertreter der Administration und Hochschulangehörige. Adlige fanden sich außer dem Verdienstadel nicht unter ihnen und auch nicht die Gewerbetreibenden als eigentlich Betroffene, da die Mitgliedsbeiträge zu hoch waren. Lediglich einige Industrielle waren Mitglied. Zu den wichtigsten Vertretern gehören der Verein zur Beförderung des Gewerbefleißes in Preußen, der Polytechnische Verein in Bayern und die Hamburgische Gesellschaft zur Beförderung der Künste und nützlichen Gewerbe.
Die technisch-wissenschaftlichen Vereine entstanden um einzelne Fachgebiete herum. Zu den frühesten gehören die lokalen und regionalen Architekten- und Ingenieurvereine ab 1824. Sie alle veranstalteten Tagungen, hielten Vorträge, schrieben Bücher, gaben Zeitschriften heraus und waren auf dem Gebiet der Normen und Richtlinien tätig. Außerdem veranstalteten sie Weiterbildungsprogramme für ihre Mitglieder. Teilweise wurden ihnen vom Staat Überwachungs- und Prüfungsaufgaben übertragen. Aus diesen Tätigkeiten sind später die Technischen Überwachungsvereine hervorgegangen, besser bekannt als TÜV. Zu den wichtigsten und größten Vertretern gehören der Verein Deutscher Ingenieure (VDI), der alle technischen Disziplinen vertreten wollte und sich dadurch von den älteren Vereinen abgrenzte. Faktisch waren hier der Maschinenbau und das Bauingenieurwesen vertreten sowie teilweise das Eisenhüttenwesen. Die Hüttenleute schlossen sich zum Verein deutscher Eisenhüttenleute (VdEh) zusammen, der sich kurzzeitig auch mit dem VDI zusammentat. Im Verband Deutscher Elektrotechniker (VDE) fanden sich die zahlreichen Elektrotechnischen Vereine (ETV) zusammen.
Die berufspolitischen Vereine wollten die Situation der Ingenieure verbessern. Manche betrieben eine Standespolitik für ausgewählte Gruppen, wie für die Ingenieure die im öffentlichen Dienst tätig waren. Andere versuchten, die Ingenieure als Ganzes zu vertreten. Sie sahen sich gleich von mehreren Seiten diskriminiert: Der Adel besetzte alle wichtigen Positionen in Politik und Militär, die Juristen waren in der Verwaltung vorherrschend, das Bildungsbürgertum vertrat die kulturelle Überlegenheit der humanistischen (nicht-technischen) Bildung und die Kaufleute besetzten alle wichtigen Positionen im Management von Unternehmen. Obwohl Technik und Industrie für die wirtschaftliche und militärische Stärke Deutschlands immer wichtiger wurden, profitierten die Ingenieure als gesellschaftliche Gruppe lange kaum davon. Zu den wichtigsten Vertretern gehören der Verein beratender Ingenieure (VBI), der Bund deutscher Architekten (BDA), der Verband Deutscher Diplom-Ingenieure (VDDI), der Bund der technisch-industriellen Beamten (ButiB) und der Deutsche Techniker-Verband (DTV).

## 20. Jahrhundert

### Technik

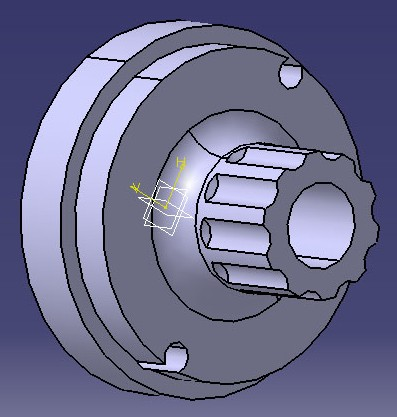
Ein virtuelles Bauteil in räumlicher (3D) Ansicht (CAD-Programm CATIA)

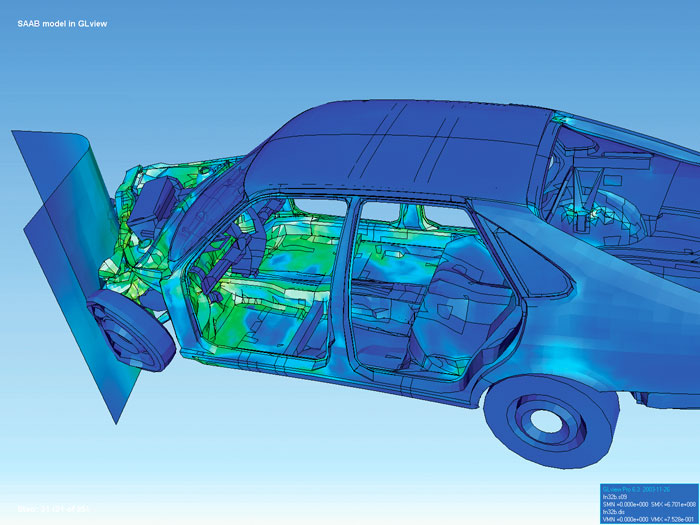
Visualisierung einer FEM-Simulation der Verformung eines Autos bei asymmetrischem Frontalaufprall

Im 20. Jahrhundert entwickelte sich die Technik rasanter als zuvor; mit der Haushalts- und Unterhaltungstechnik drang sie auch in neue Lebensbereiche vor.
Im Bauwesen ging man dazu über, Beton und Stahlbeton vermehrt zu verwenden. Die Bauwerke wurden immer größer und überstiegen die ihrer Vorgänger teilweise deutlich. Beispiele sind der Drei-Schluchten-Staudamm oder der Stuttgarter Fernsehturm. Da man nur noch begrenzt auf Erfahrungswissen zurückgreifen konnte, wurde eine wissenschaftliche Durchdringung und Berechnung der Konstruktionen immer wichtiger.
Im Maschinenbau wurden zu Beginn des Jahrhunderts Nähmaschinen und Fahrräder produziert, bald kamen aber Autos, Flugzeuge und schließlich Raketen hinzu. Durch ihre große Bedeutung entwickelten sich daraus die wissenschaftlichen Gebiete der Automobiltechnik und der Luft- und Raumfahrttechnik. Bei den Kraftmaschinen ging der Trend von Maschinen mit diskontinuierlicher Hin-und-her-Bewegung, wie Kolbendampfmaschinen und Kolbenmotoren, hin zu Maschinen mit kontinuierlicher, meist kreisförmiger Bewegung wie die Strahltriebwerken, Gas-, Dampf- oder Wasserturbinen, die einen höheren Wirkungsgrad aufweisen.
Die Turbinen wurden in Kraftwerken eingesetzt und konnten damit viel größere Energiemengen bereitstellen, die nicht nur für die elektrische Beleuchtung genutzt wurde, sondern auch in der Industrie zum Antreiben von Maschinen. Die Kerntechnik, die aus naturwissenschaftlicher Grundlagenforschung entstand, bedeutete für die Energietechnik, die zu einem neuen Fachgebiet wurde, einen weiteren Meilenstein. In den letzten Jahrzehnten ging der Trend wieder zu erneuerbaren Energien, wie Solar- oder Windenergie. Daraus entstand die Energie- und Umwelttechnik.
In der Steuerungs- und Regelungstechnik entwickelte man Elektronenröhren und – durch wissenschaftliche Grundlagenforschung – schließlich die kleineren, leichteren und zuverlässigeren Transistoren und Dioden. Dadurch wurde es möglich, die industrielle Produktion weitgehend zu automatisieren und auch leistungsfähige und erschwingliche Computer zu bauen.
Der Computer selbst ist nicht nur ein Produkt der Ingenieurwissenschaften (und weiteren Gebieten), sondern wirkt auch durch seine Anwendungen auf sie zurück. In der zweiten Hälfte des 20. Jahrhunderts wurde es üblich, mit Computern zu konstruieren (CAD), zu produzieren (CIM, CNC), oder komplexe Berechnungen durchzuführen (FEM).

### Fachgebiete

Viele neue Disziplinen entstanden als Schnittstellendisziplin zwischen bestehenden Fachgebieten. Hier beispielhaft die Mechatronik.

Bereits gegen Ende des 19. Jahrhunderts begann die Anzahl der technischen Fachgebiete immer schneller zu steigen. 1900 waren es etwa 350. Seither sind viele weitere dazugekommen, teils durch Ausgründungen von Teilgebieten: Die Werkzeugmaschinen, die Teil der mechanischen Technologie waren, wurden beispielsweise 1904 zu einem eigenständigen Forschungs- und Lehrgebiet. Andere Gebiete entstanden als Schnittstellendisziplinen. Zu Beginn des Jahrhunderts arbeiteten in der chemischen Industrie noch Maschinenbauer und Chemiker zusammen. Die besonderen Anforderungen an die Apparate (chemische Beständigkeit von Kesseln, Rohrleitungen), die unter extremen Bedingungen, wie hohem Druck und Temperatur, sicher arbeiten sollten, brachten das neue Gebiet des Chemieingenieurwesens hervor. Fließende Übergänge gibt es über die Verfahrenstechnik und die Bioverfahrenstechnik zur Biotechnik.
Viele ursprünglich rein mechanisch arbeitenden Maschinen, wie Werkzeugmaschinen oder Autos, wurden immer weiter durch Mikroelektronik automatisiert. Da man für Konstruktion und Wartung daher immer häufiger Wissen aus beiden Fachgebieten benötigte, entstand ausgehend von Japan die Mechatronik. Weitere interdisziplinäre Fachgebiete sind die Computerlinguistik und die Medizintechnik. Das Wirtschaftsingenieurwesen stellt dagegen ein interdisziplinäres Studium dar zwischen Betriebswirtschaft und einer oder mehrerer Ingenieurwissenschaften.
Die Regelungstechnik und die Systemtheorie weisen die Besonderheit auf, dass sie weder auf eine Naturwissenschaft zurückgehen, wie die technische Mechanik oder Elektrotechnik und auch nicht auf in der Praxis existierende Technik wie die Fahrzeugtechnik, sondern aus theoretischen ingenieurwissenschaftlichen Forschungen hervorgegangen ist.

### Industrie, Ingenieure und Wirtschaft
Ab etwa 1900 stieg die Anzahl der Ingenieure rapide an: In Deutschland waren es vor 1914 zwischen 100.000 und 150.000, in den 1930er-Jahren 200.000 bis 250.000, um 1980 waren es etwa 370.000 (BRD) und im Jahre 2000 etwa 650.000. In der DDR gab es 1980 etwa 500.000 Ingenieure nach dortiger Definition.
Gegen Ende des 19. Jahrhunderts kam es zu Änderungen des Ingenieurberufs, die im 20. Jahrhundert immer deutlicher wurden. In den größeren Unternehmen wurden eigenständige Konstruktionsbüros gegründet. Die Konstruktion löste sich damit endgültig von der Fertigung, wo zunächst noch Werkmeister und Vorarbeiter die Leitung innehatten. Durch Frederick Winslow Taylors sogenannte „Wissenschaftliche Betriebsführung“ oder Taylorismus wurden dann sogenannte Betriebsbüros gegründet, in denen Ingenieure die Produktion planten: Sie nahmen die Konstruktionsunterlagen entgegen, prüften sie auf ihre Durchführbarkeit, kümmerten sich gegebenenfalls um neue Werkzeuge und Produktionsmittel und gaben dann Aufträge an die Werkstätten weiter. Die daraus hervorgegangene Arbeitsvorbereitung wurde auch wissenschaftlich untersucht. In Deutschland wurden dazu neue Gesellschaften gegründet, wie das Reichskuratorium für Wirtschaftlichkeit (RKW), der Ausschuss für wirtschaftliche Fertigung (AWF) oder der Reichsausschuss für Arbeitsstudien (Refa).
Taylor war das prominenteste Mitglied der sogenannten Rationalisierungsbewegung, der es darum ging, den Aufwand in Industriebetrieben zu verringern oder den Ertrag zu erhöhen. Ein wichtiges Instrument war neben den Arbeitsstudien von Taylor, Gilbreth und Gantt, die Standardisierung und Normung, die höhere Stückzahlen und damit niedrigere Stückkosten ermöglicht. Zunächst führten größere Unternehmen eigene Hausnormen ein, konnten sich aber innerhalb der Branchen nicht einigen. Mit Ausbruch des Ersten Weltkrieges und der damit einhergehenden Kriegswirtschaft wurden diese Hausnormen durch militärische Vorgaben ersetzt. Daraus sind in Deutschland die deutschen Industrienormen (DIN) entstanden. Nach dem Krieg waren hier die Ingenieurvereine besonders auf dem Gebiet der Normung tätig.
Während der Weltwirtschaftskrise zwischen den Weltkriegen kam es zu einer sehr hohen Arbeitslosigkeit. Man sprach sogar von „Fehlrationalisierung“; dabei waren auch viele Ingenieure selbst von Arbeitslosigkeit betroffen. Die Technokratiebewegung war in den 1920er- und 1930er-Jahren unter einigen Ingenieuren beliebt, besonders in den USA und Deutschland: Die wirtschaftliche und politische Elite hätte bei der Führung des Landes versagt und die immer technischer werdende Umwelt gebiete es, den Ingenieuren die Führungsrolle zu übertragen. Es bildeten sich sogar kleinere Vereine, die dies als politische Forderung formulierten. Die meisten Ingenieure waren allerdings ausgesprochen unpolitisch. Seit Beginn des Zweiten Weltkrieges hatte die Technokratiebewegung keine Bedeutung mehr.

### Forschung
Die ingenieurwissenschaftliche Forschung wurde immer weiter ausgebaut. In den USA waren daran vor allem private Forschungsinstitute wie das Battelle-Institut oder das Mellon-Institut und industrielle Forschungslabore beteiligt. In Deutschland waren es nach wie vor die Technischen Hochschulen, die staatlichen Forschungsgesellschaften wie die Physikalisch-Technische Reichsanstalt oder die Kaiser-Wilhelm-Gesellschaft und ebenfalls industrielle Forschungslabore.
In den USA etablierte sich ab 1945 das Modell der „Assembly Line“, der Montagelinie oder Fließbandproduktion als Forschungskonzeption. Am Anfang stand die Grundlagenforschung. Ihre Ergebnisse sollten über angewandte Forschung, Konstruktion und Produktion zur Vermarktung führen. Inspiriert wurde das Konzept durch die Erfahrungen mit der Kernwaffentechnik. Hier war ein linearer Ablauf von der Entdeckung der Kernspaltung bis zur einsatzfähigen Waffe erkennbar. Ab den 1960er-Jahren gab es kritische Töne zum Konzept der Assembly Line und zur Bedeutung der Grundlagenforschung. Durch Untersuchungen kam man zu dem Ergebnis, dass der Anteil der Grundlagenforschung an technischer Innovation bei unter einem Prozent liege und ihre Ergebnisse sich außerdem innerhalb von 20 Jahren praktisch nicht bemerkbar machen.
Spätestens gegen Ende des Jahrhunderts begann die Grenze zwischen Grundlagenforschung und angewandter Forschung immer weiter zu verschwimmen, sodass die Unterscheidung nur noch eine geringe Rolle spielt.

### Deutschland
In Deutschland kam es wegen der Entwicklungen im 19. Jahrhundert und den Ereignissen im Folgenden zu einigen Besonderheiten.
Ab 1900 wurde das Abitur Zugangsvoraussetzung zum Studium an den Technischen Hochschulen und das Studium selbst stellte für die Ingenieure den Normalfall dar; Facharbeiter, die über die Werkmeisterebene zu Ingenieuren aufstiegen, waren die Ausnahme. Die meisten betrachteten sich als unpolitische Fachexperten, bei einigen waren jedoch auch technokratische Meinungen beliebt. Daraus entstand dann beispielsweise der Reichsbund deutscher Technik (RDT) und der Deutsche Verband technisch-wissenschaftlicher Vereine (DVT) die als Dachverbände für die Technik fungierten. Der VDI entschloss sich nach langem Überlegen, nicht beizutreten. Die Nationalsozialisten gründeten als einzige Partei eine eigene Ingenieurorganisation, den Kampfbund Deutscher Ingenieure und Techniker (KDAI) mit etwa 2.000 Mitgliedern. 1937, also nach der „Machtergreifung“, hatten etwa 21.000 Ingenieure ein Parteibuch der NSDAP, also jeder zehnte. Verglichen mit anderen Akademikern waren sie damit unterrepräsentiert. Nach 1933 kam es an vielen Technischen Hochschulen zur Selbstgleichschaltung: Sie setzten die NS-Rassenpolitik um, drängten jüdische Mitglieder aus den Hochschulen und gaben sich Verfassungen nach dem Führerprinzip. Der bekannte Maschinenbauprofessor Georg Schlesinger wurde bereits 1933 unter „abenteuerlichen Anschuldigungen“ verhaftet. Als er im Folgejahr freigelassen wurde, nutzte er die Gelegenheit, um nach England zu emigrieren. Andere Ingenieure stiegen sogar in die höhere Führungsspitze des NS-Staates auf: Fritz Todt, war zunächst für das Straßenwesen zuständig, wurde später sogar Minister und war Hitler persönlich unterstellt. Nach seinem Tod 1942 wurde Albert Speer sein Nachfolger. Er wurde nach dem Krieg bei den Nürnberger Prozessen zu einer Gefängnisstrafe verurteilt. In der Nachkriegszeit betonten viele Ingenieure die Wertneutralität der Technik und schoben die Verantwortung für ihre Nutzung der Politik und Gesellschaft zu.
Das 1970 erlassene Ingenieurgesetz regelte die Nutzung der Bezeichnung „Ingenieur“. Absolventen der zwischenzeitlich in Technische Universität oder Universität umbenannten Technischen Hochschulen durften sich „Diplom-Ingenieur (univ.)“ nennen, mit optionalem Klammerzusatz. Die Absolventen der Fachhochschulen dagegen „Diplom-Ingenieur (FH.)“ mit verpflichtendem Klammerzusatz. Durch die Bologna-Reform wurden beide Abschlüsse durch das angelsächsische Bachelor/Master-System ersetzt. Die Fachhochschulen benannten sich im Jahr 2000 in „university of applied science“ (Universität für angewandte Wissenschaft) um und unterstreichen damit ihren Anspruch auf Wissenschaftlichkeit, wie schon die Technischen Hochschulen im 19. Jahrhundert.

## Forschungsgeschichte
Als erster Technikhistoriker gilt heute der Göttinger Professor für Ökonomie und Technologie Johann Beckmann. Er hielt den Stand der Technik in seinen Werken fest, schrieb aber auch das Buch Beiträge zur Geschichte der Erfindungen. Im 19. Jahrhundert begannen die Ingenieure, sich mit der Geschichte ihres eigenen Gebietes zu beschäftigen. Wichtige Ingenieur-Historiker waren Friedrich Klemm und Conrad Matschoß, deren Werke teilweise noch heute als Standardwerke gelten. Sie schrieben jedoch eher eine bloße Aneinanderreihung bedeutender Erfindungen und Persönlichkeiten. Auch bei Marx und Engels finden sich technikhistorische Ansätze, die aber mehr auf politische und gesellschaftliche Rahmenbedingungen achteten. Ab etwa 1960 wurde die Technikgeschichte zu einem geschichtswissenschaftlichen Fachgebiet, das von studierten Historikern erforscht wurde und nicht mehr von Ingenieuren. Eine große Ausnahme entstand durch den Auftrag der SED in der DDR an die Technische Hochschule Dresden, die Ingenieure zu Dozenten für Technikgeschichte ausbilden sollte. Aus den folgenden Studien entstand 1990 schließlich das von Rolf Sonnemann und Gisela Buchheim herausgegebene Werk Geschichte der Technikwissenschaften, als erstes und bislang einziges Gesamtwerk. Daneben gibt es aber einige Darstellungen seit 1990, die die Geschichte einzelner Disziplinen wie die Elektrotechnik ausführlich behandeln. Zur Geschichte der Technischen Hochschulen fehlt ebenfalls noch eine ausführliche Gesamtdarstellung. Zu vielen einzelnen Hochschulen gibt es jedoch ausführliche Werke, die sich eingehend mit ihnen befassen und häufig zu Jubiläen herausgegeben wurden.
Außerdem begannen seit den 1990ern Wissenschaftstheorie und Philosophie, sich nicht mehr nur wie im 20. Jahrhundert mit den Naturwissenschaften zu befassen, sondern auch die Ingenieurwissenschaften mit einzubeziehen und so zu einer Klärung der inneren Struktur technischen Wissens beizutragen.